# Cour

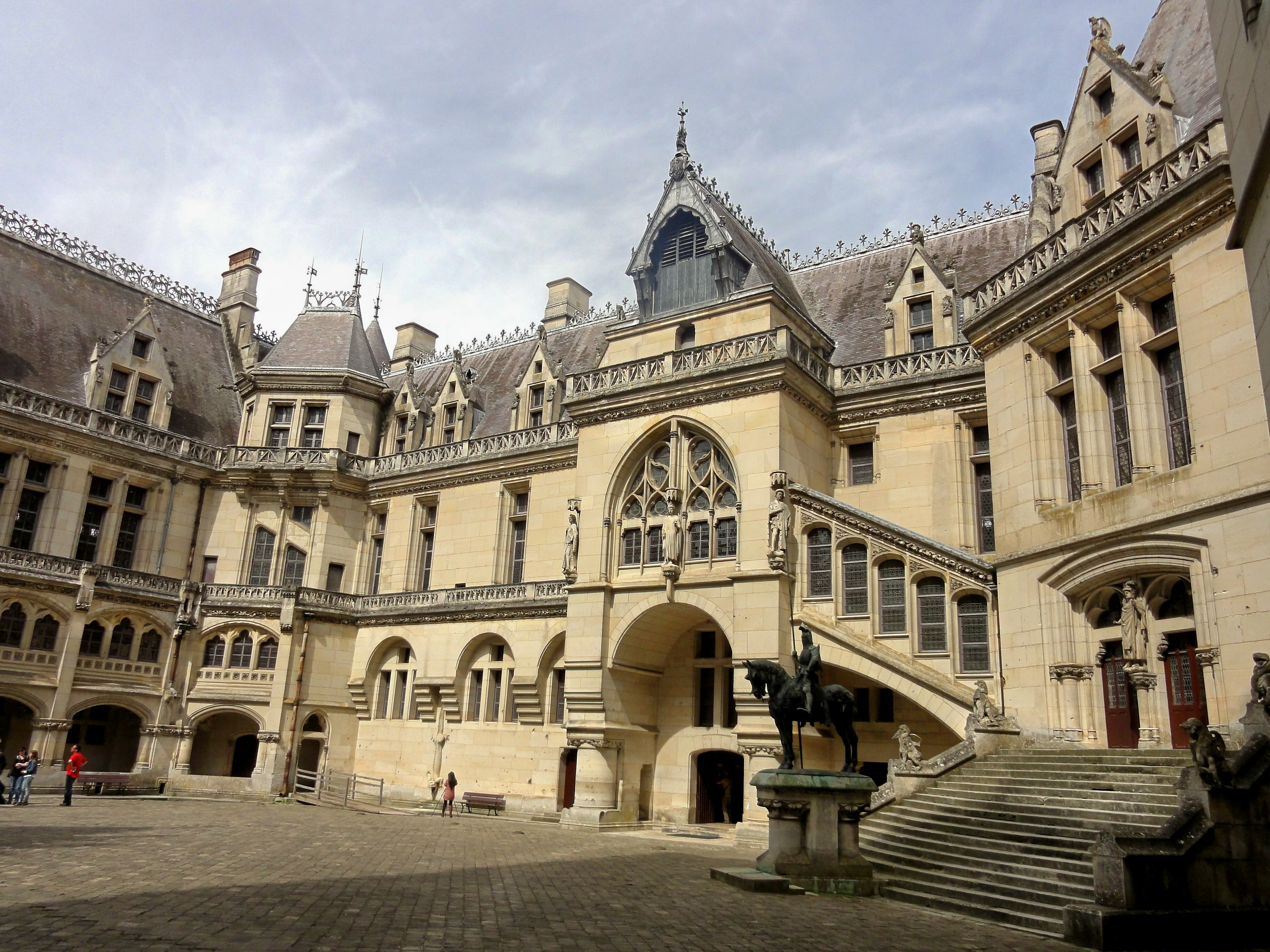
Cour del castillo de Pierrefonds. Es una reconstrucción con criterios historicistas (neogótico) de Viollet le Duc.

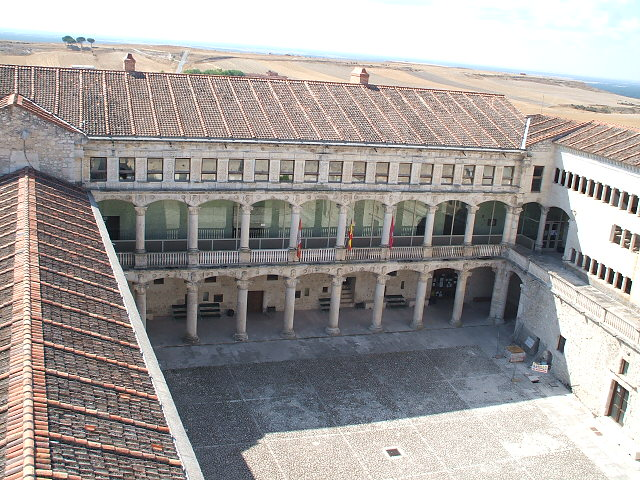
Patio de armas del castillo de Cuéllar.

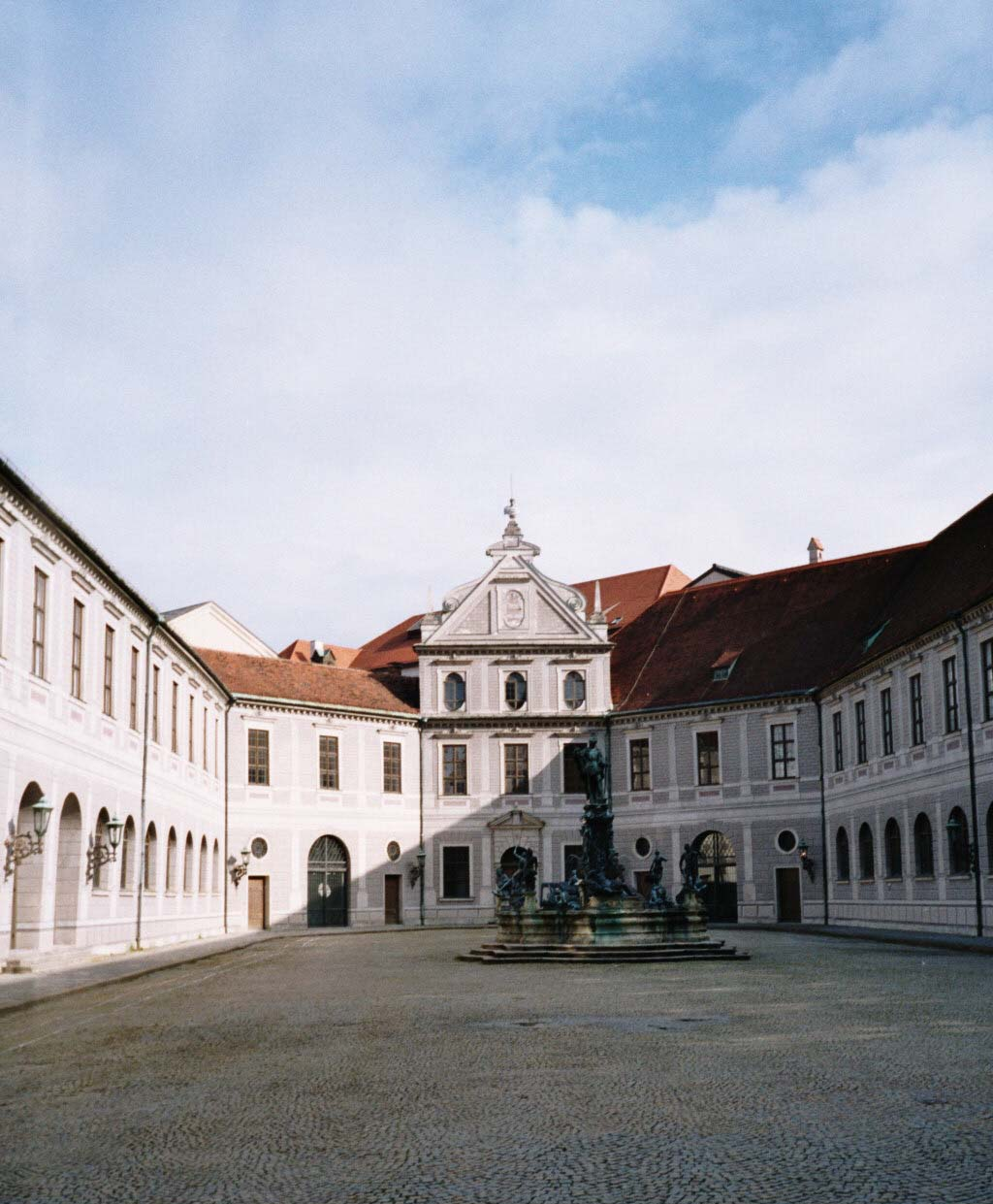
Cour de la Residenz (Múnich).

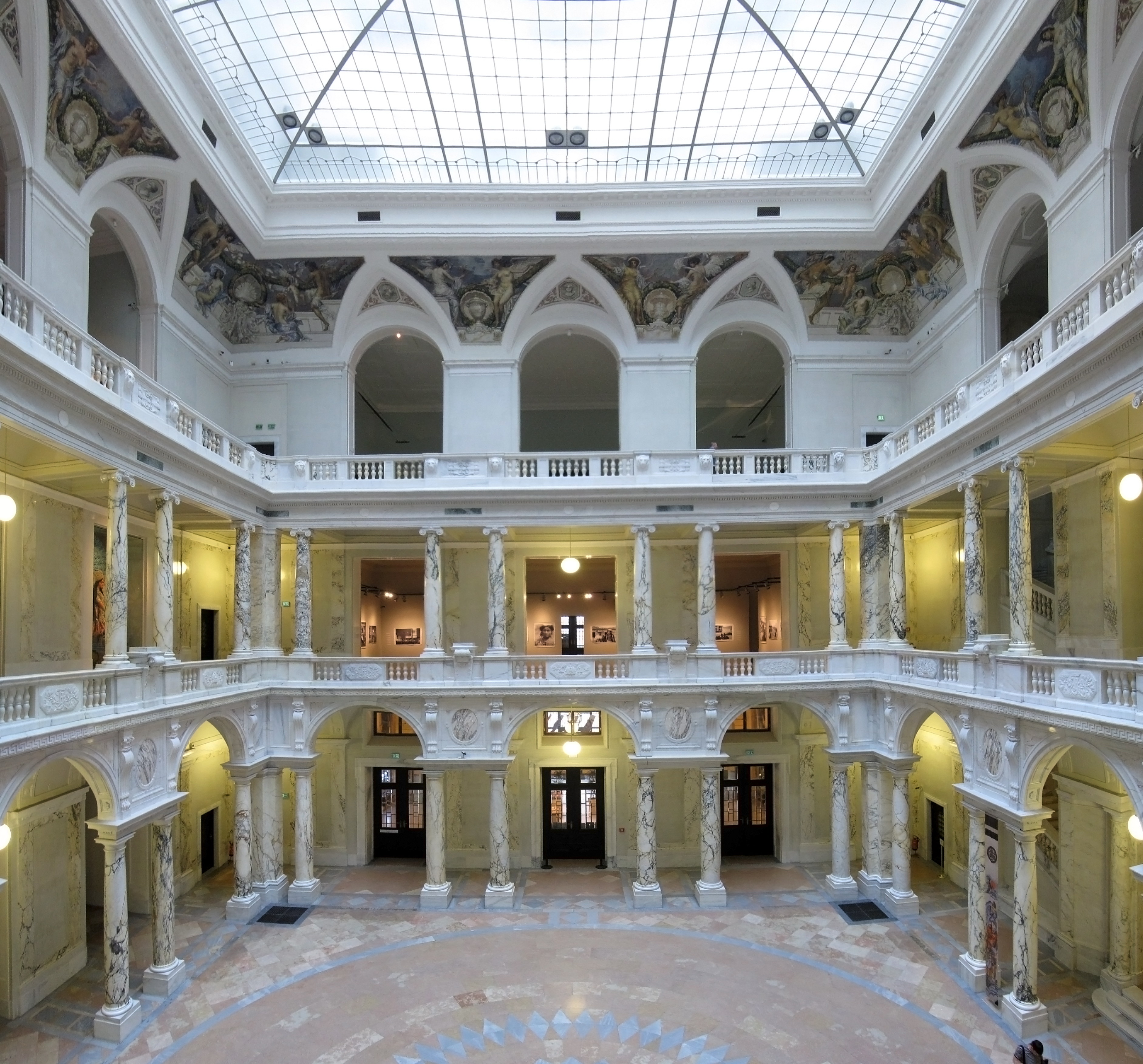
Innenhof ("patio interior") del Corps de logis del Neue Burg en el Hofburg de Viena.

Cour (en francés), cortile (en italiano) o courtyard (en inglés -también utilizado en la forma abreviada court-), términos traducidos habitualmente como "patio" en español (mientras que ese término se emplea generalizadamente en la bibliografía -en todos los idiomas- para la tipología arquitectónica del patio doméstico español o concretamente para el patio andaluz), son denominaciones específicas para un elemento arquitectónico y urbanístico que tiene una gran similitud formal con los patios domésticos, pero cuyas dimensiones y funciones son de mucha mayor envergadura, propias de los patios monumentales de construcciones palaciegas, de las amplias explanadas o plazas interiores de los castillos (patio de armas -parade ground o cour d'armes-) o de los espacios similares en edificios religiosos (los atrios, los claustros monásticos y catedralicios -los universitarios siguen el mismo modelo- o las grandes explanadas de las mezquitas -sahn, traducido habitualmente como "patio de las abluciones"-).
Los patios, también conocidos como courtyards, son espacios arquitectónicos abiertos que han acompañado a las civilizaciones desde hace miles de años. Su origen se remonta a las antiguas culturas del Medio Oriente, Asia y el Mediterráneo, donde se los consideraba elementos esenciales tanto en la arquitectura residencial como en la ceremonial. Estos espacios vacíos, integrados y diseñados en relación directa con las estructuras que los rodean, han sido moldeados a lo largo del tiempo por la geografía, el emplazamiento y los cambios sociales de cada civilización. Desde los jardines cerrados de los chinos en el 1600 a. C., creados para el cultivo de frutas y verduras o como espacios de recreo para la nobleza, hasta los patios en tumbas egipcias del 1500 a. C., donde jardines rodeaban los sepulcros para honrar a los muertos, los patios han reflejado el estilo y la cultura de su época. Cada civilización ha aportado su impronta única a estos espacios, transformándolos en un testimonio de la interacción entre naturaleza, arquitectura y vida social.
En la arquitectura de la Antigüedad son frecuentes los patios monumentales (templos egipcios, palacio de Knossos, templo de Jerusalén, templos de Baalbek, etcétera). En la arquitectura china, además de los gigantescos espacios delimitados que caracterizan la arquitectura palaciega de la Ciudad Prohibida de Pekín, existe una modalidad de residencia llamada siheyuan ("Chinese courtyard house"), que se concibe como un grupo de construcciones en torno a un espacio cuadrangular (el concepto denominado en inglés quad o quadrangle ).

## Los "patios" (cours) de la Alhambra
La Alhambra de Granada tiene una particularmente variada sucesión de cours o "patios", desde los militares hasta los más íntimos, pasando por los de uso político más público. A comienzos del siglo XVI Carlos V ordenó la construcción de un gran palacio con los nuevos criterios estéticos del gusto italiano. El arquitecto Pedro Machuca diseñó el edificio en torno a un singular patio circular, sin precedentes en la arquitectura del Renacimiento, aunque utilizando su vocabulario de elementos básicos.

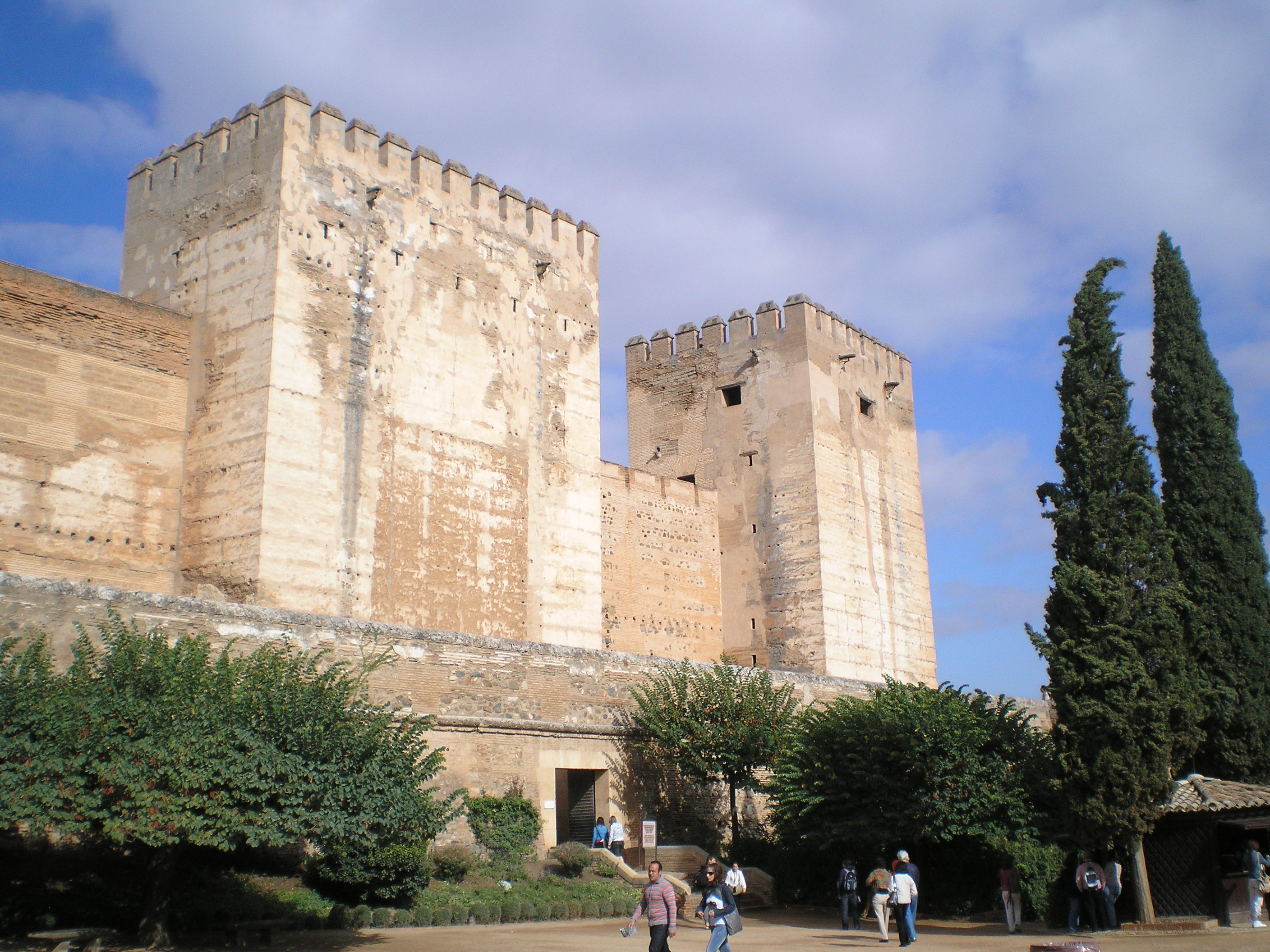
Plaza de Armas de la Alcazaba.
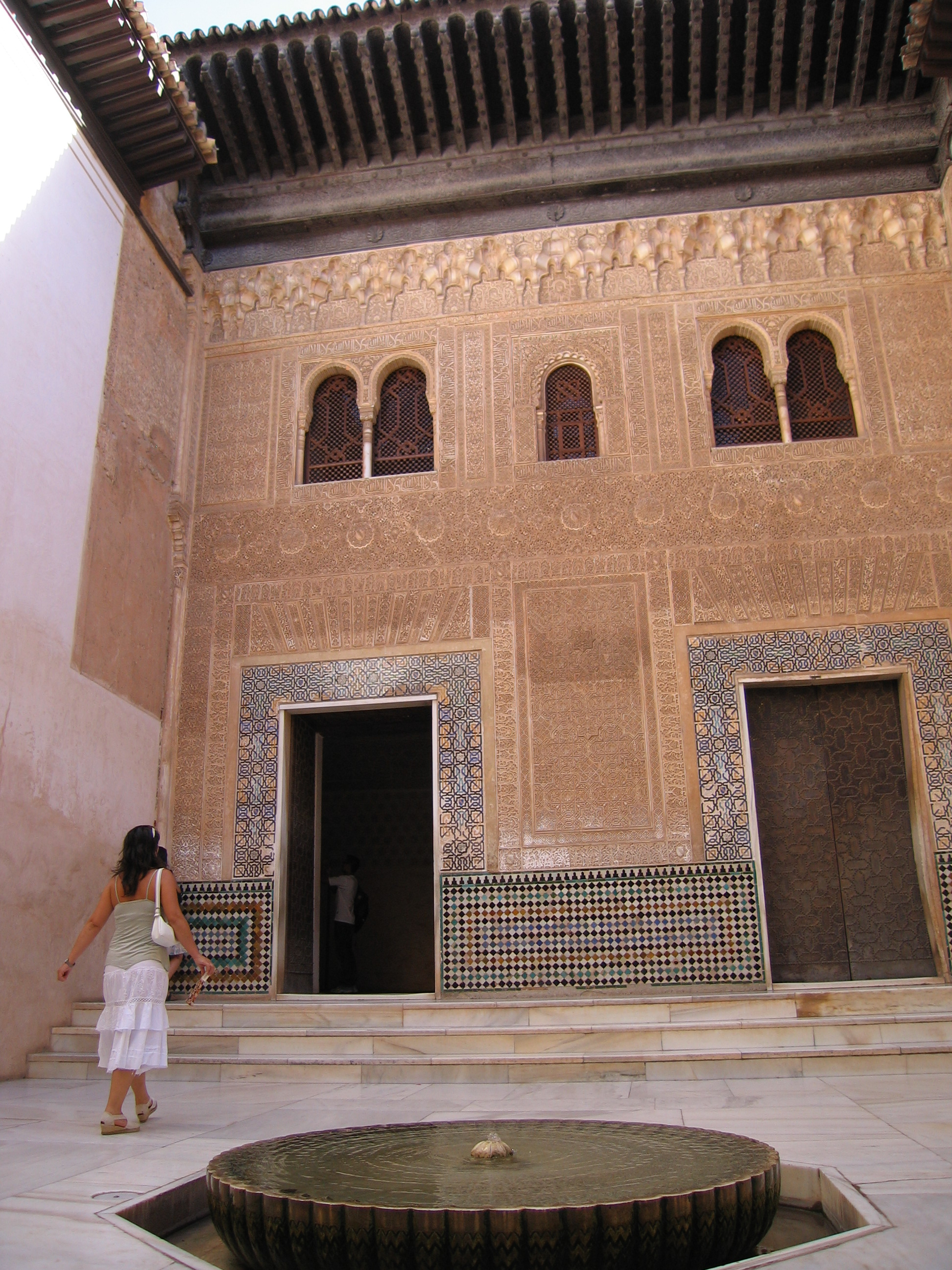
Patio del Mexuar.
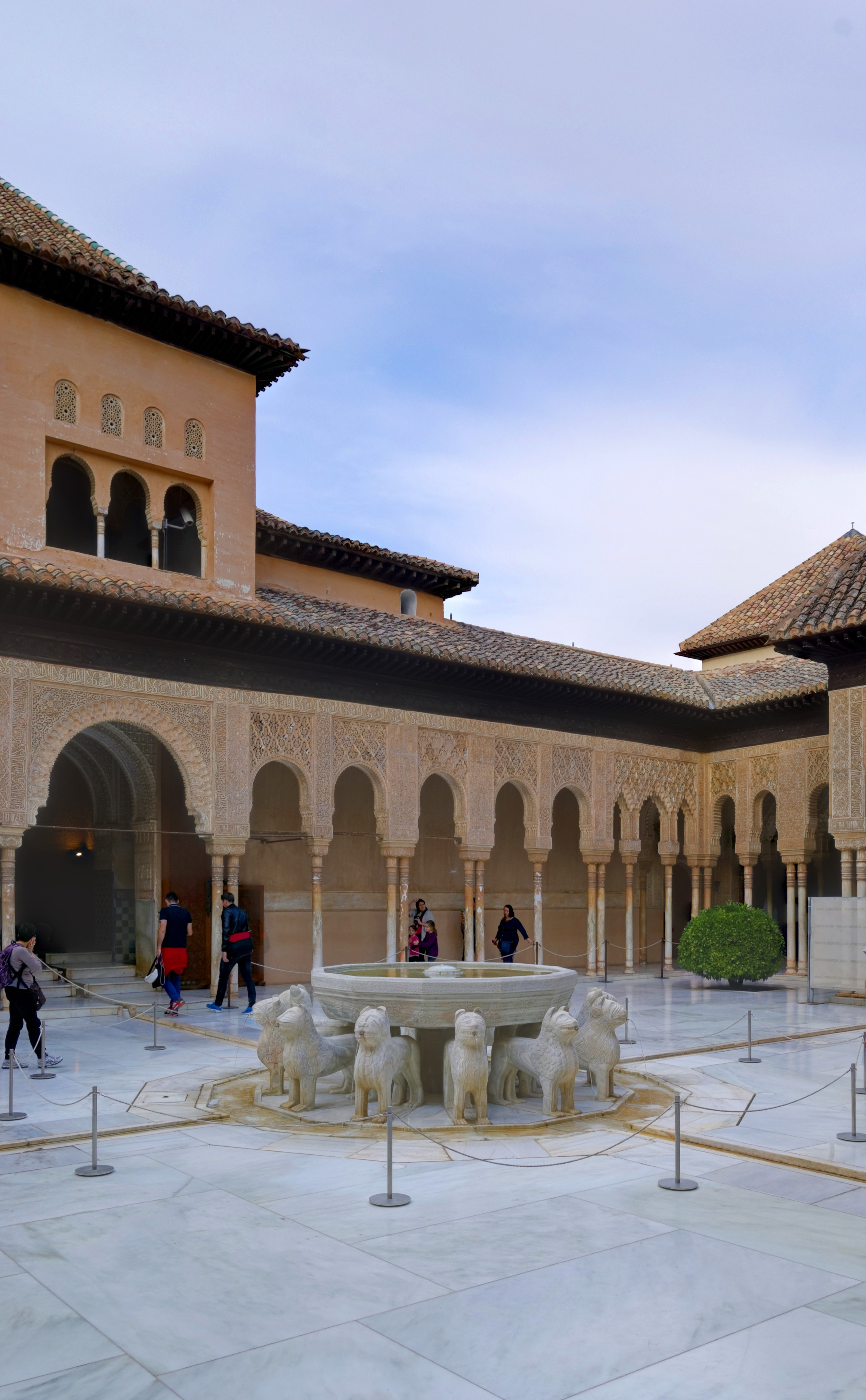
Patio de los Leones (Cour des lions o Court of the Lions).
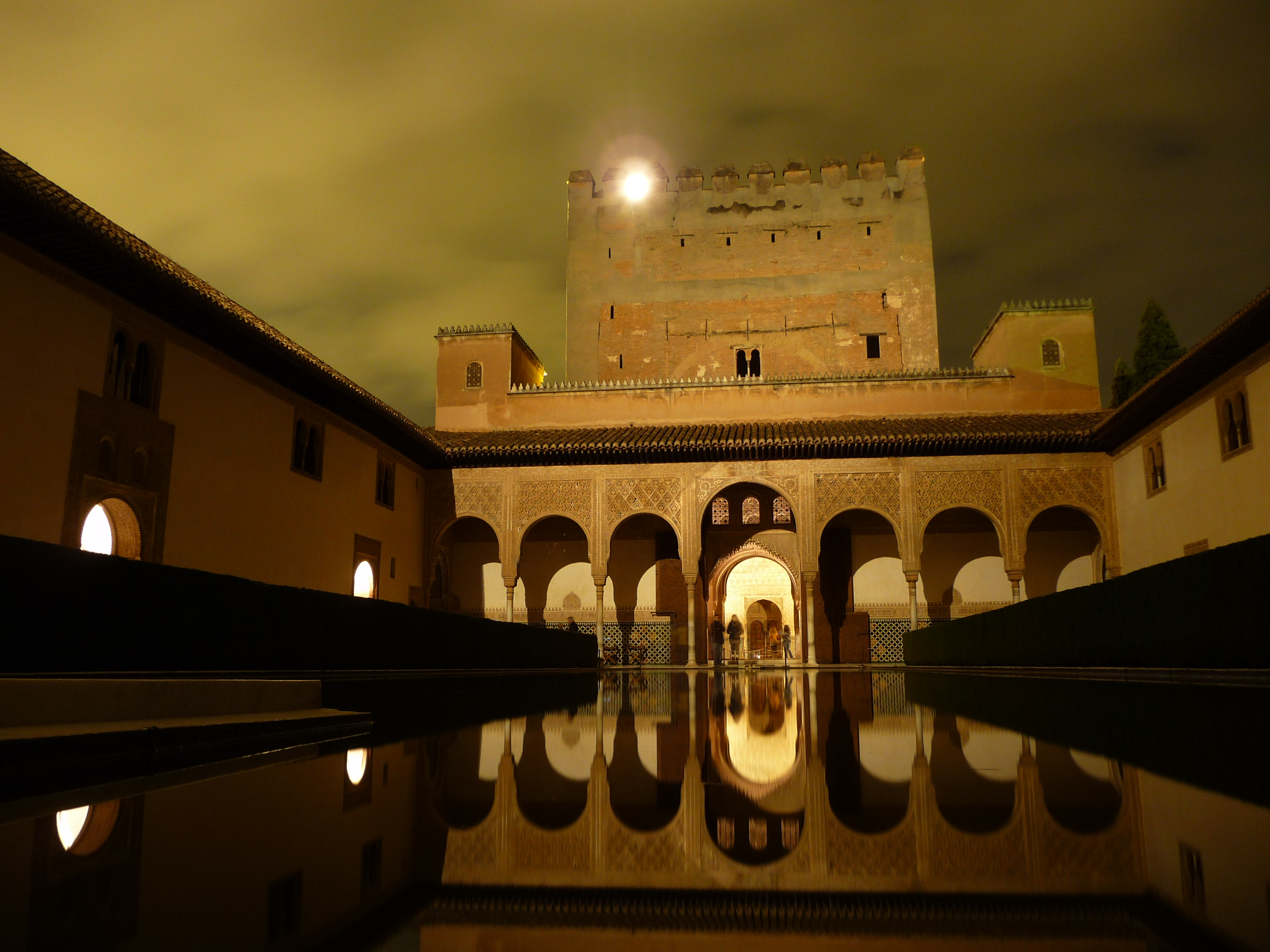
Patio de los Arrayanes.
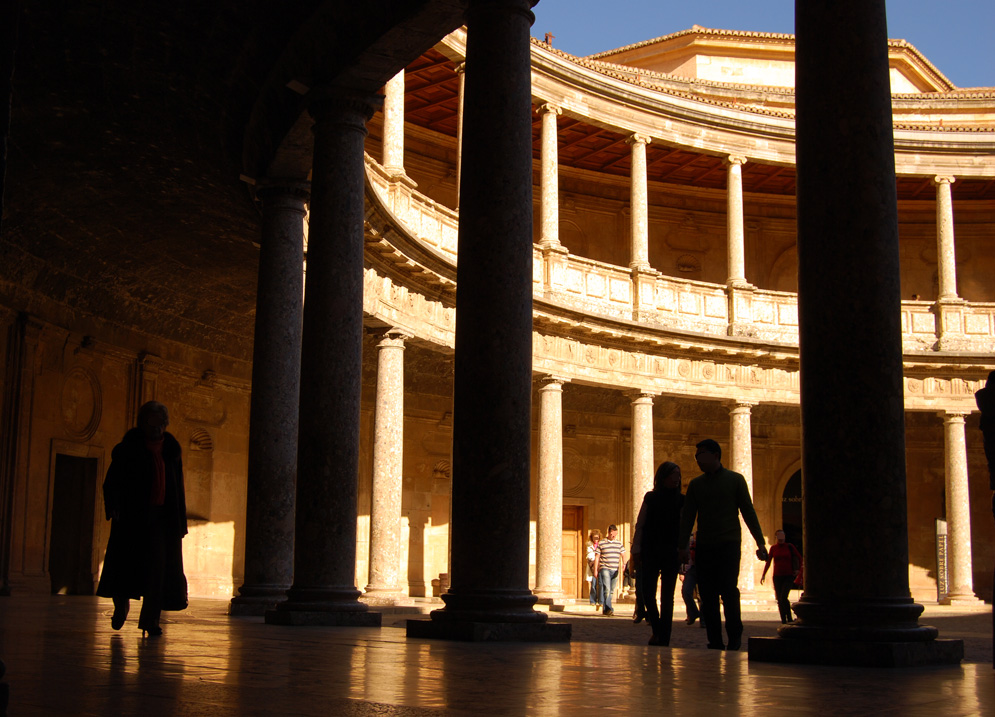
Patio del Palacio de Carlos V.

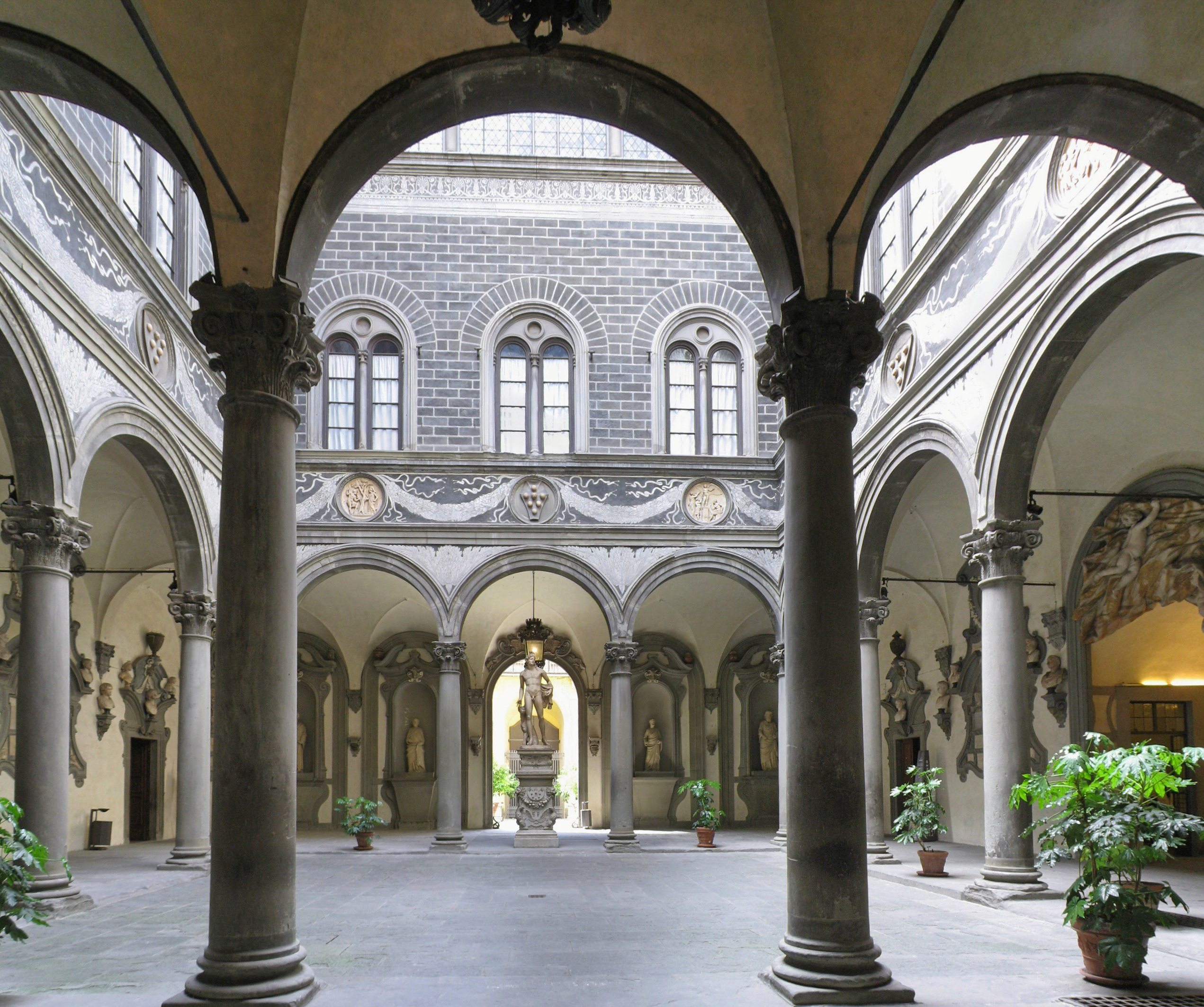
Cortile del Palazzo Medici-Riccardi, Florencia.

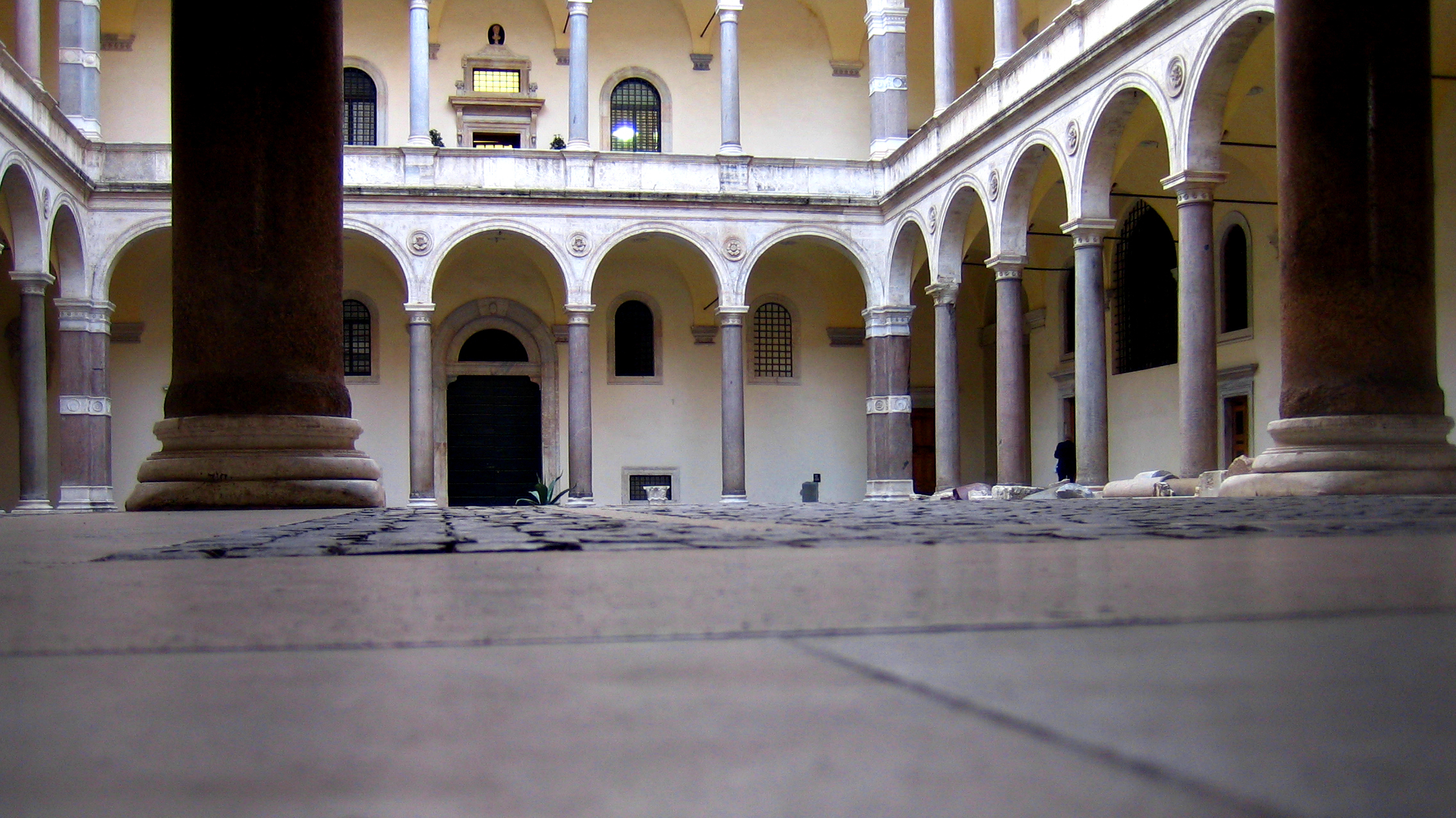
Cortile del Palazzo della Cancelleria en Roma. Los pilares de las esquinas dan una mayor sensación de robustez, mientras que en el Medici-Riccardi las columnas de las esquinas tienen el mismo grosor que las demás.

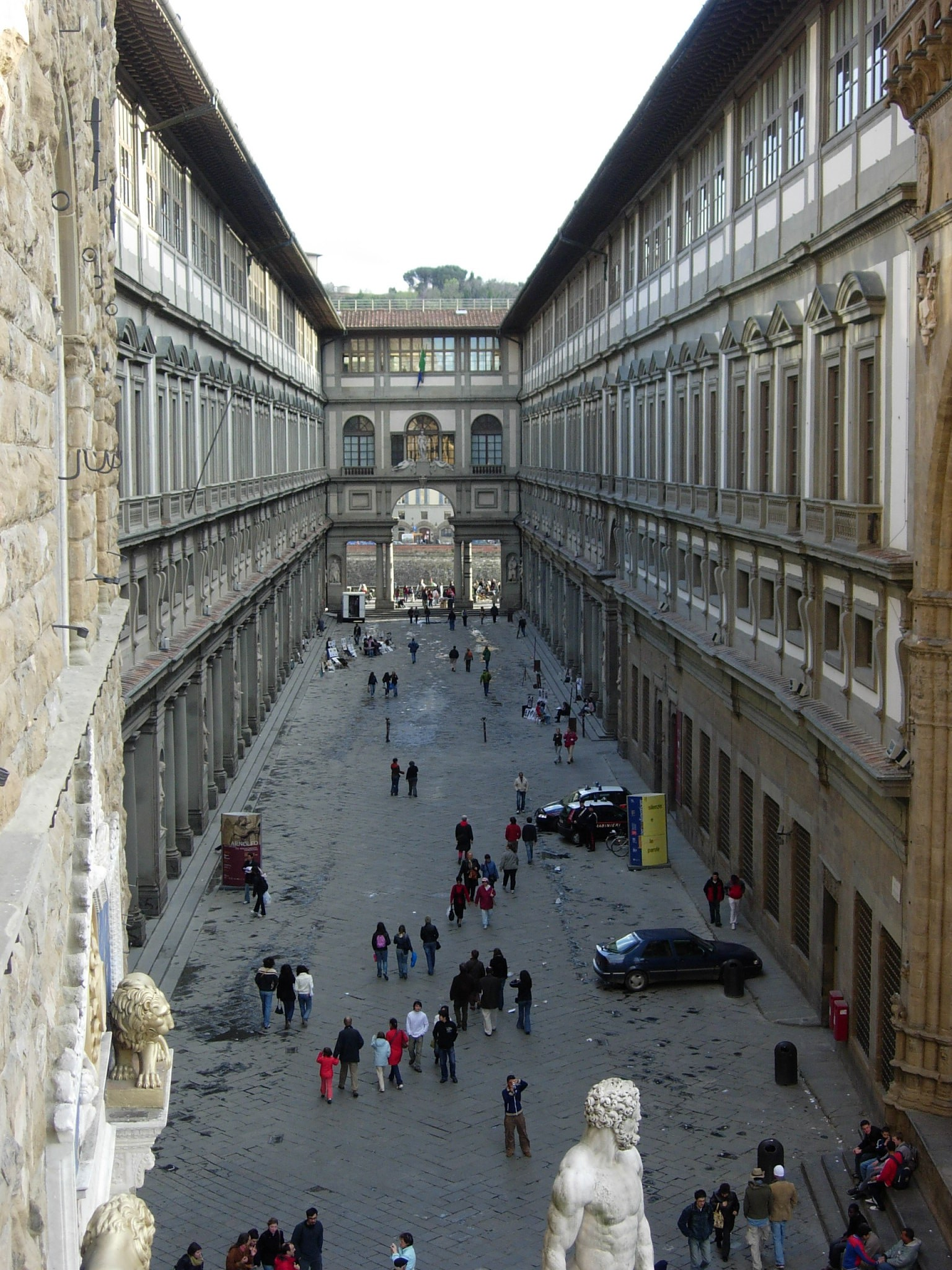
Cortile degli Uffizi visto desde el Palazzo Vecchio (Florencia).

## Elcortiledel Renacimiento italiano
Cortile (o corte) es la cour interna, rodeada por una arcada, característica del palacio florentino, una tipología acuñada en el primer Renacimiento (Quattrocento) con palazzi como el Palazzo Medici-Riccardi y el Palazzo Strozzi. El Manierismo del Cinquecento modificó el concepto con el cortile del Palacio Pitti (1560), abierto por uno de sus lados y de dimensiones extraordinarias (se decía que en él cabría todo el Strozzi).

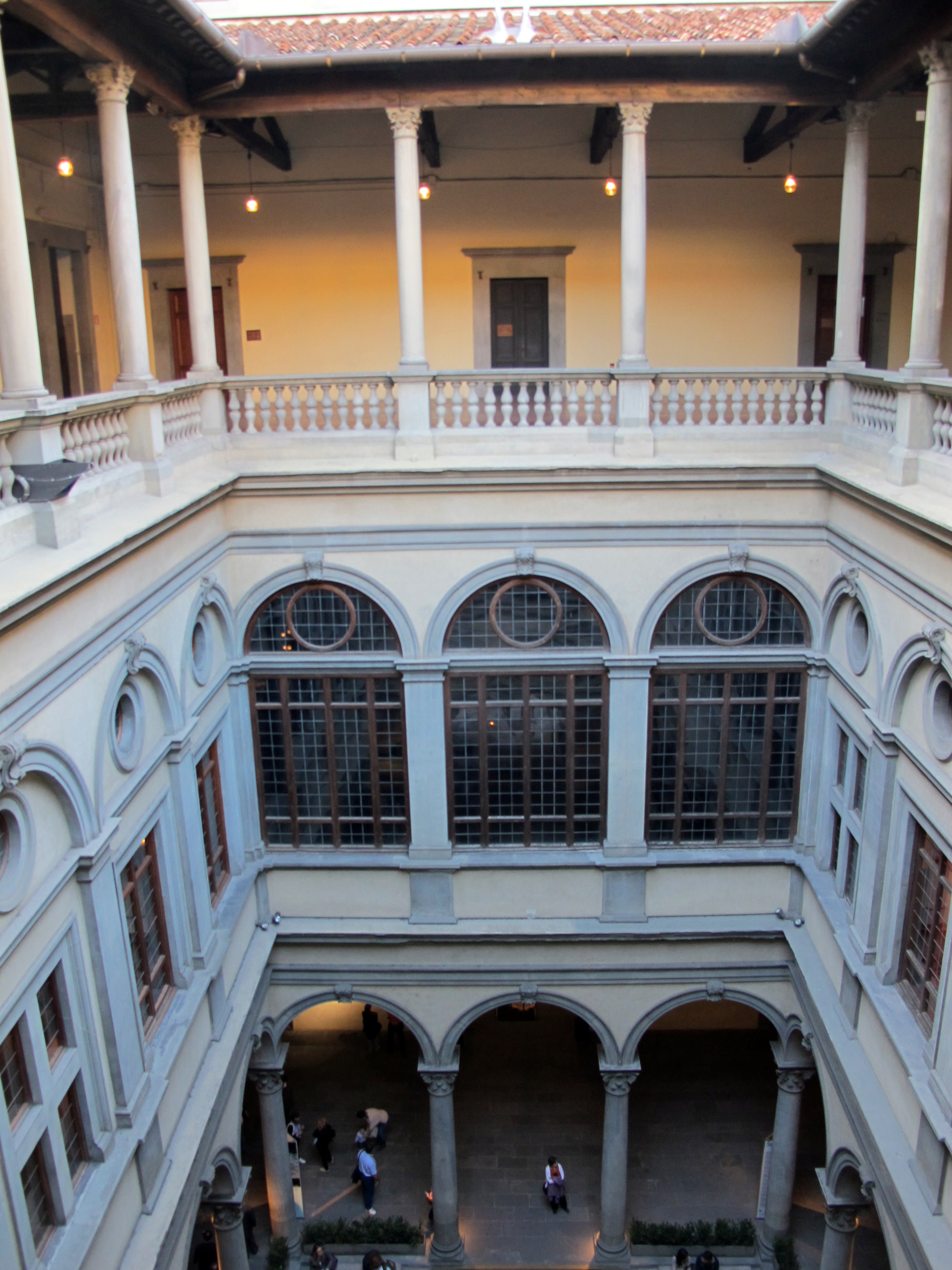
Palazzo Strozzi, Florencia.
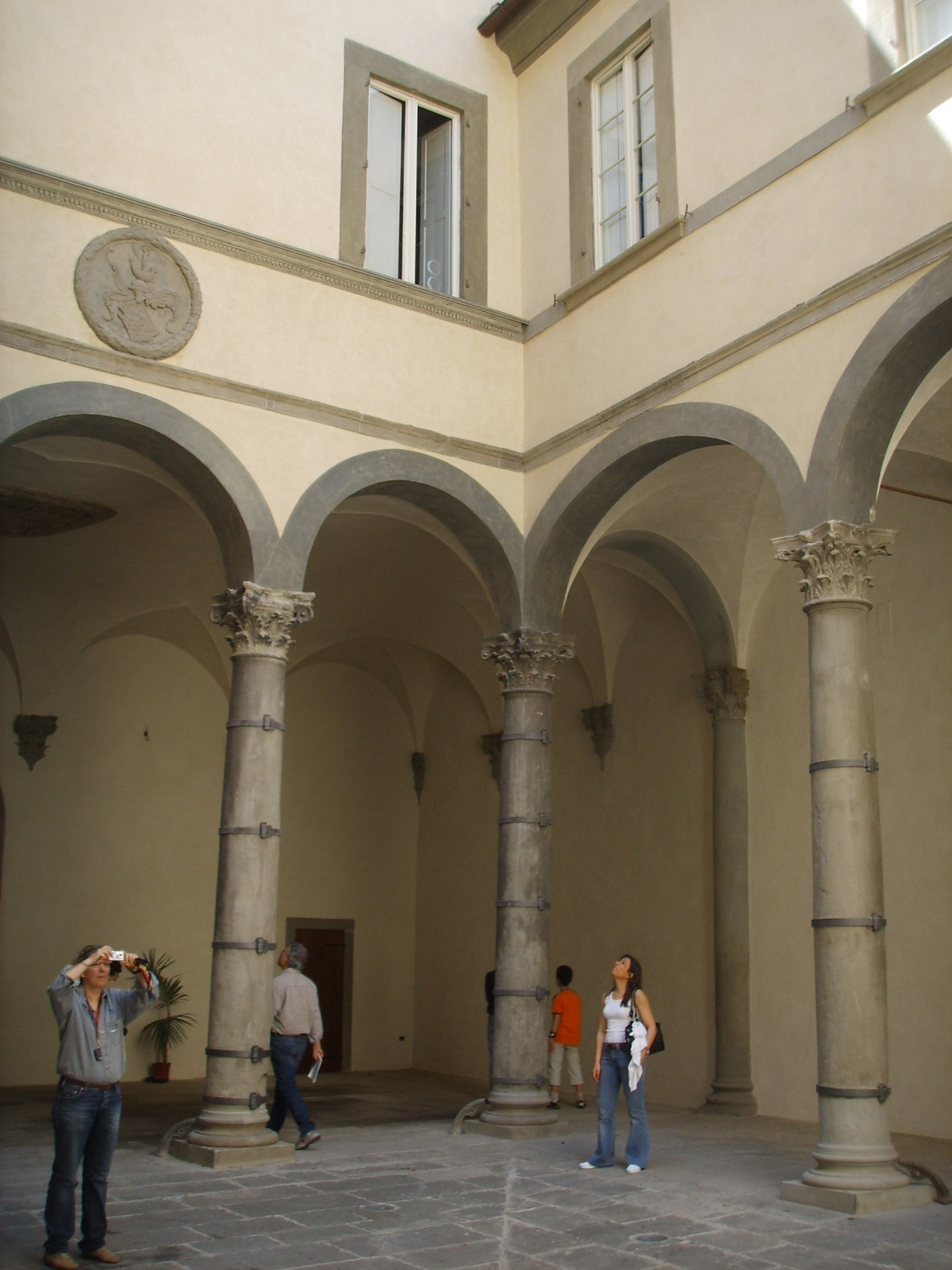
Palazzo Rucellai
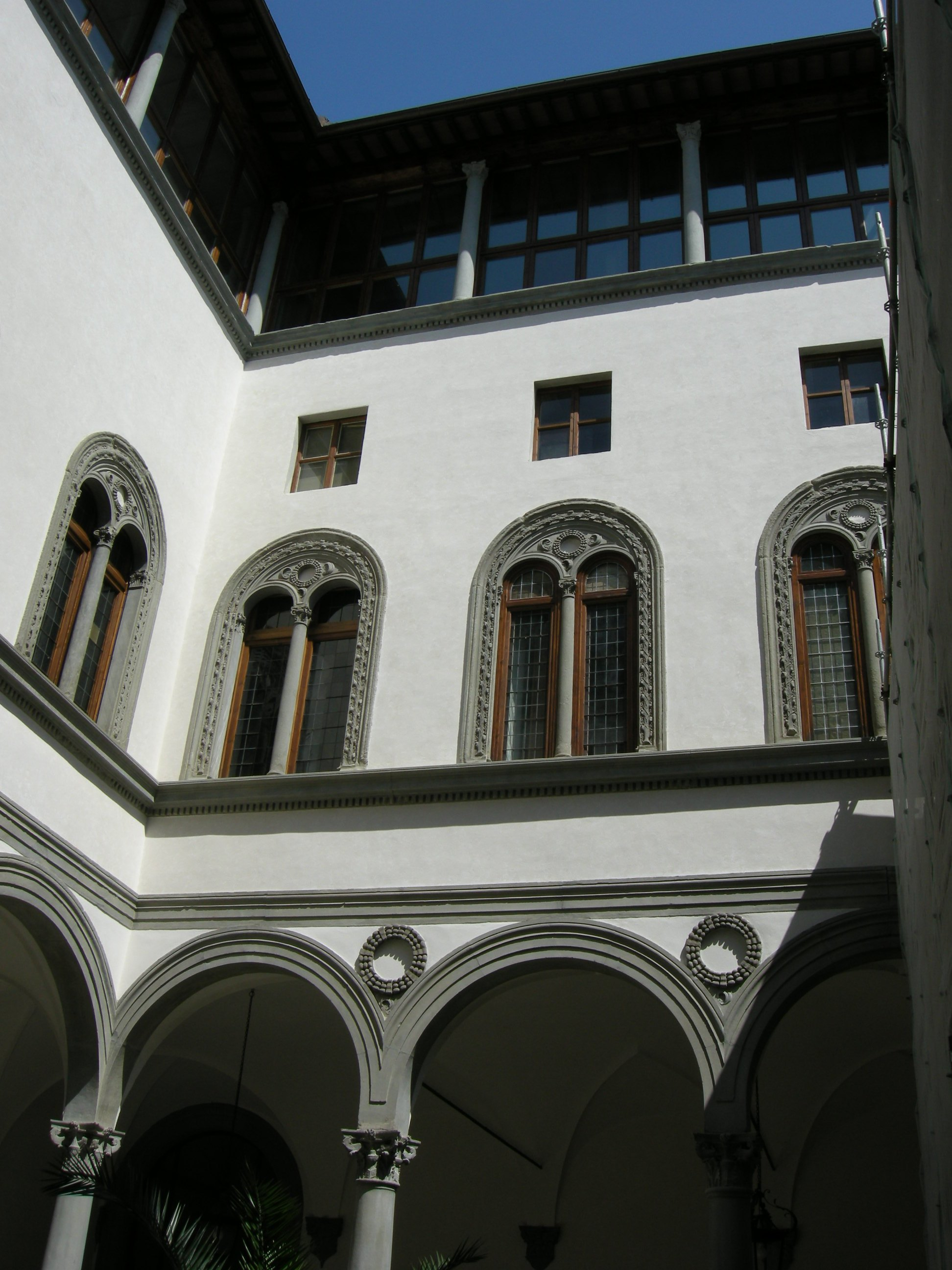
Palazzo Pazzi,[4] Florencia.
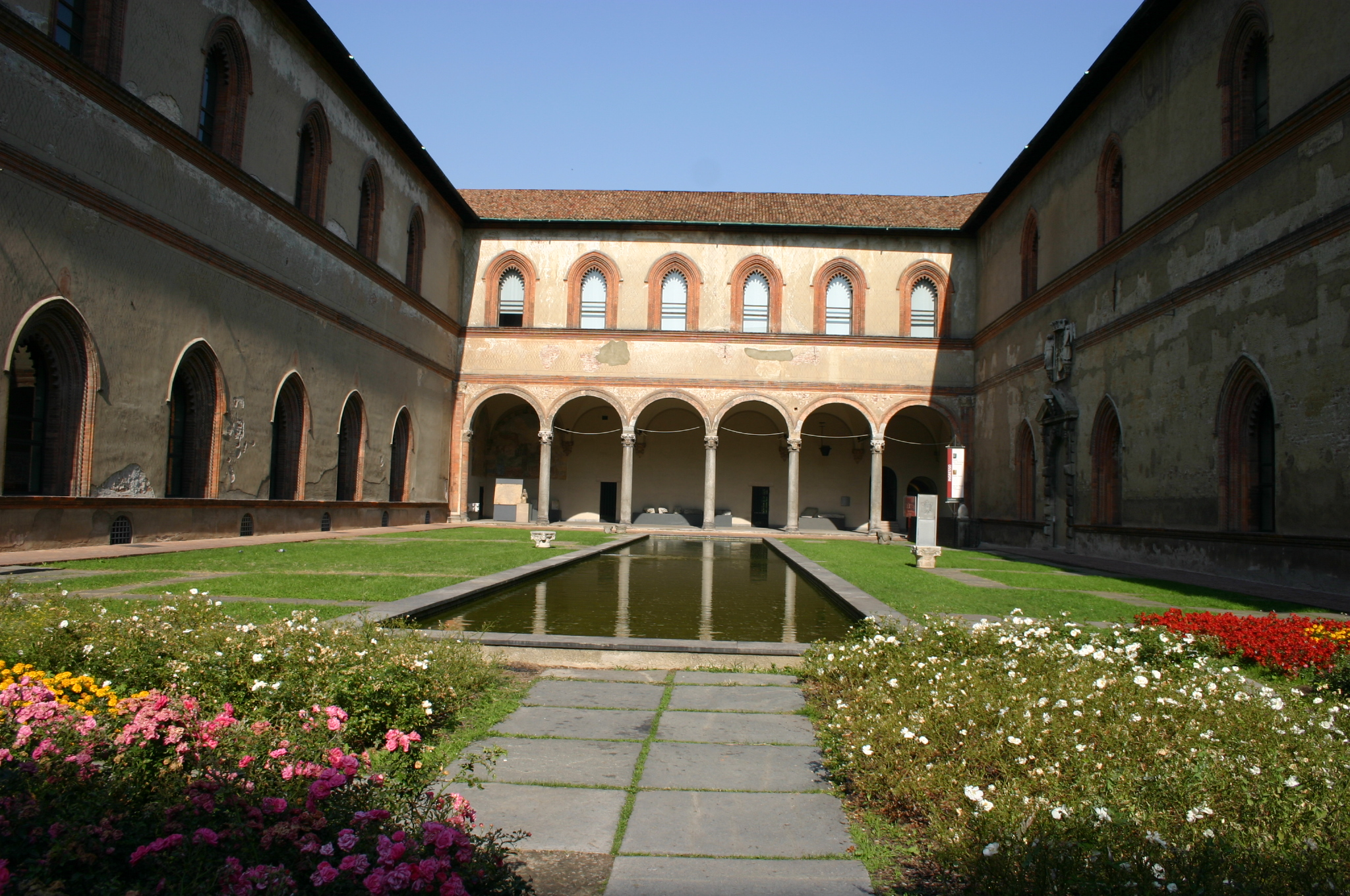
Corte Ducale ("patio ducal") del Castillo Sforzesco (Milán).
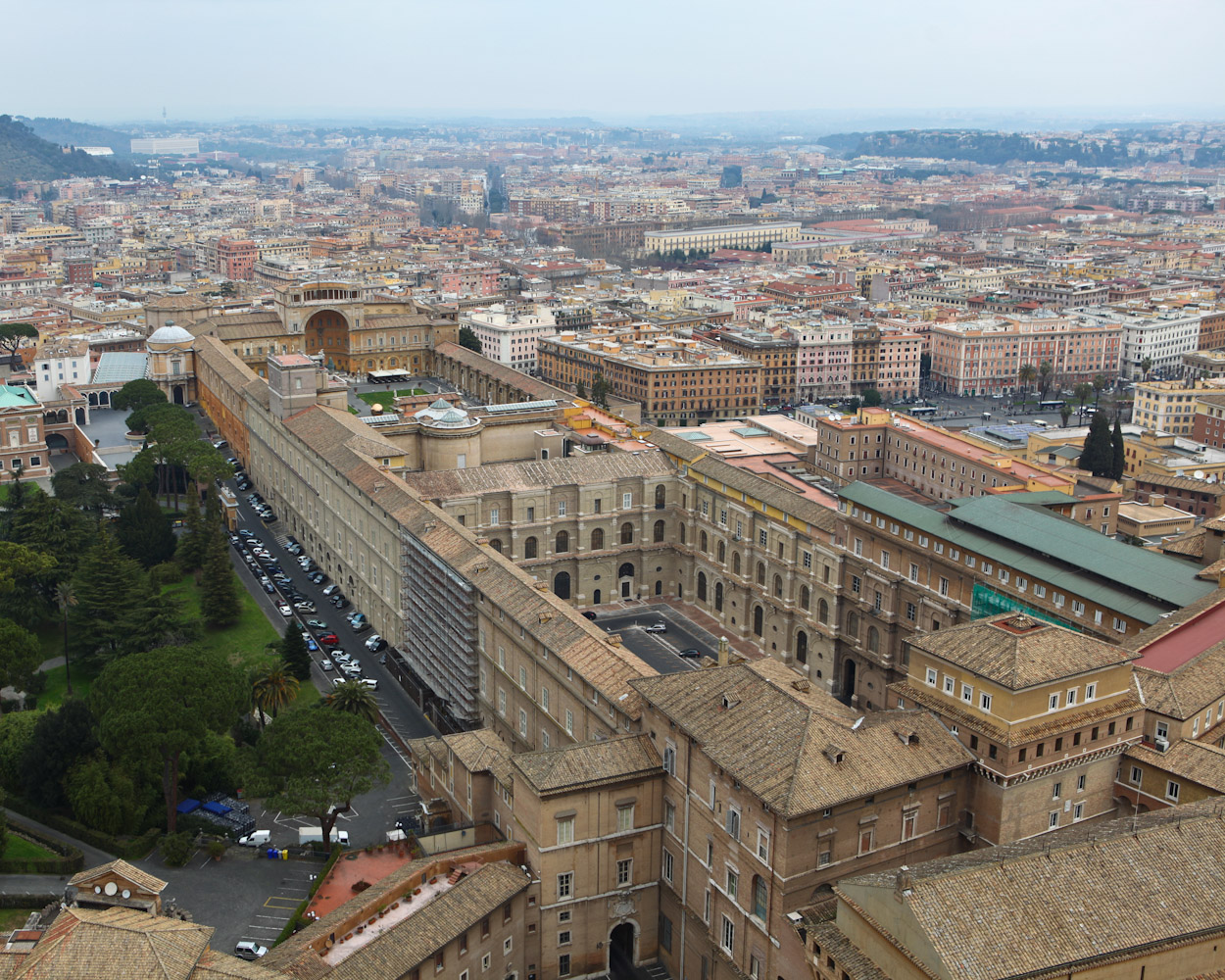
Cortile del Belvedere, Roma.
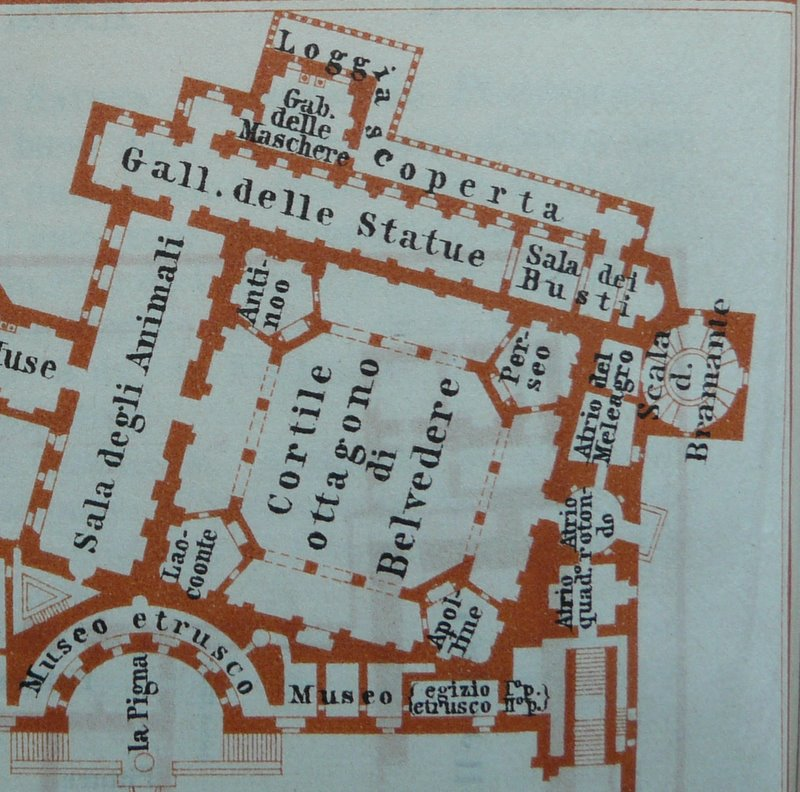
Planta del cortile ottagonale en el mismo palacio.
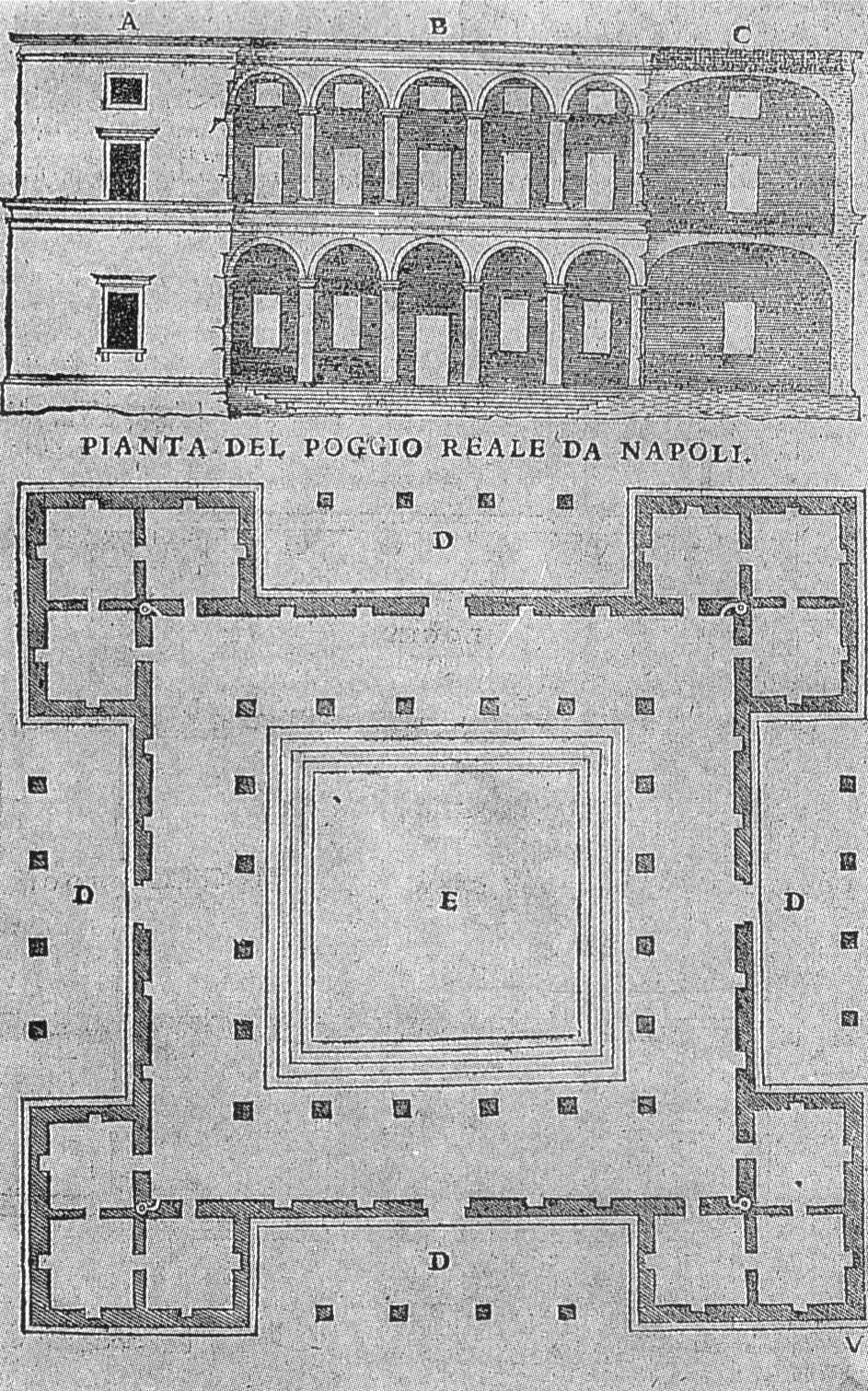
Villa de Poggioreale (Nápoles).
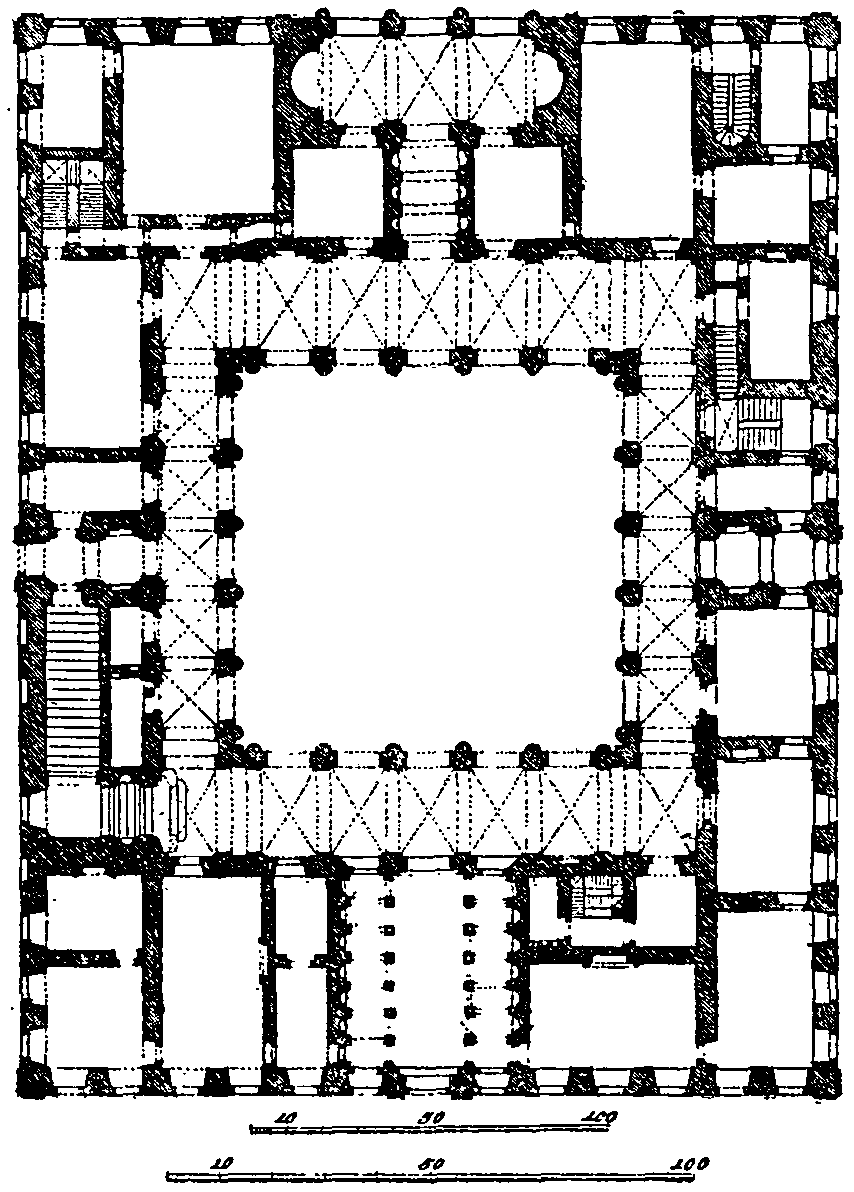
Planta del Palazzo Farnese (Roma), en torno al gran cortile.
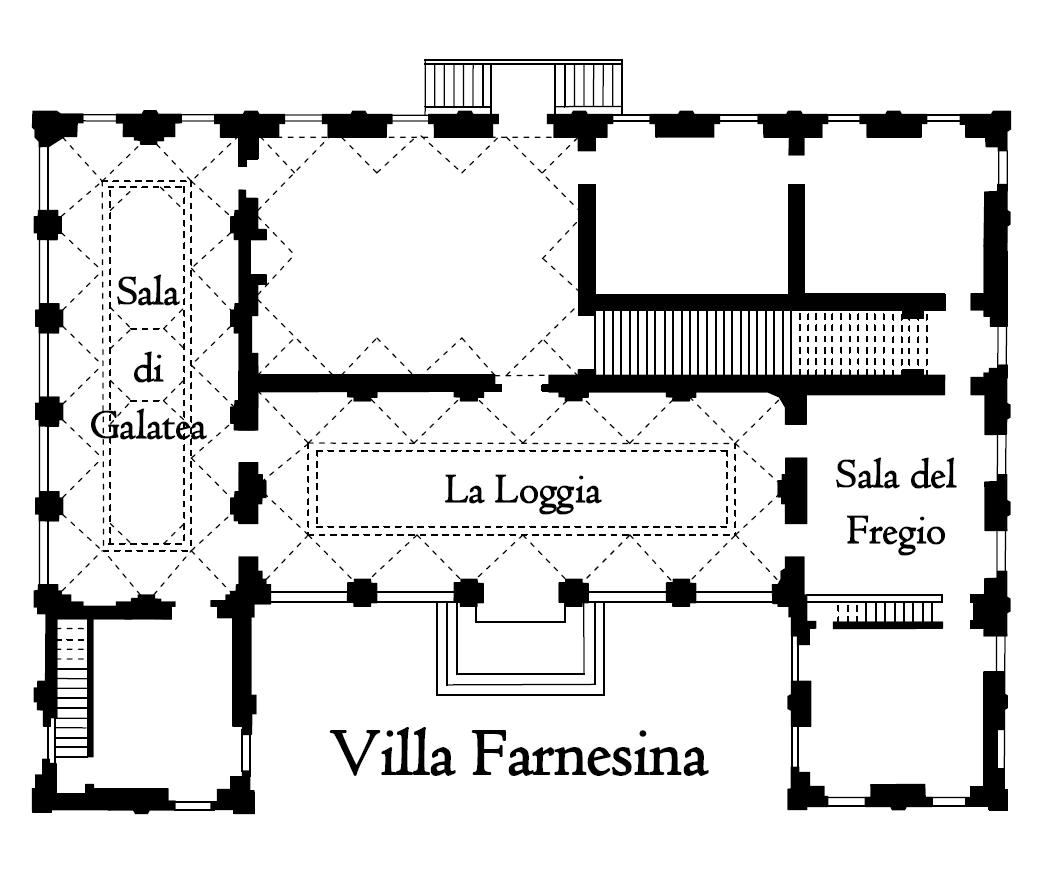
Planta de la Villa Farnesina (Roma). Sin cortile interno, la fachada porticada queda flanqueada por dos alas laterales que delimitan un espacio rectangular cerrado por tres lados y abierto por el cuarto, precedente de lo que será la cour d'honneur de los grandes palacios.
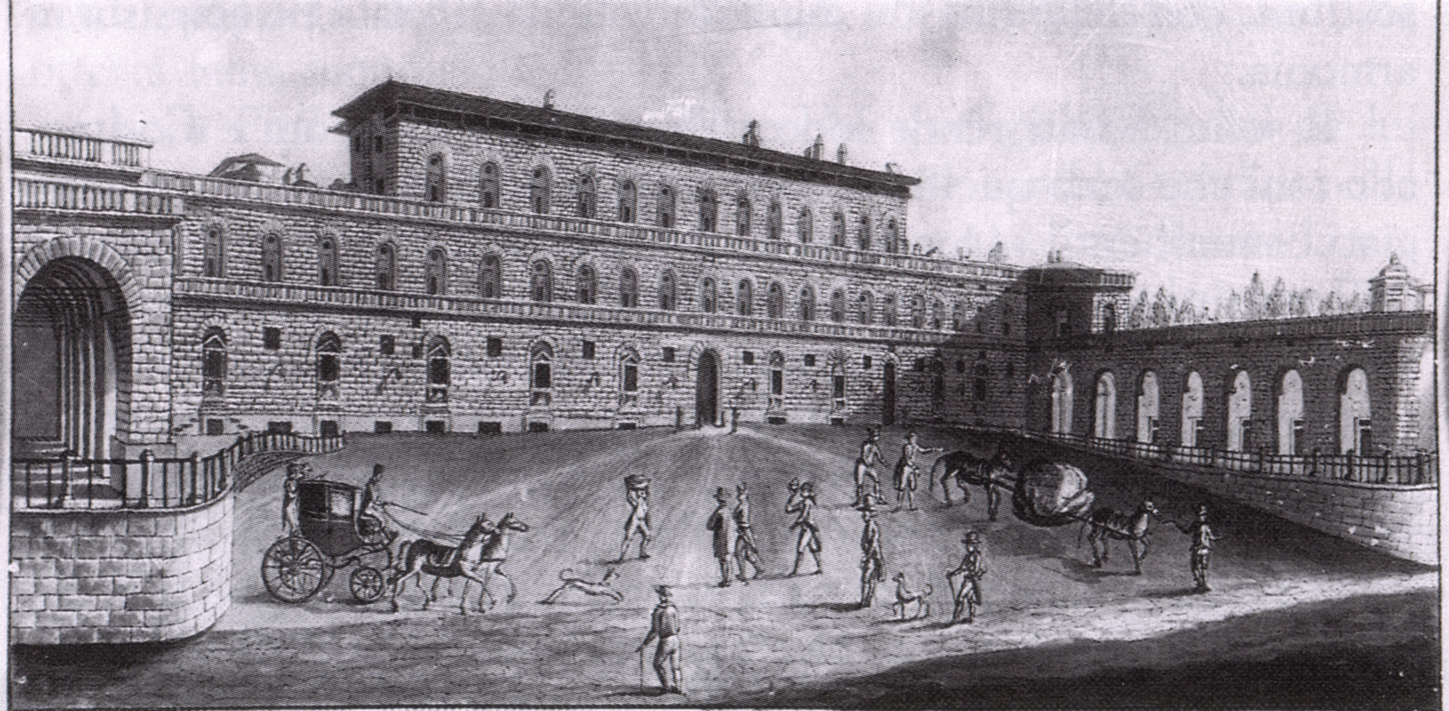
Cortile delantero del Palazzo Pitti, un palacio ya planteado explícitamente en el siglo XV para que destacara por sus dimensiones, y que fue ampliado a mediados del siglo XVI.
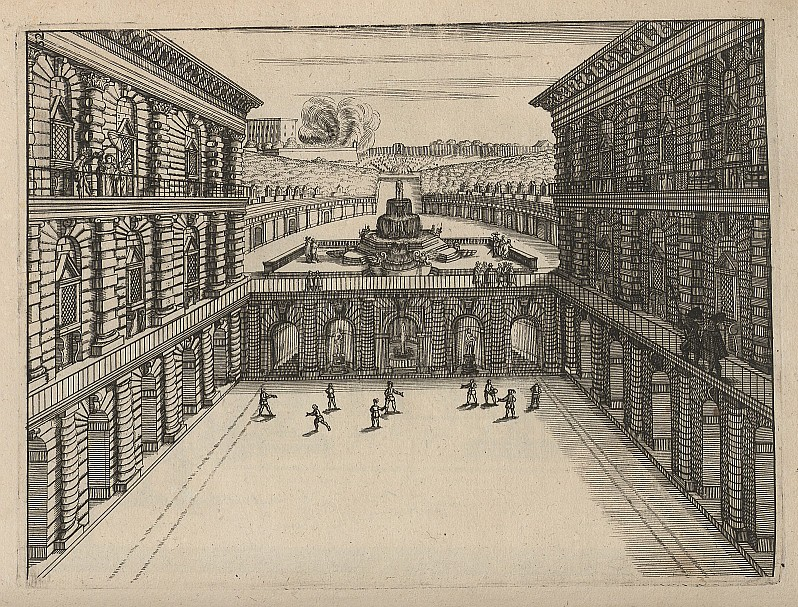
Cortile trasero del Palazzo Pitti.
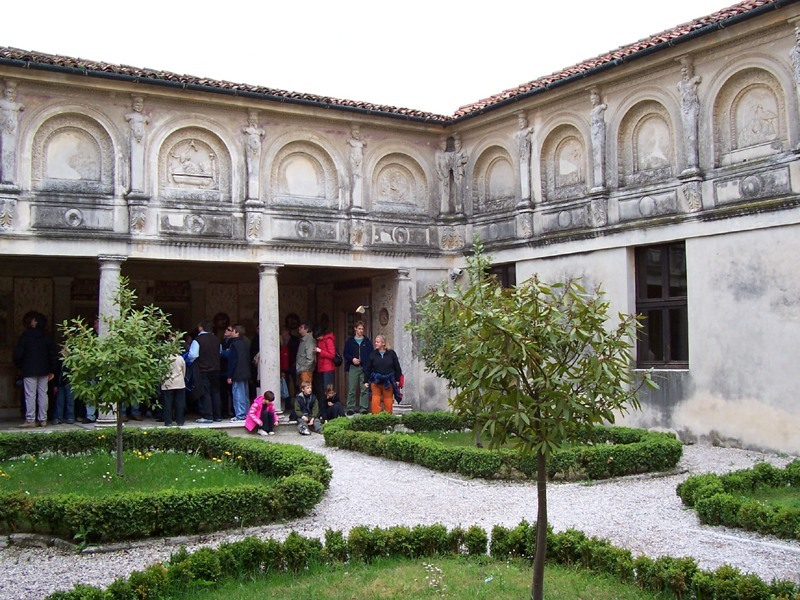
Cortile Segreto ("patio secreto") del Palazzo Te
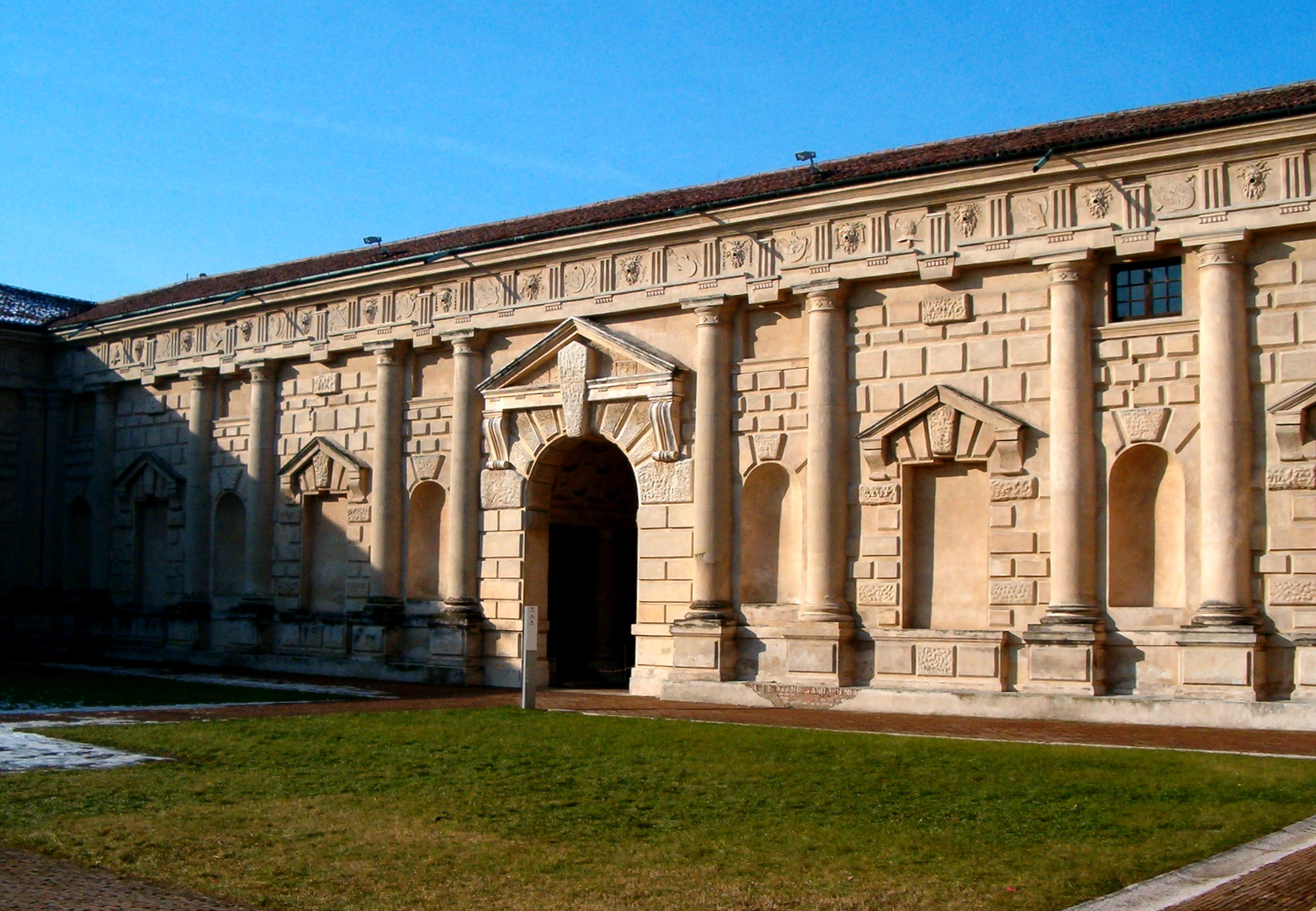
Cortile principal del Palazzo Te. Hay otra gran explanada, entre la loggia d'onore y la esedra.

## Los patios monumentales del Renacimiento español
Los palacios que los Mendoza construyeron en el centro de Castilla (Castillo de Manzanares el Real -con aspecto externo de castillo medieval-, Palacio del Infantado y Palacio de Cogolludo -con aspecto de palacio urbano "a la italiana"-) se caracterizan por un "patio" o cortile similar al claustro monástico de San Juan de los Reyes, máximo exponente del estilo Reyes Católicos que marca la transición entre el Gótico y el Renacimiento español (el estilo portugués contemporáneo es denominado manuelino).

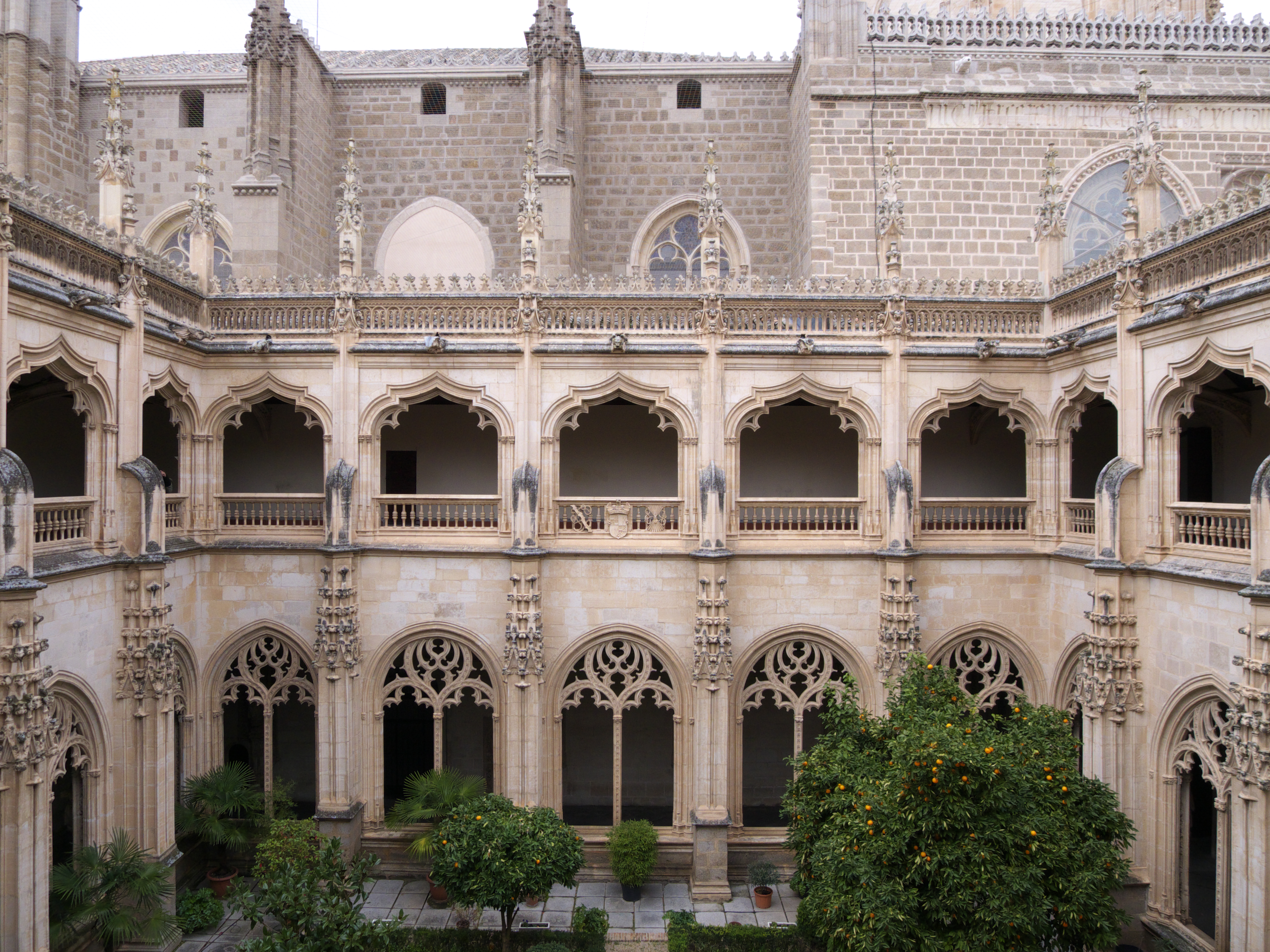
San Juan de los Reyes (Toledo).
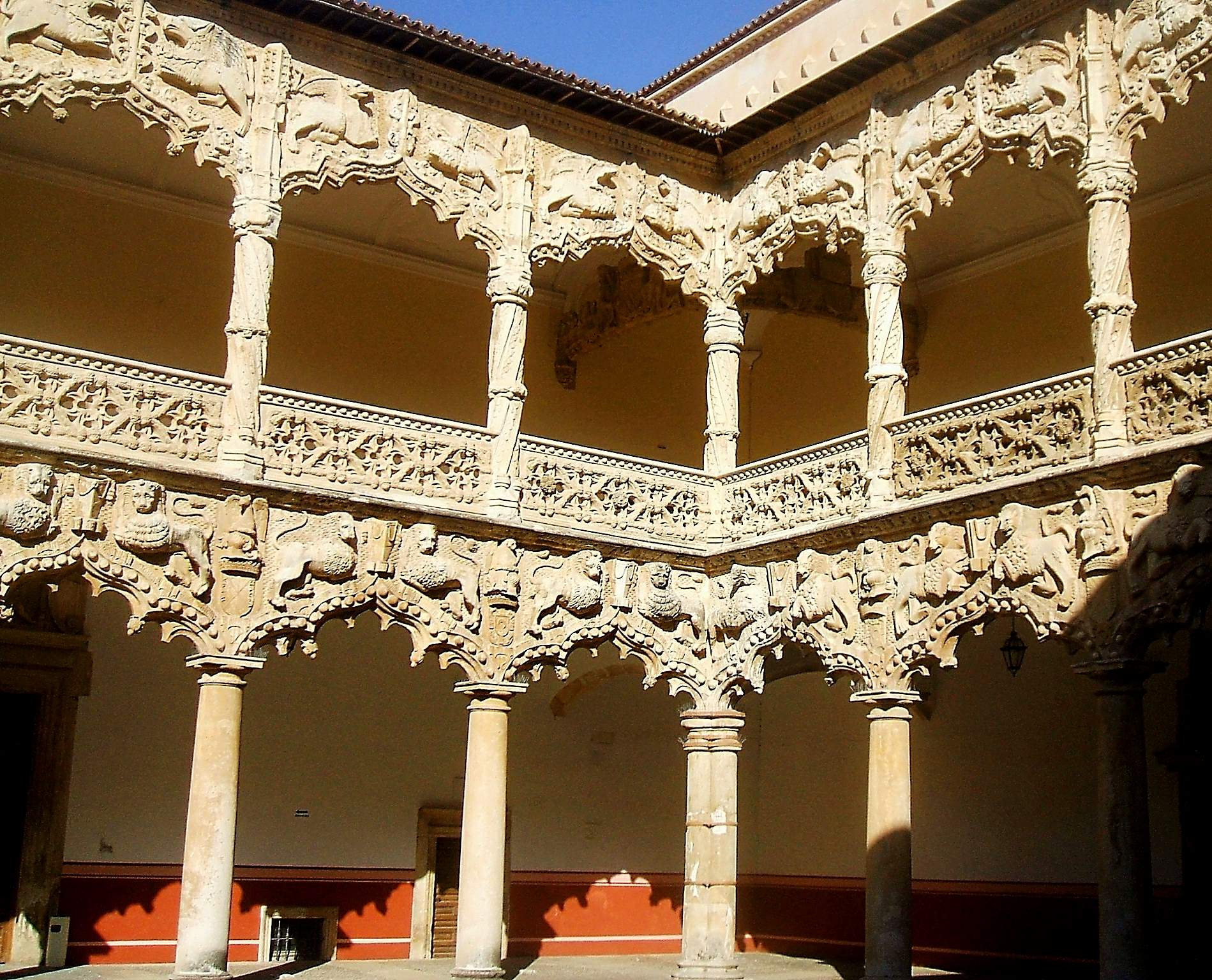
Palacio del Infantado (Guadalajara).
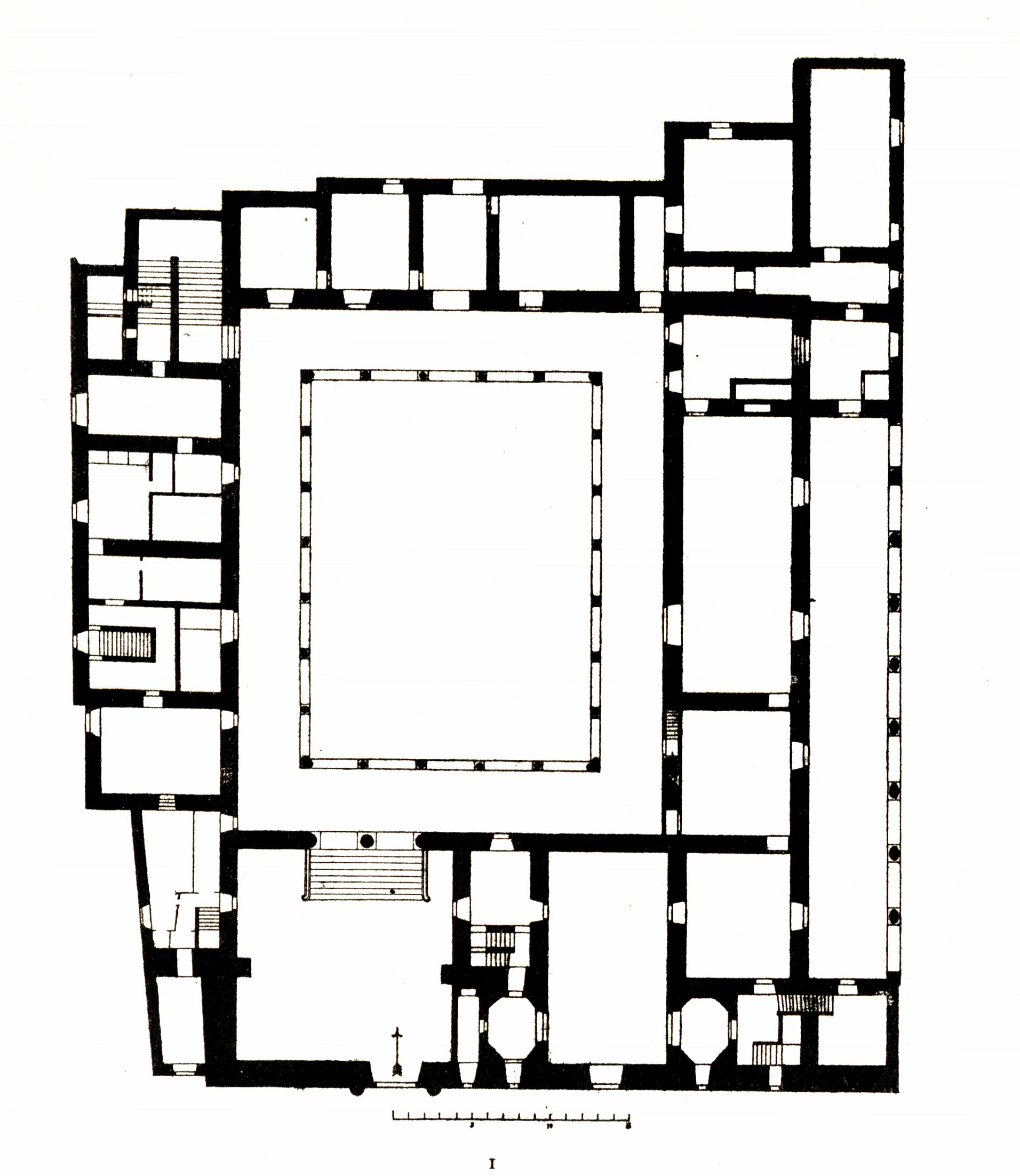
Planta del Palacio del Infantado, distribuido en torno al gran "patio" o cortile central.
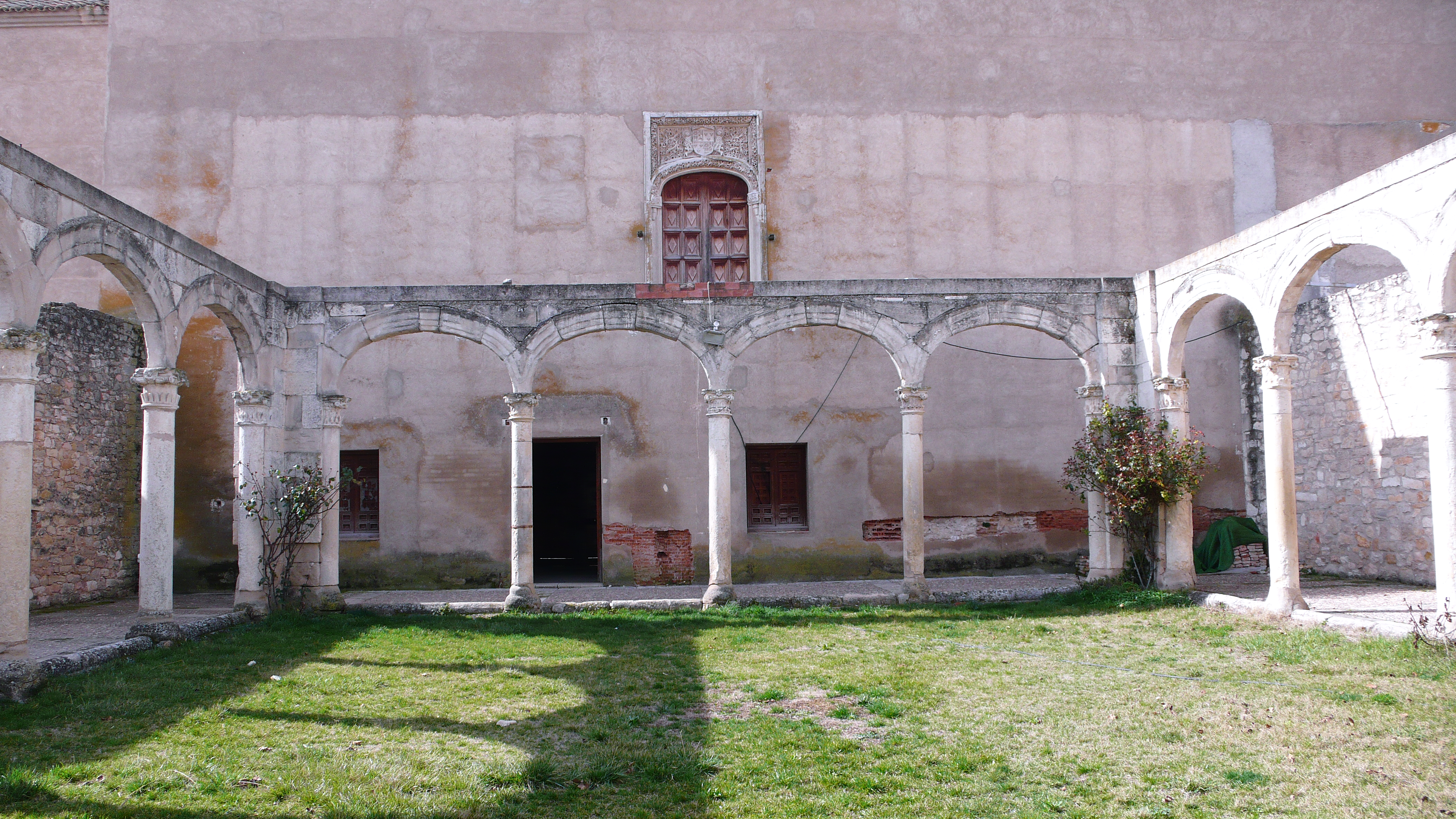
Palacio de los Duques de Medinaceli (Cogolludo).
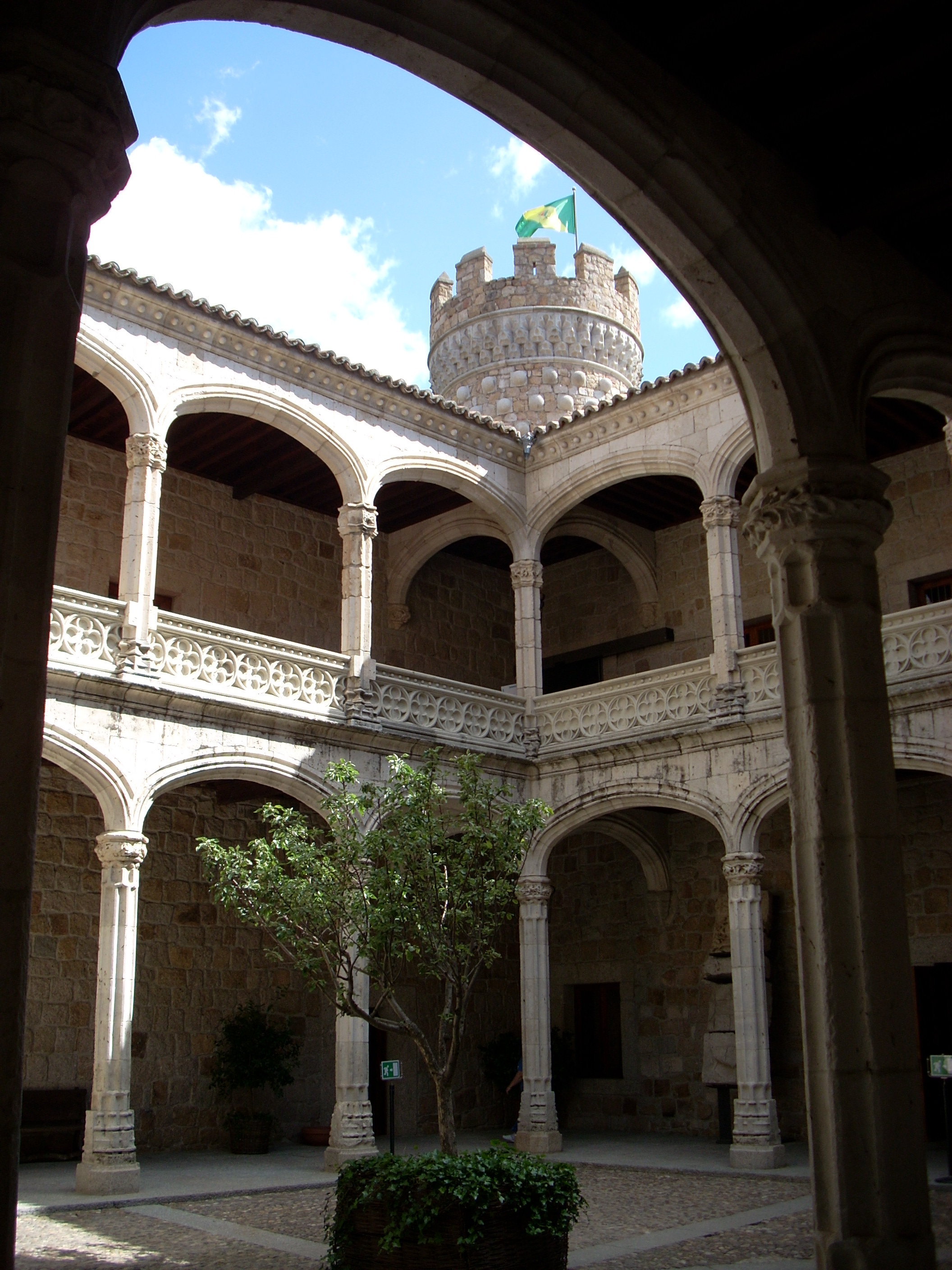
Castillo de Manzanares el Real.

El Alto Renacimiento español de la primera mitad del siglo XVI construye espacios similares en los claustros universitarios de Alcalá, Valladolid, Salamanca y Santiago, en los hospitales de Santa Cruz (Toledo) y de Santiago (Úbeda), en el Palacio de Carlos V de la Alhambra, y en el patio de armas del Alcázar de Toledo. El Palacio del Marqués de Santa Cruz (Viso del Marqués) fue muy apreciado por Felipe II, y está entre las influencias de la gran obra del Bajo Renacimiento español: el monasterio de El Escorial, precisamente organizado en torno a monumentales "patios" que fijaron el modelo denominado "herreriano".

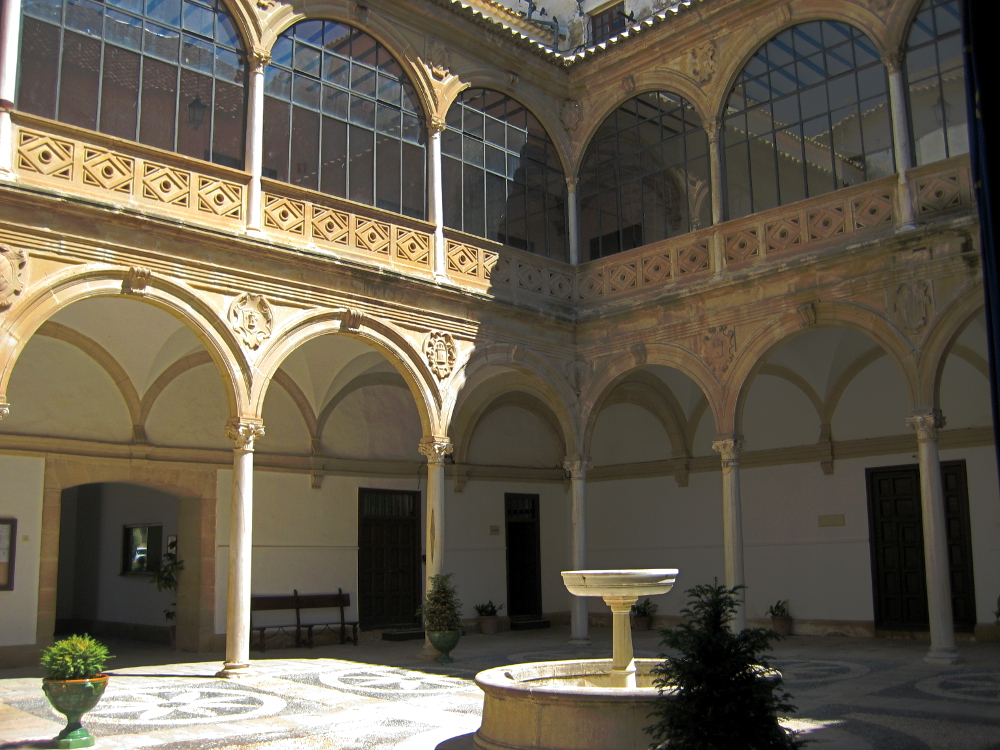
Hospital de Santiago (Úbeda).
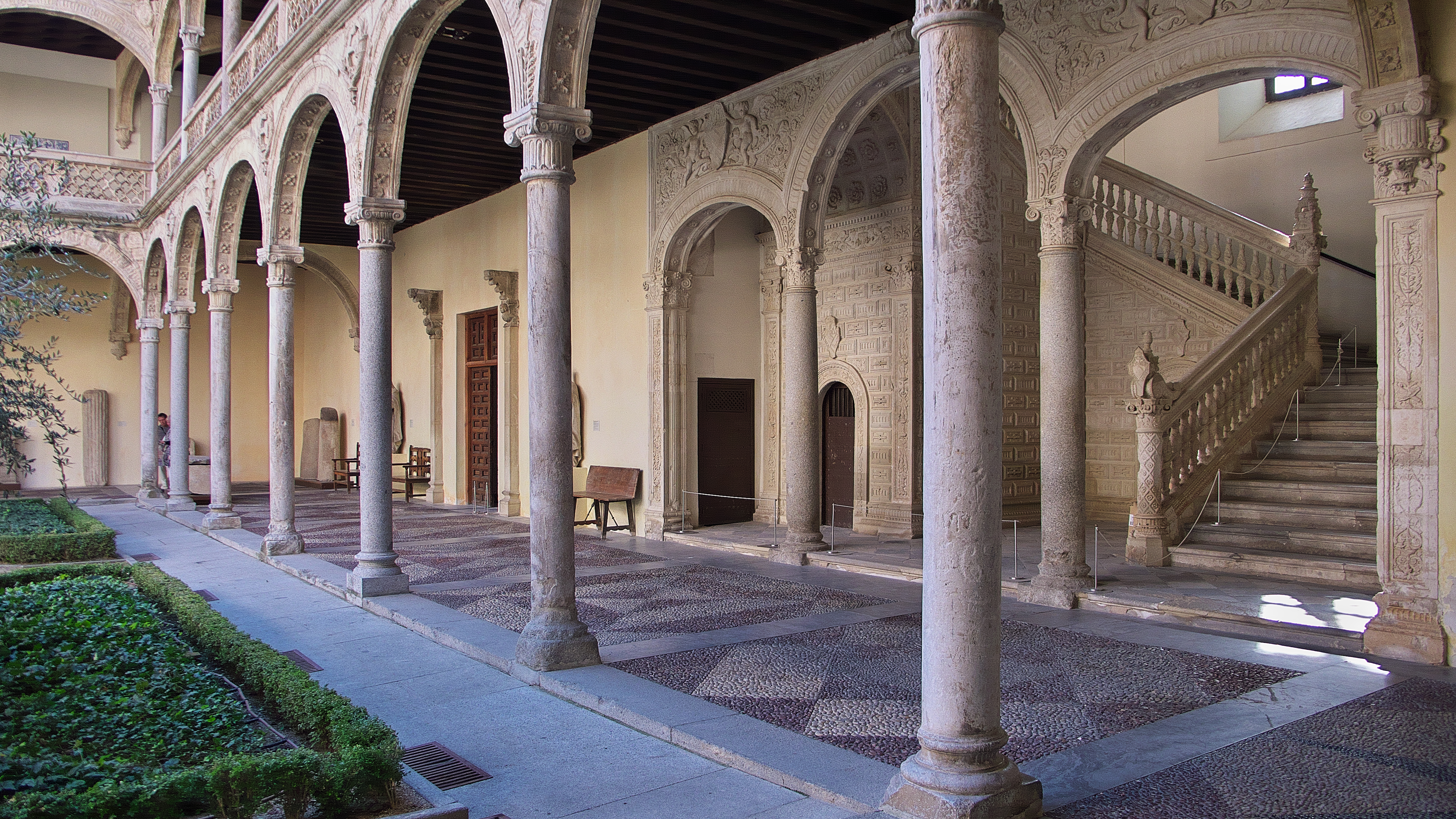
Hospital de Santa Cruz (Toledo).
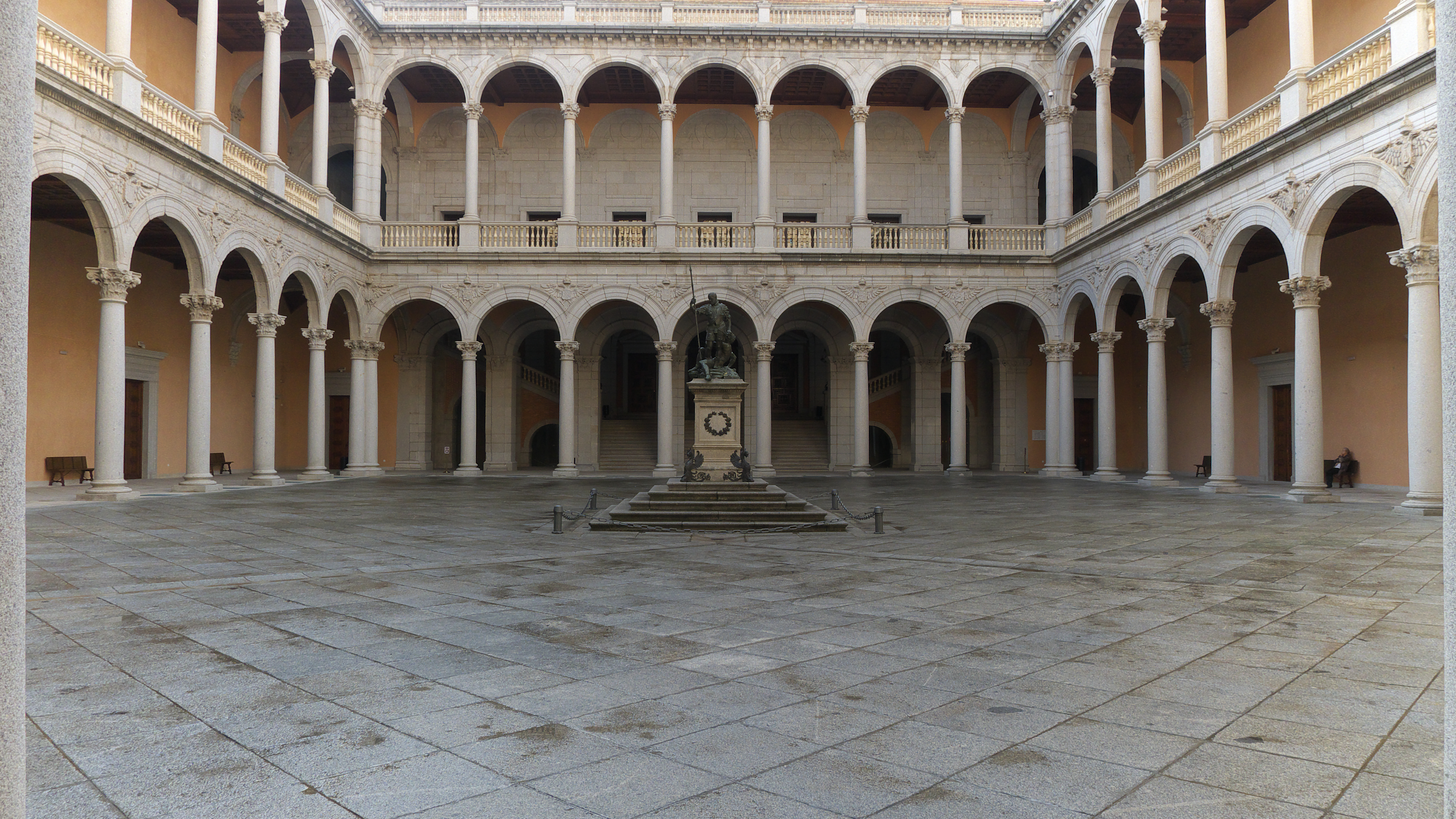
Alcázar de Toledo.
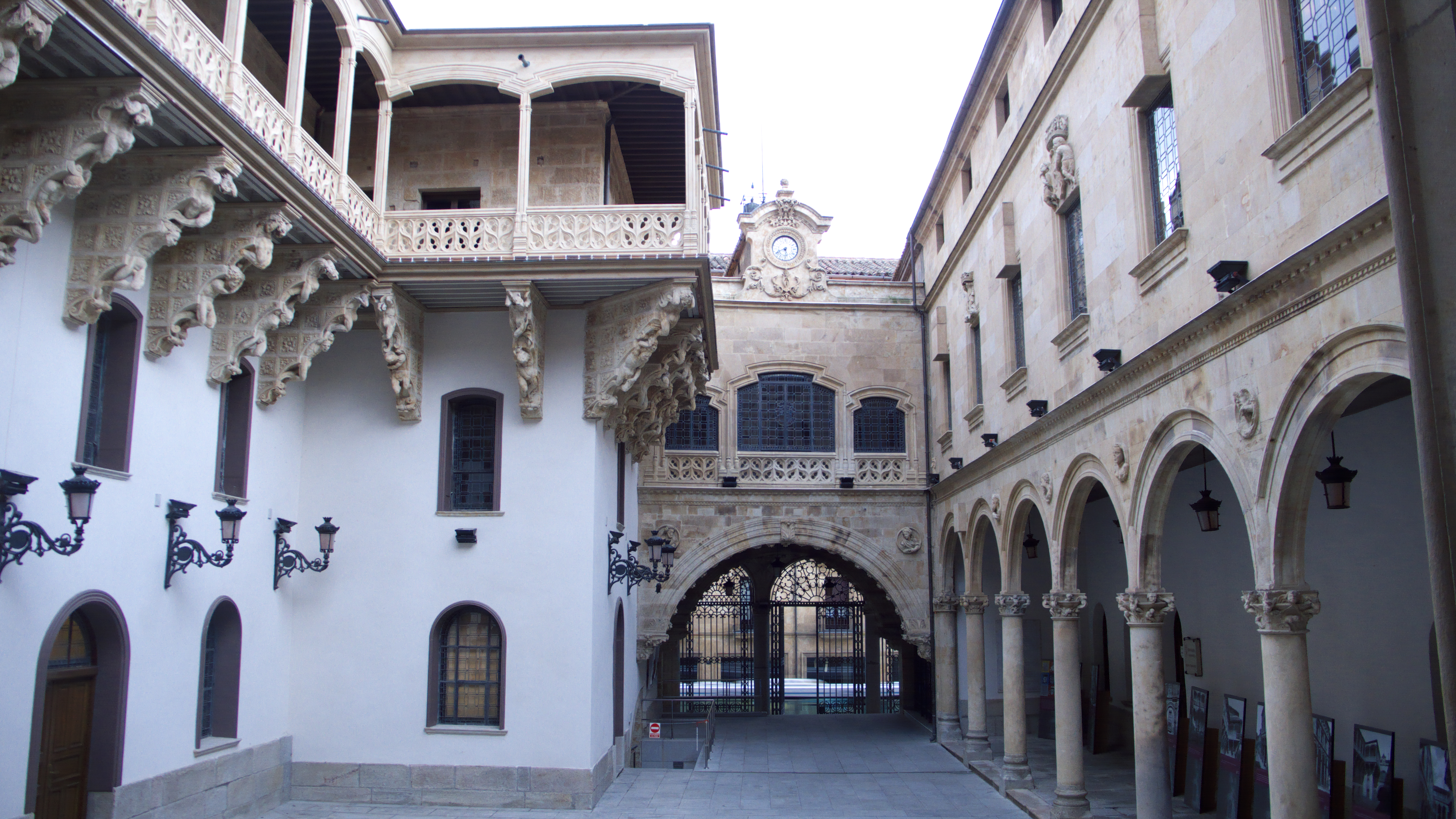
Palacio de La Salina (Salamanca).
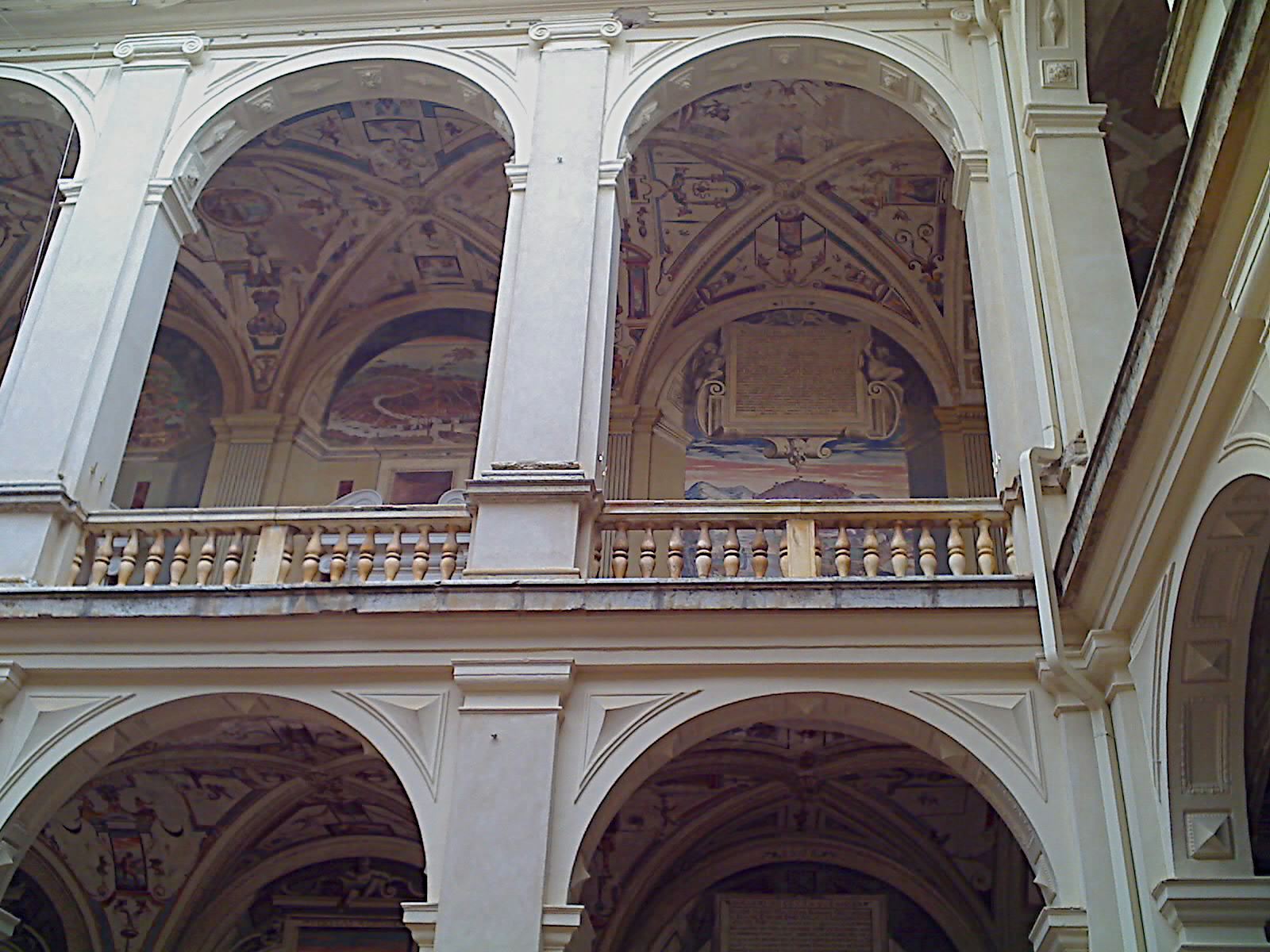
Palacio del Marqués de Santa Cruz (Viso).
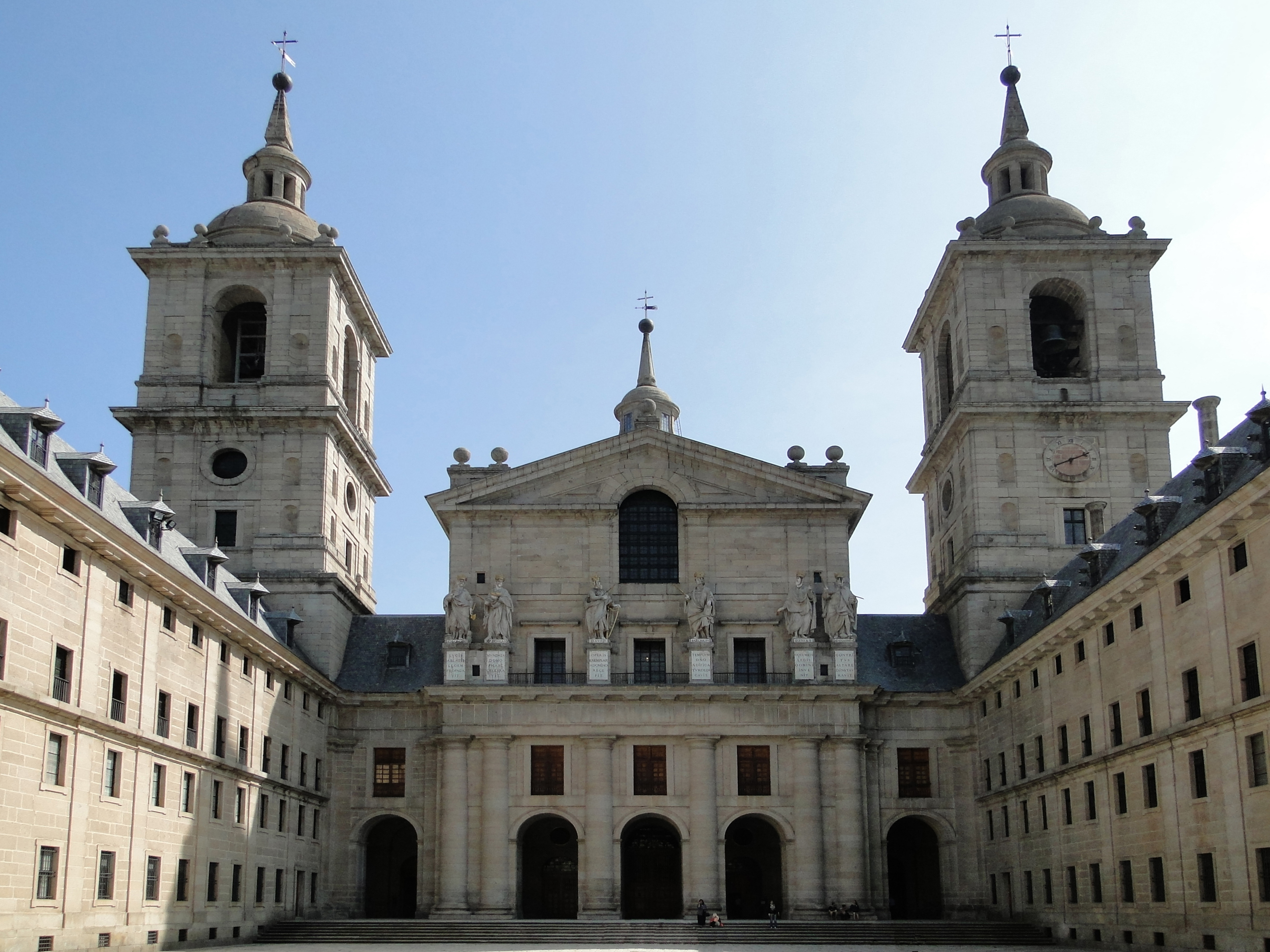
Patio de los Reyes, ante la basílica de El Escorial.
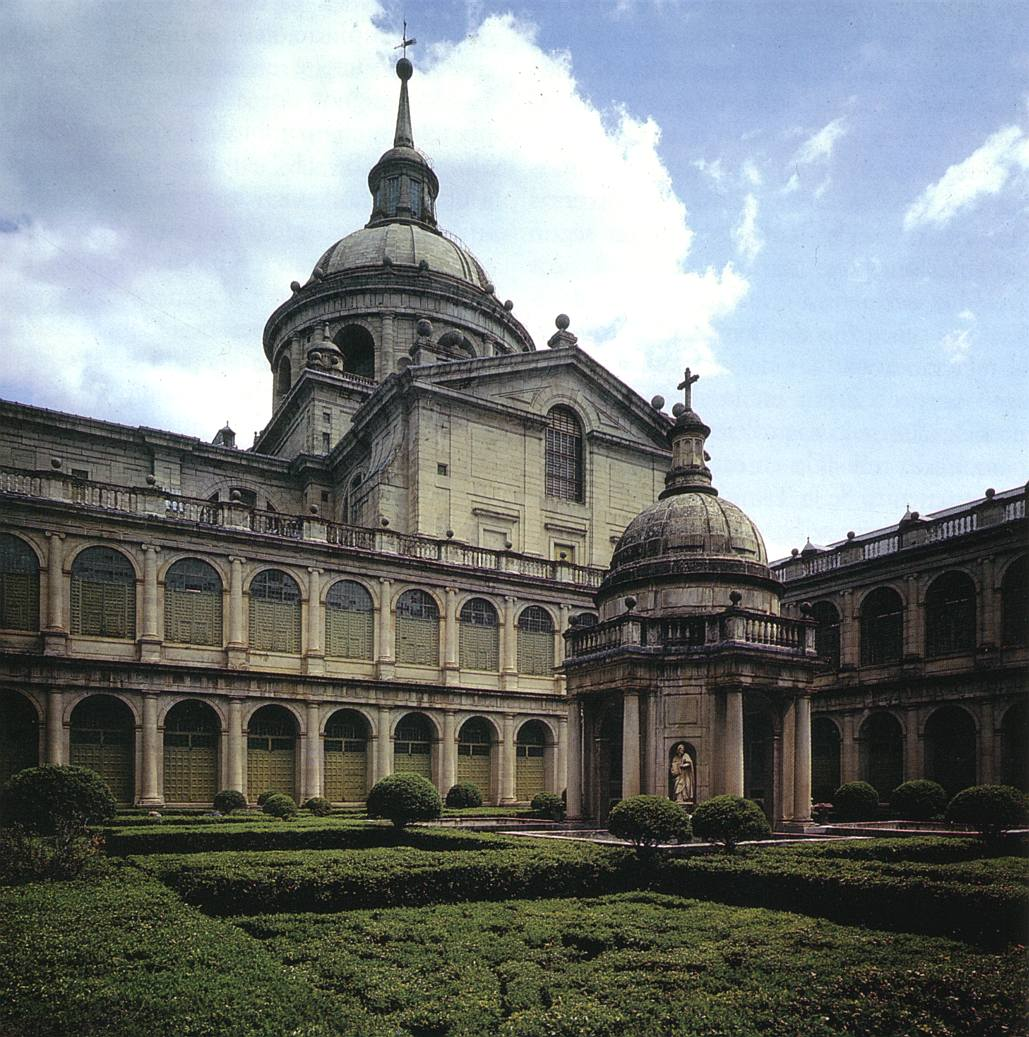
Patio de los Evangelistas, parte del mismo monasterio de El Escorial.
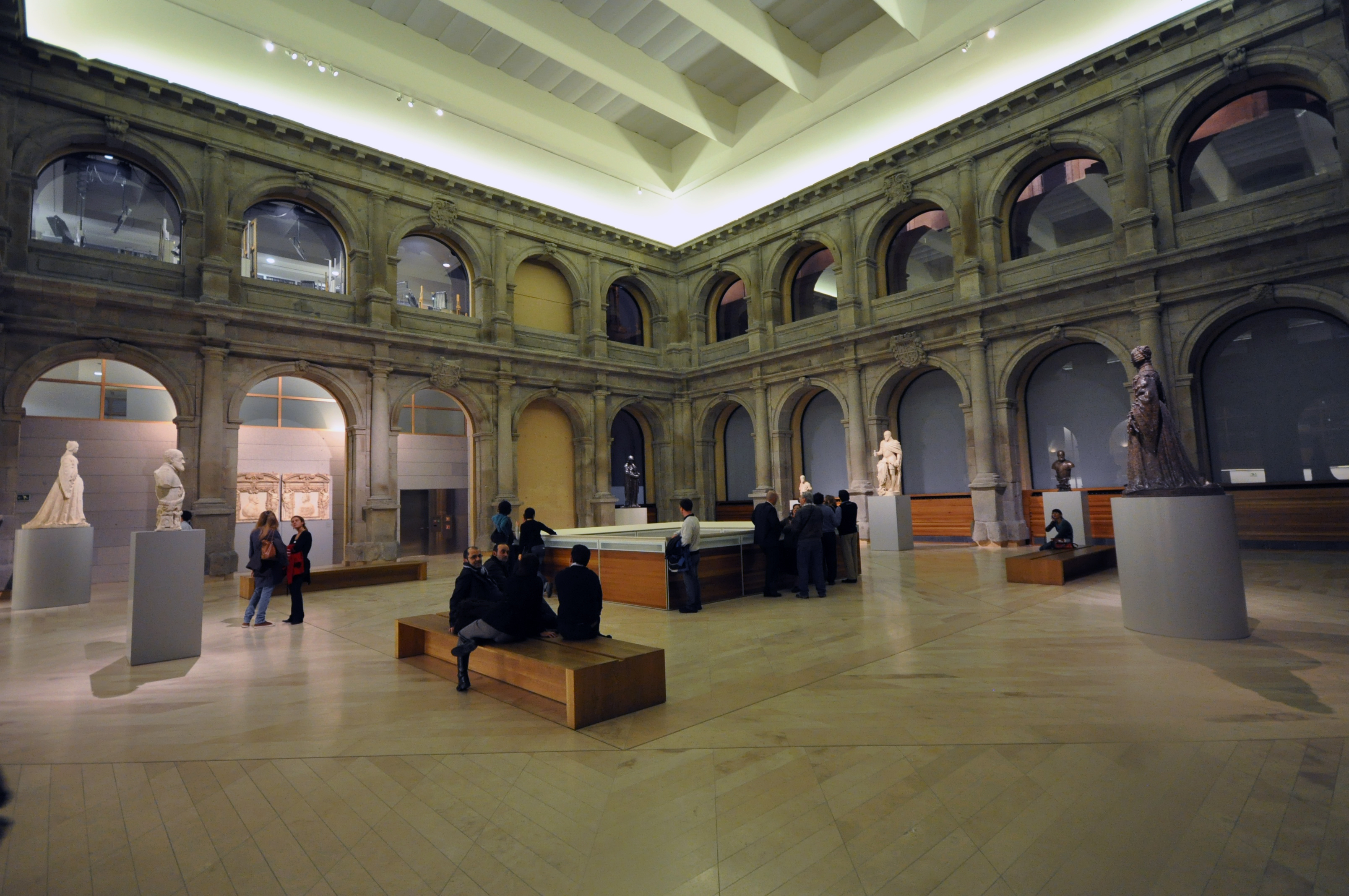
Antiguo claustro de San Jerónimo el Real convertido en sala del Museo del Prado ("cubo de Moneo").
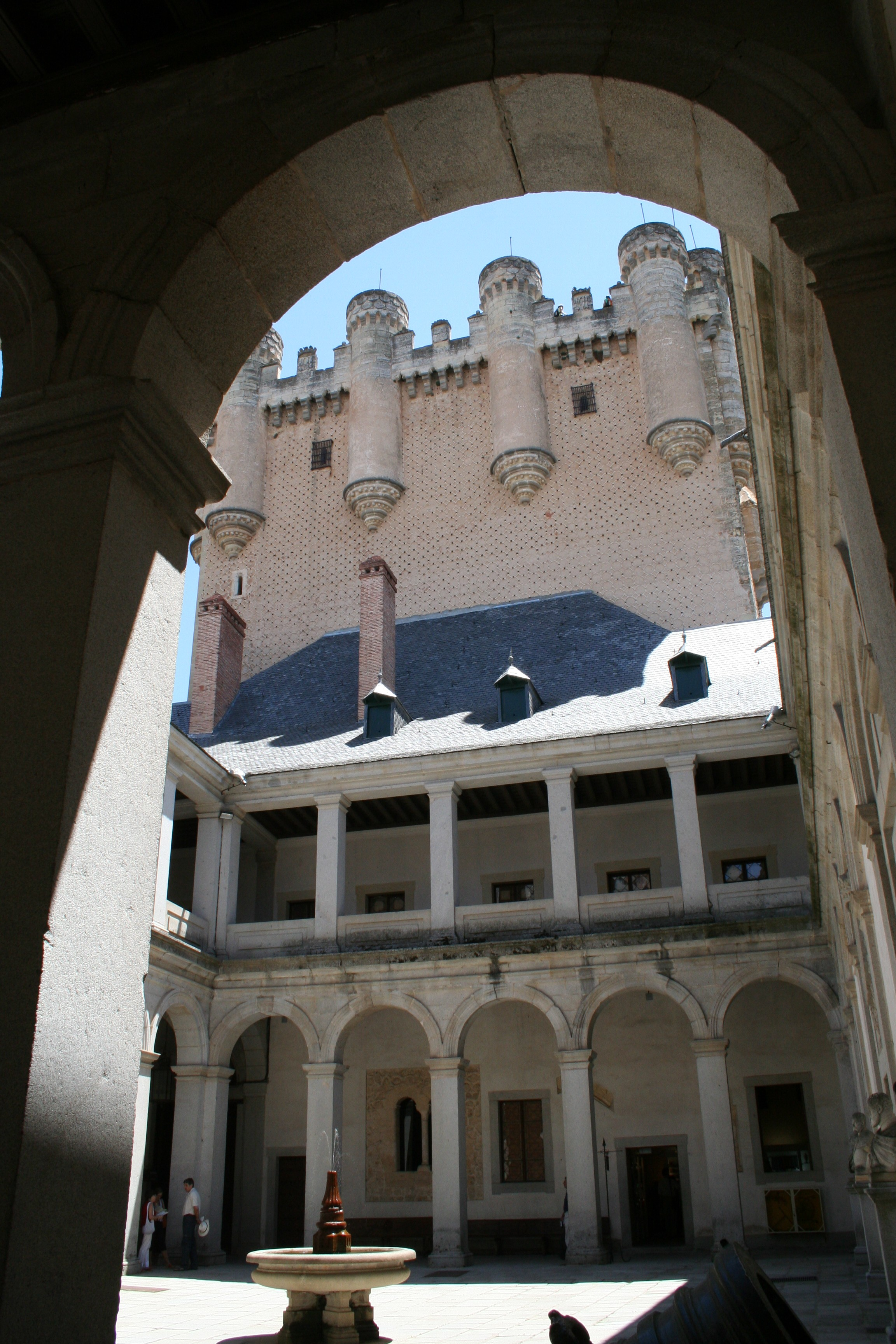
Patio de Armas del Alcázar de Segovia.

En cuanto a la arquitectura renacentista en la Corona de Aragón, en general evolucionó a partir del estilo gótico local (Gótico mediterráneo); hecho visible en algunas casas-palacio zaragozanas, en ciertas zonas de los Palaus de la Generalitat de Barcelona y Valencia, o en el patio del Palacio del Marqués de la Scala (Valencia, que superpone elementos góticos, renacentistas y barrocos).

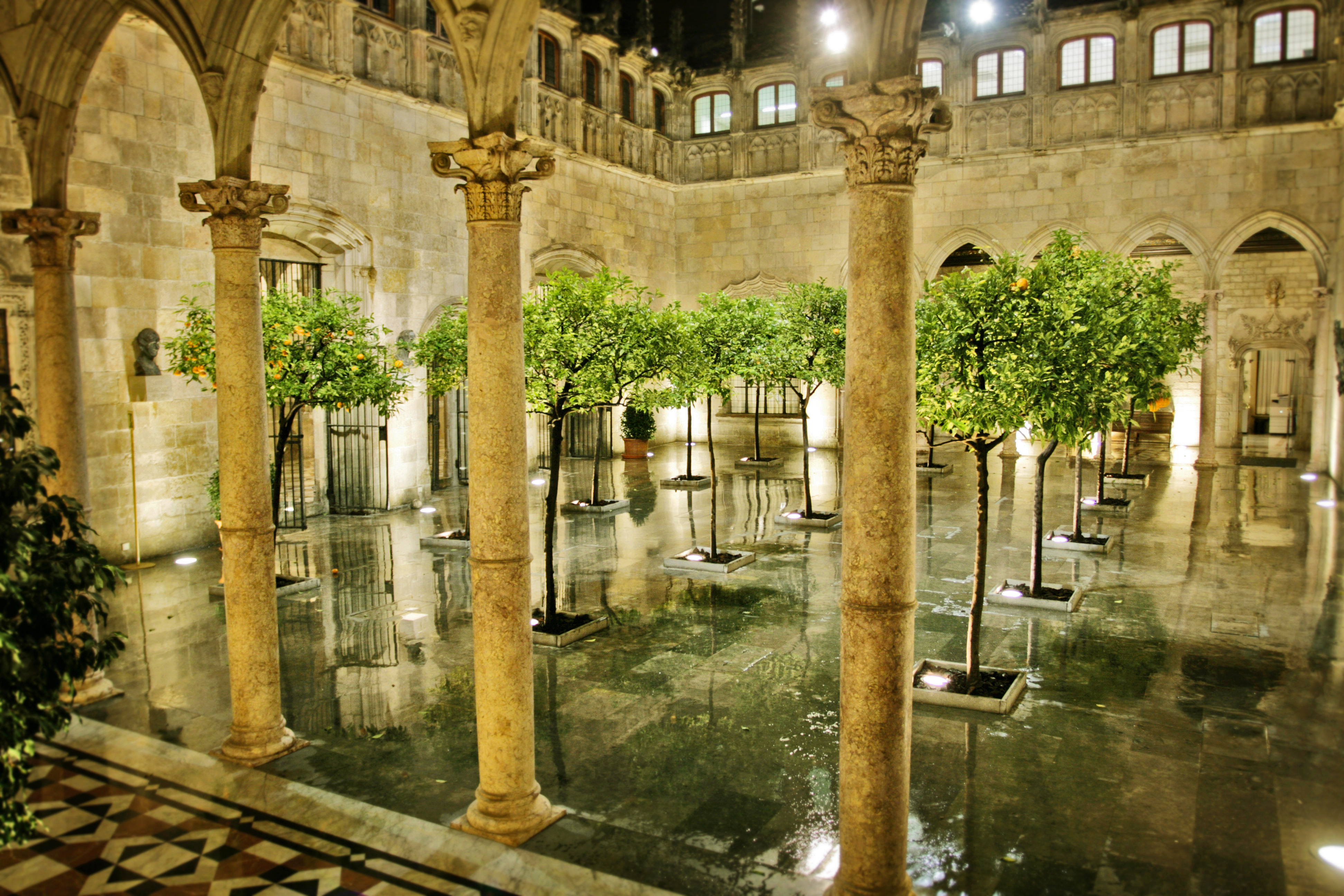
Pati dels tarongers del Palau de la Generalitat (Barcelona). El cortile principal del palacio es la llamada "galería gótica".
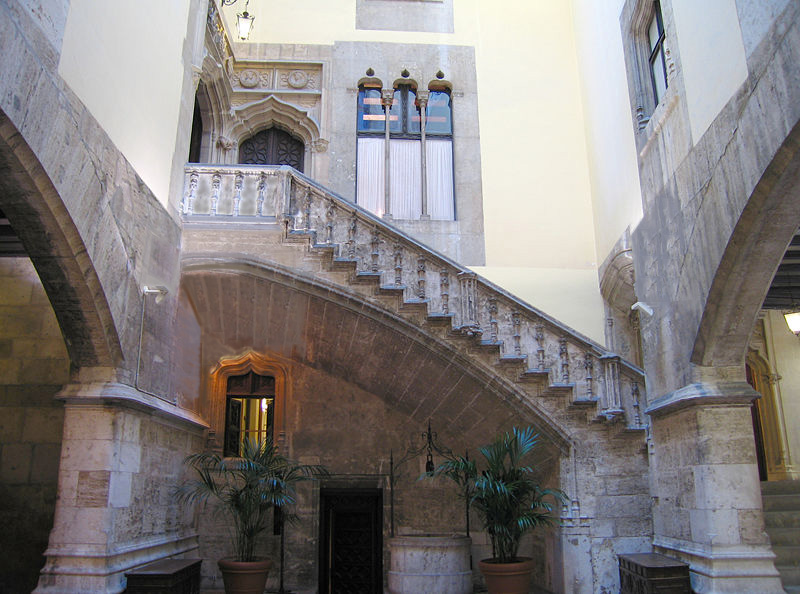
Patio del Palau de la Generalitat (Valencia).
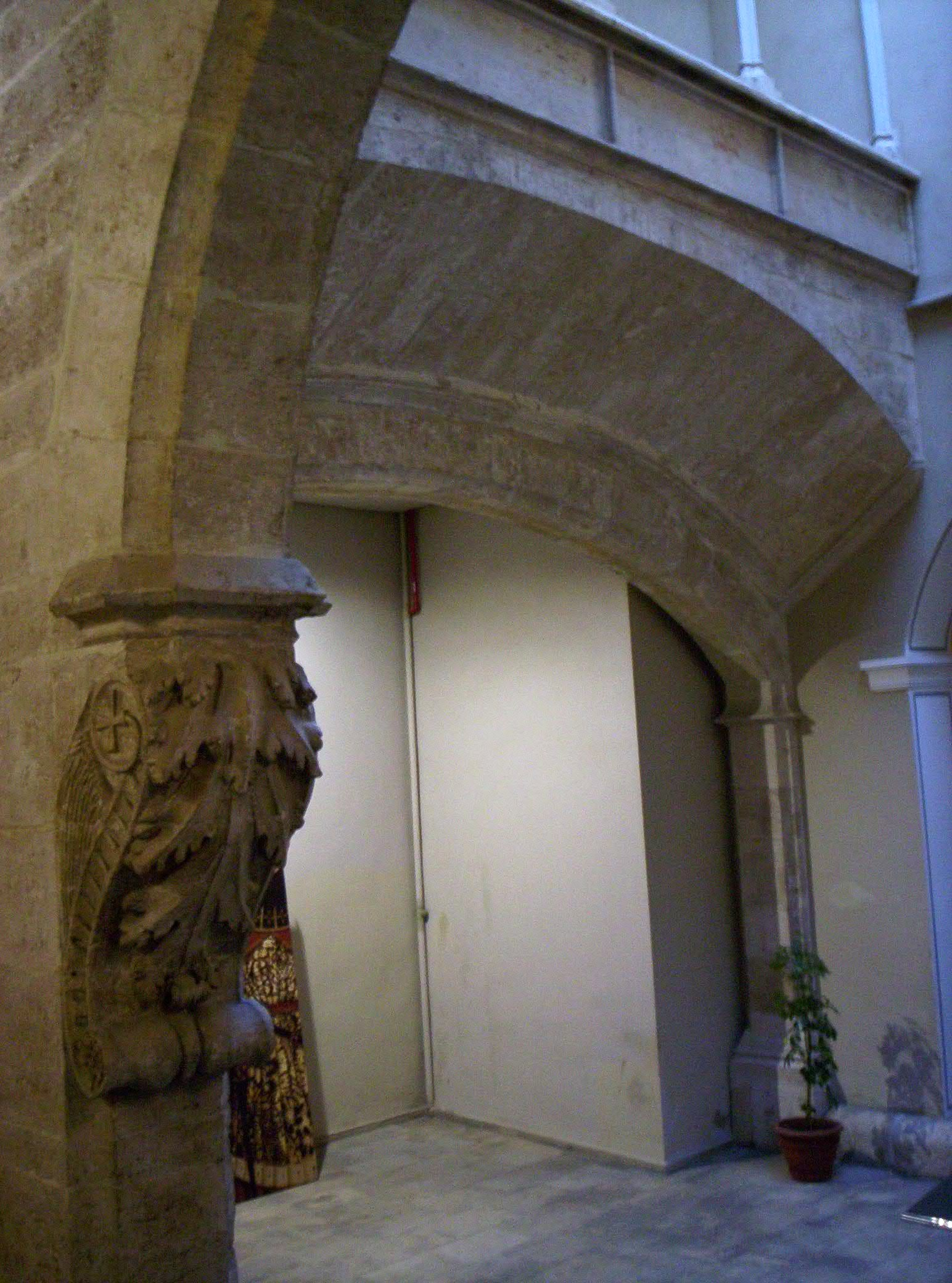
Arcos del nivel inferior del patio del Palacio del Marqués de la Scala (Valencia).
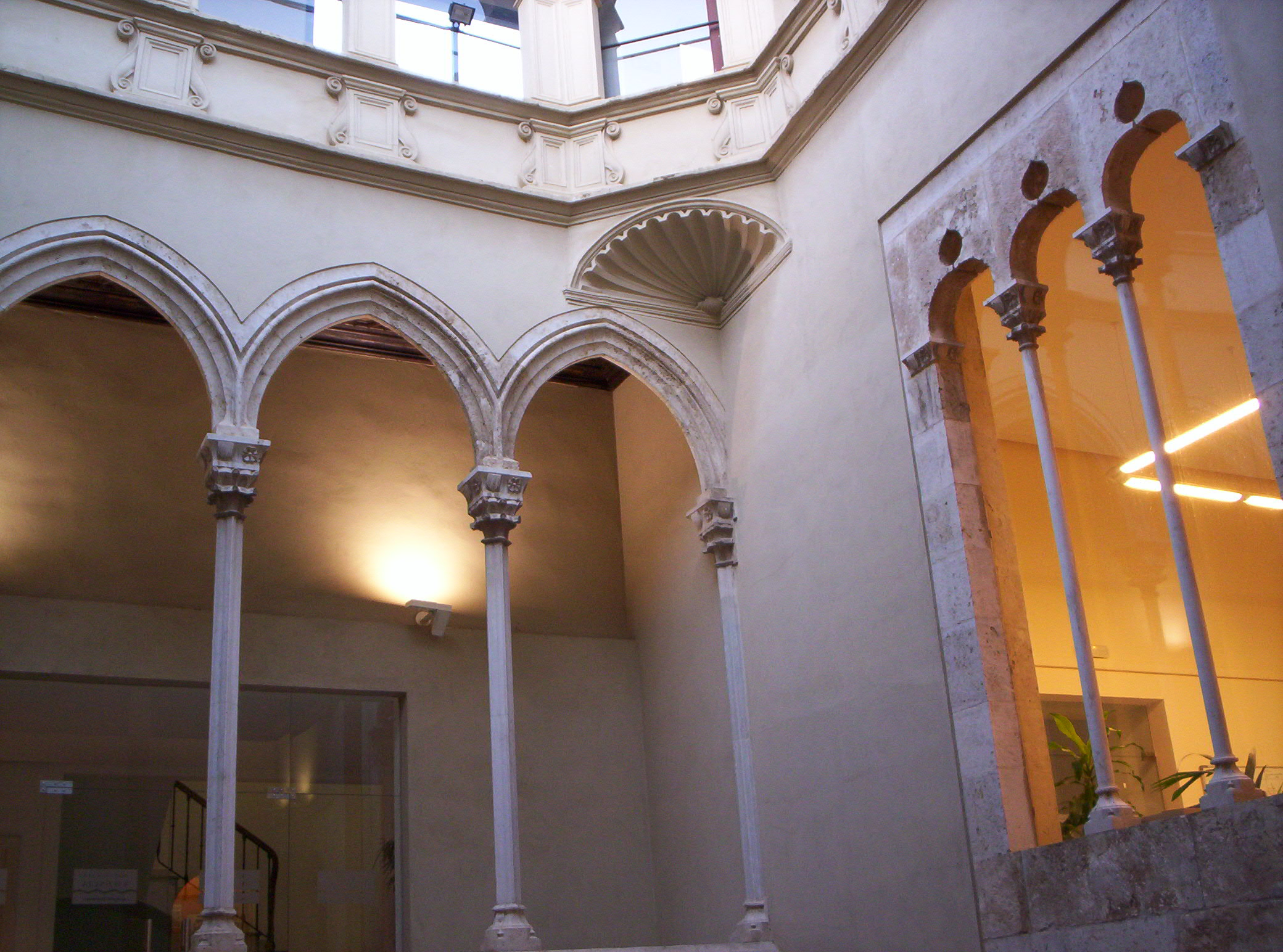
Arcos del nivel intermedio del mismo palacio.
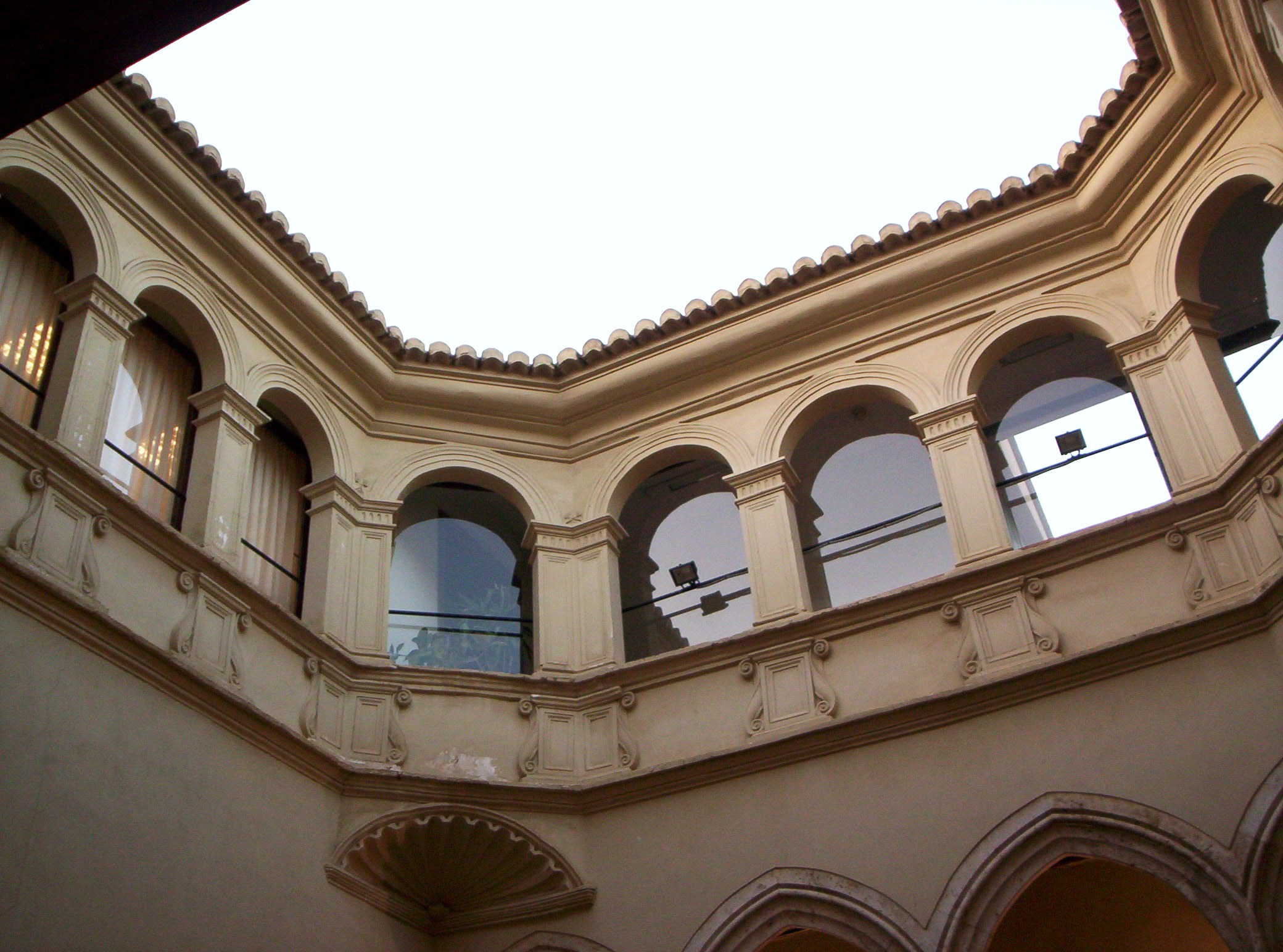
Arcos del nivel superior del mismo palacio.
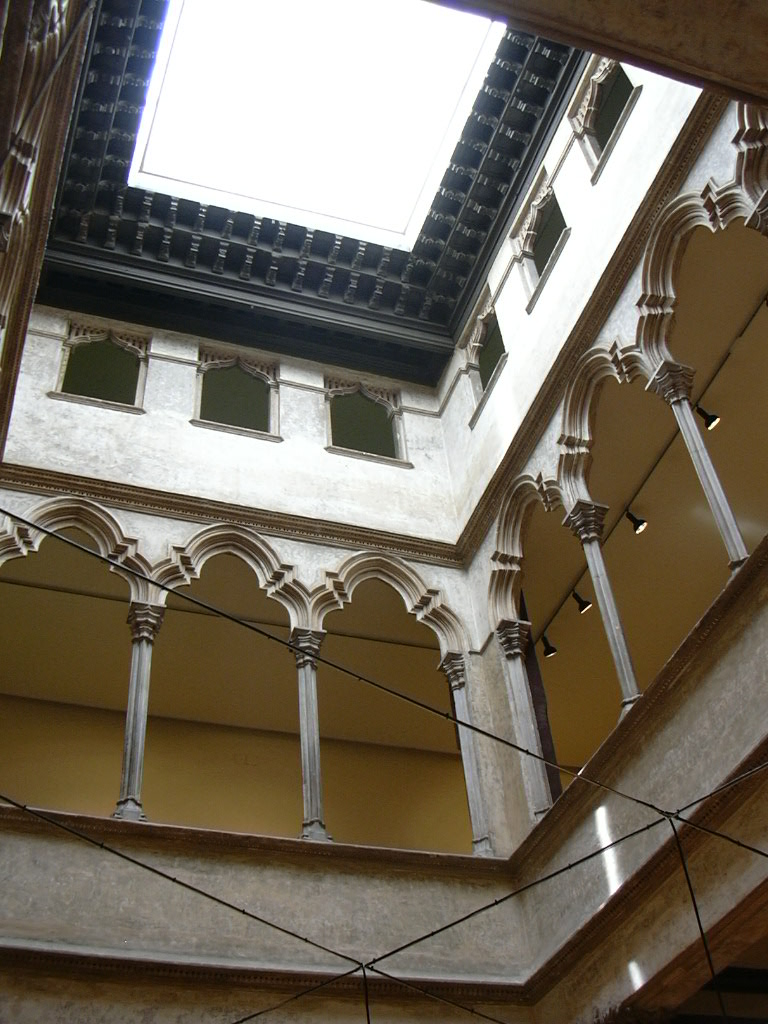
Palacio de los Torrero (Zaragoza).
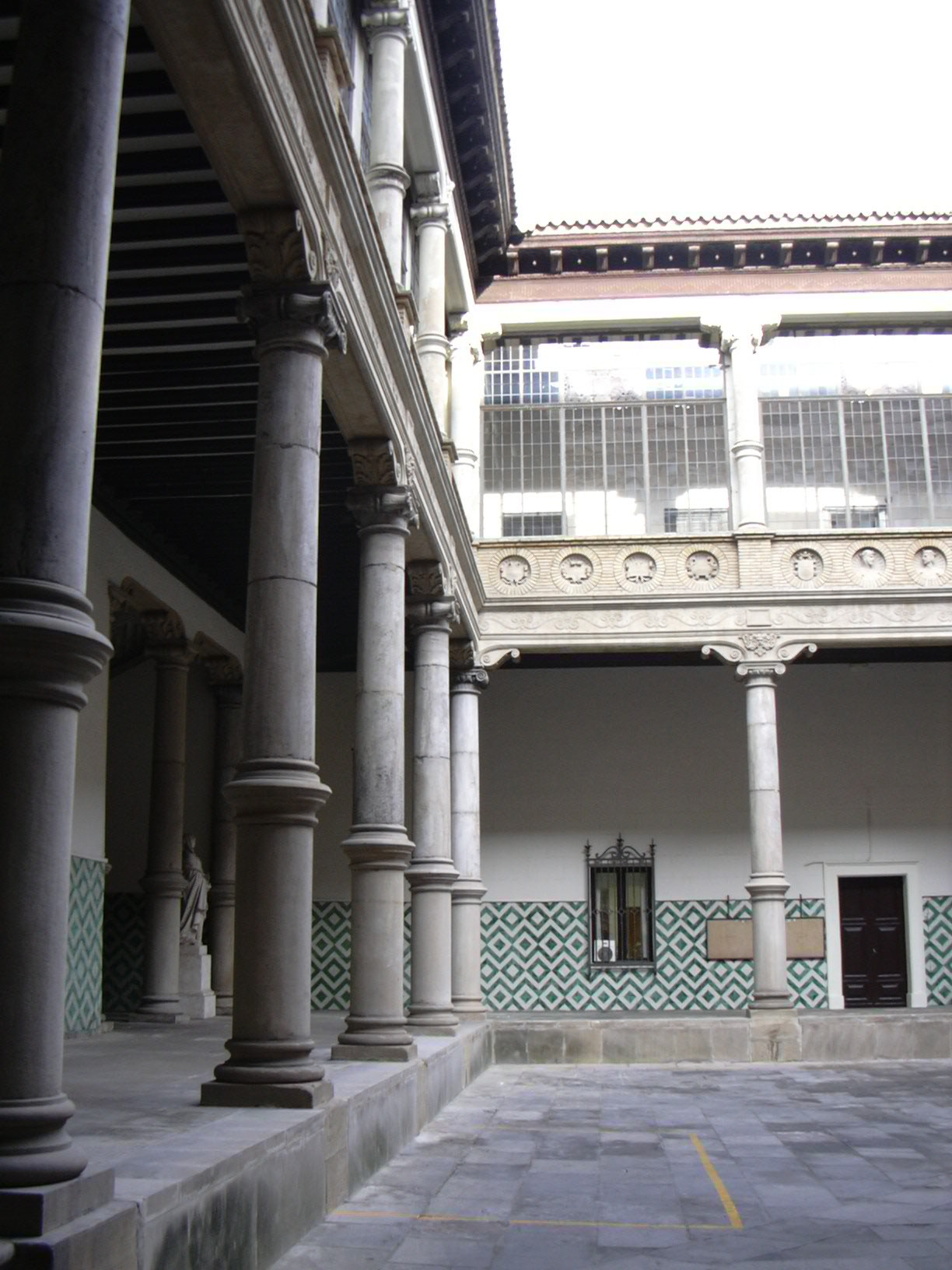
Palacio de los Luna (Zaragoza).

## Lossahnislámicos

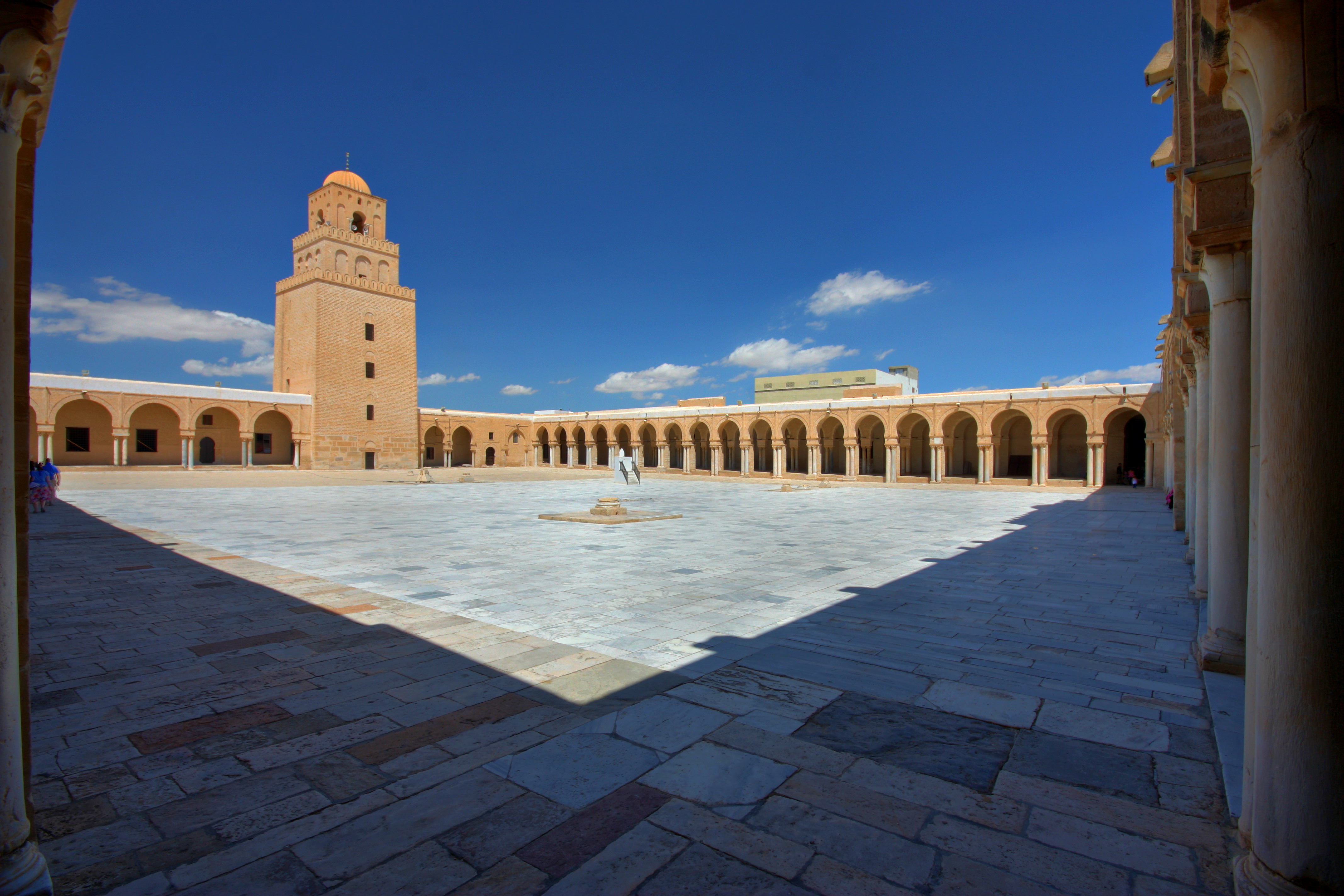
El enorme sahn rodeado de pórticos de la Gran Mezquita de Kairuán.
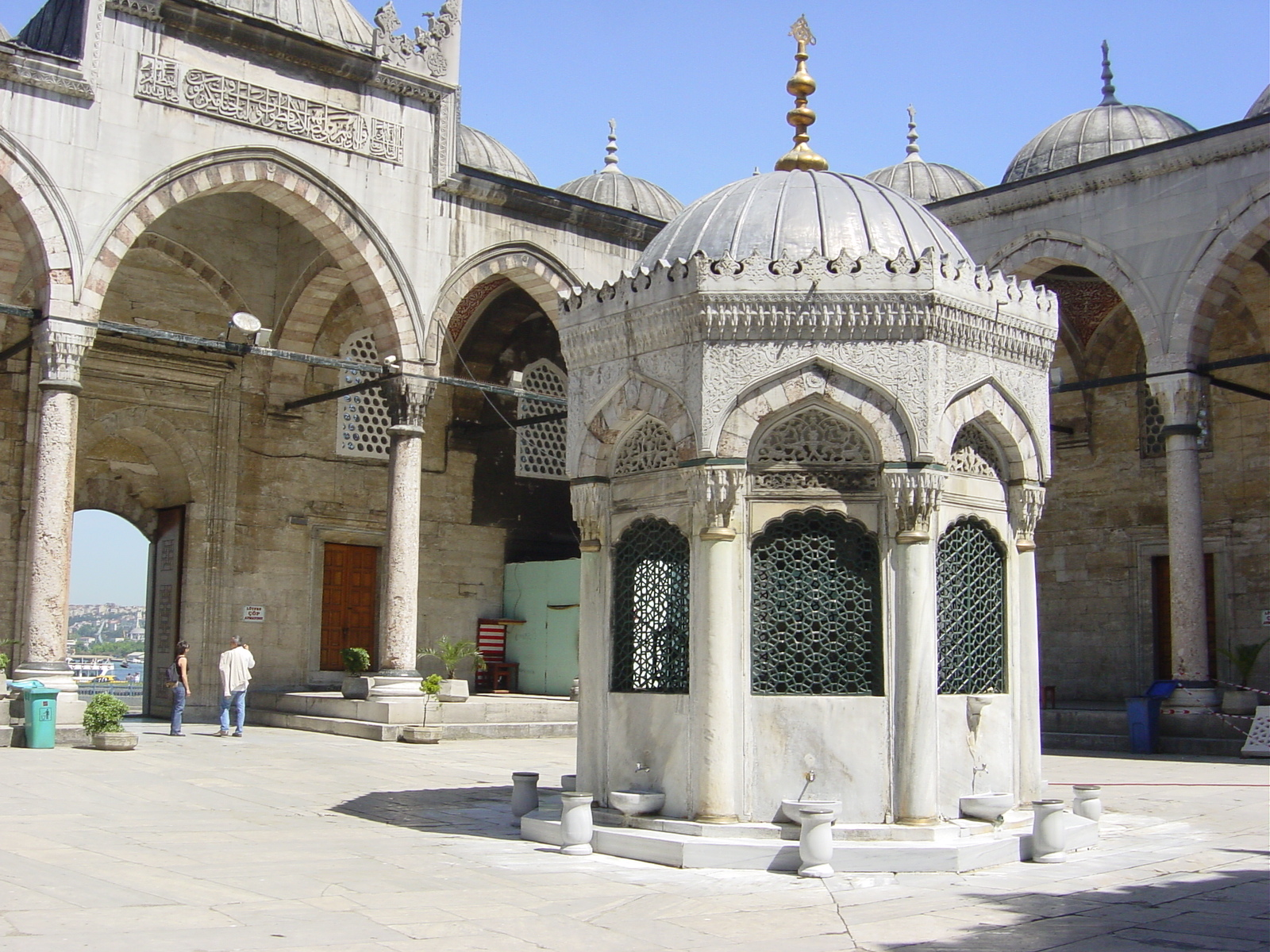
Sahn de la Mezquita Nueva de Estambul.
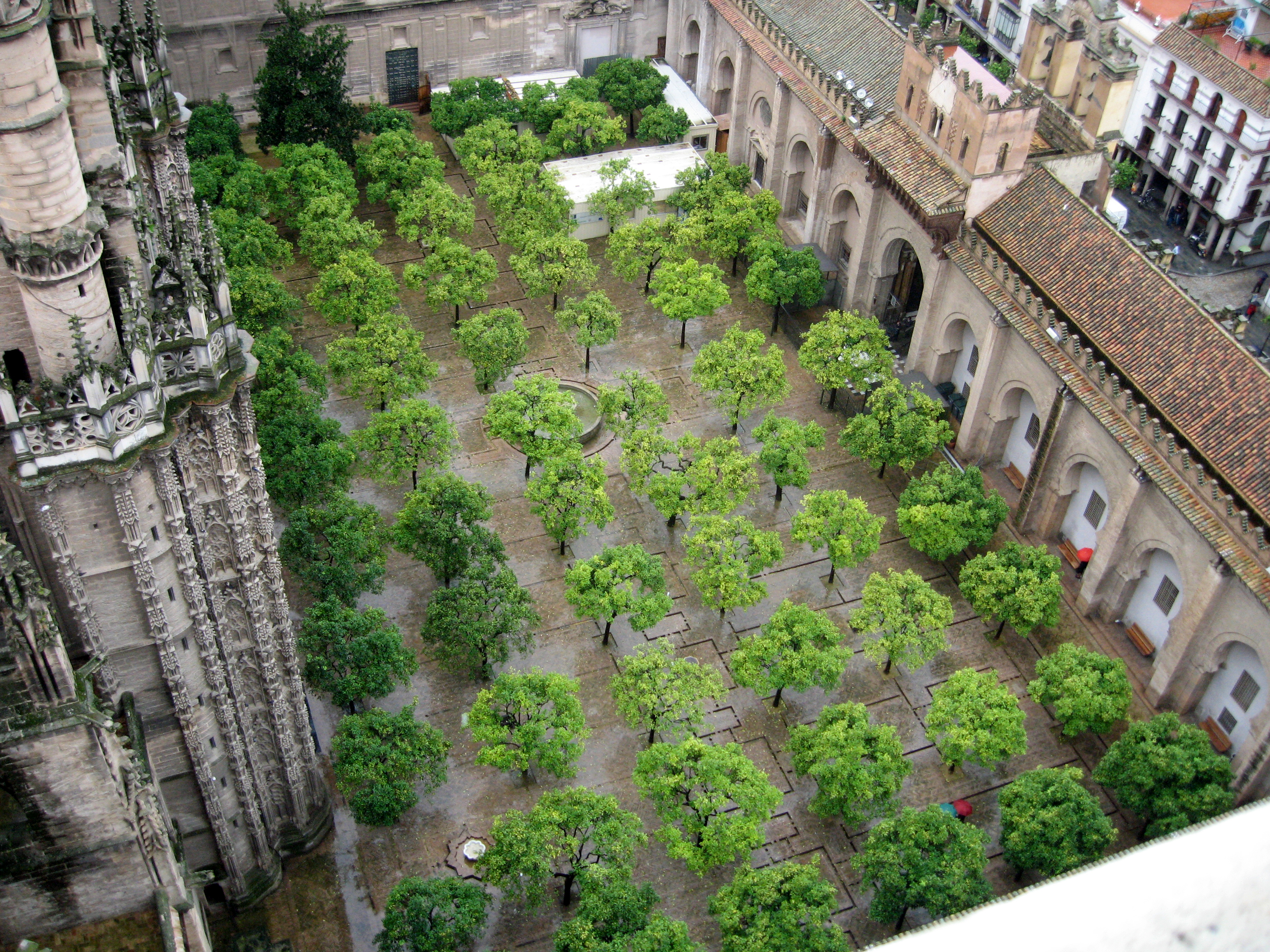
Patio de Los Naranjos, el sahn de la Mezquita Mayor de Sevilla, transformada en Catedral de Sevilla desde el siglo XIII.

## Claustros o patios universitarios
La universidad medieval, surgida de los claustros monásticos y catedralicios, mantuvo la tipología del claustro como elemento definitorio de sus monumentales "patios", cours, courts o cortili. La arquitectura del Renacimiento y del Barroco fue encontrando formas de adaptar la misma forma y función a la nueva estética, que se aplicó a los campus universitarios de toda Europa y América.

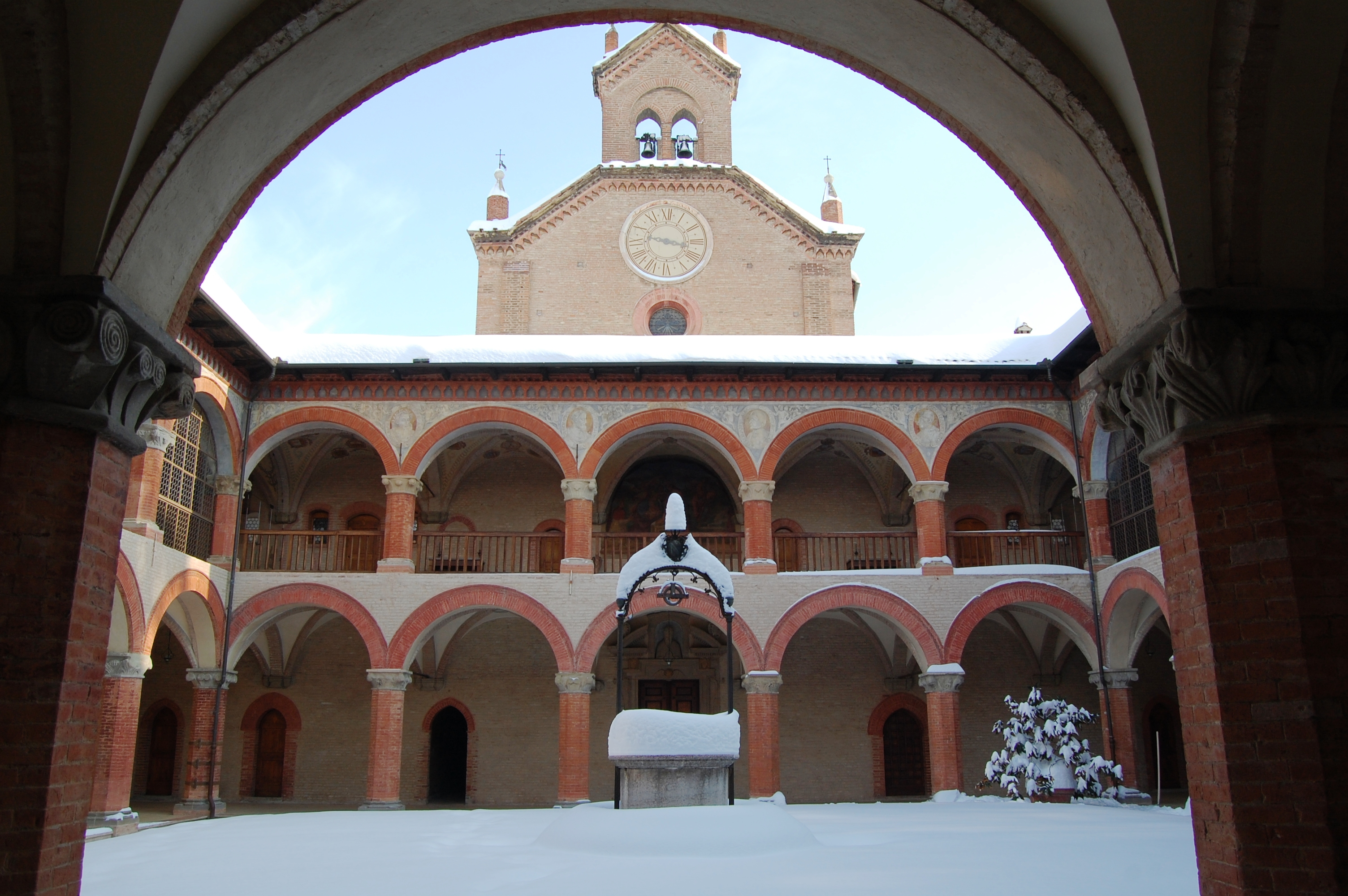
Colegio de España de la Universidad de Bolonia.
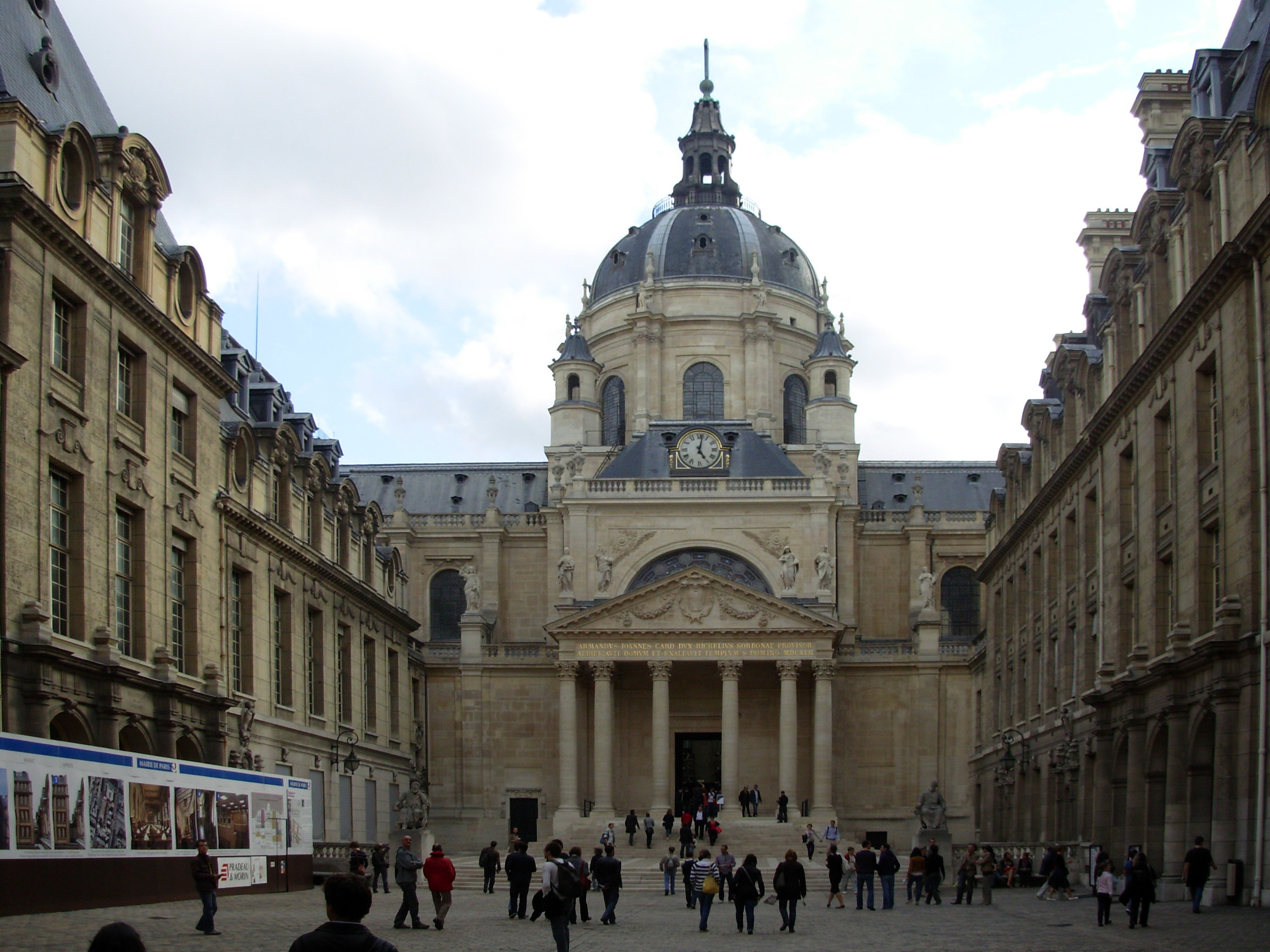
Cour de la chapelle de La Sorbona (París).
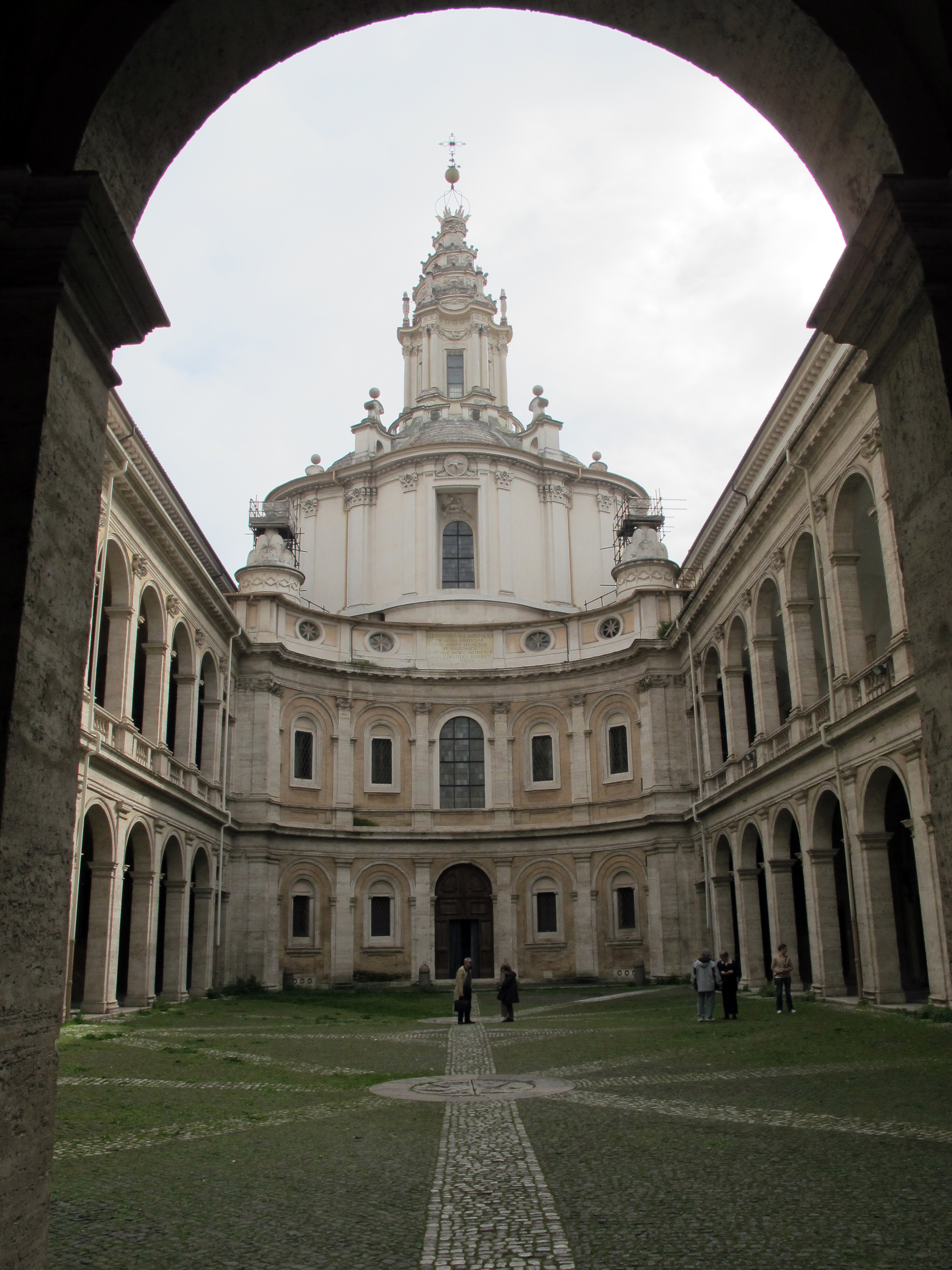
Cortile de Sant'ivo en La Sapienza (Roma).
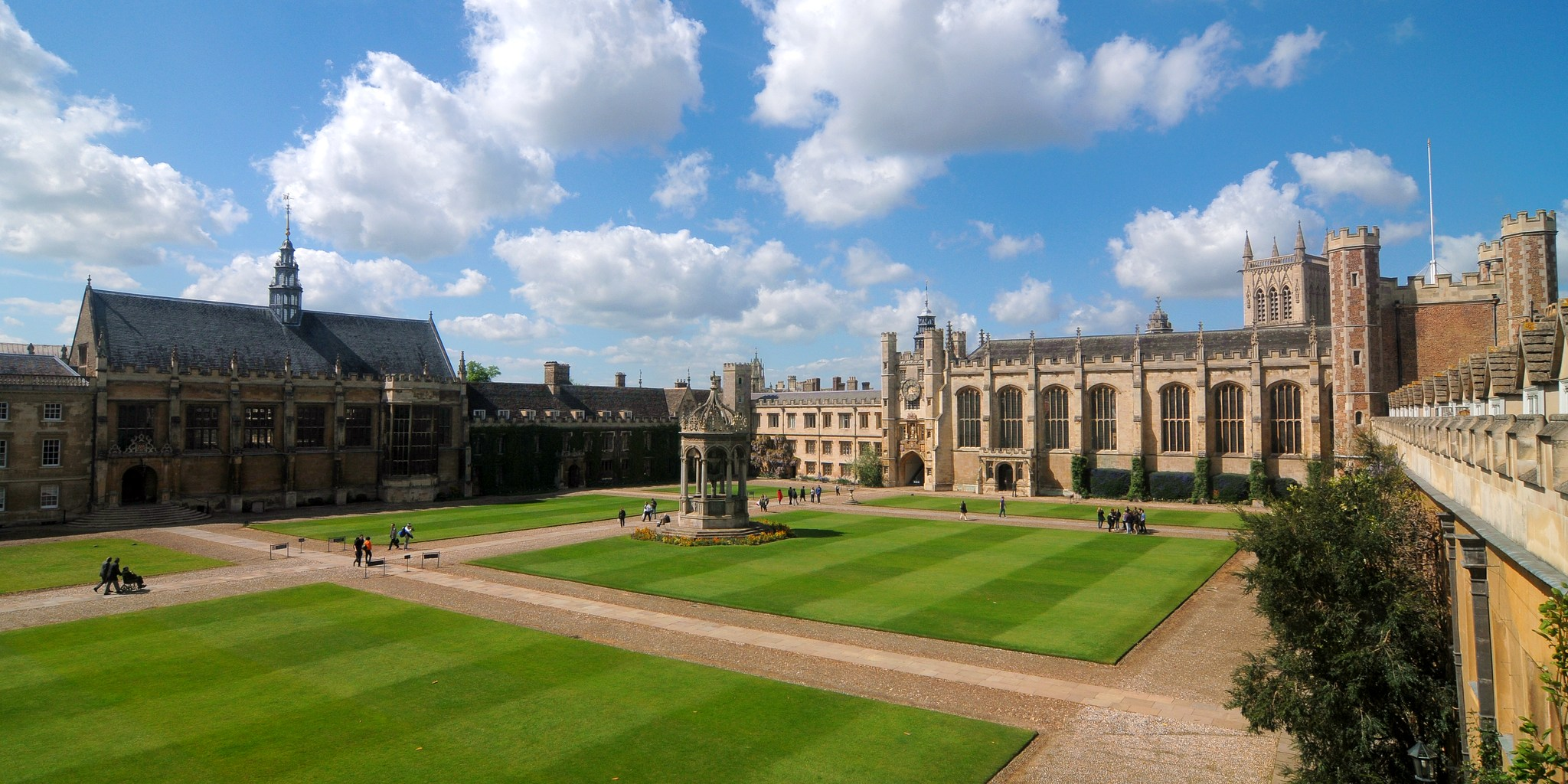
El Great Court del Trinity College (Cambridge).
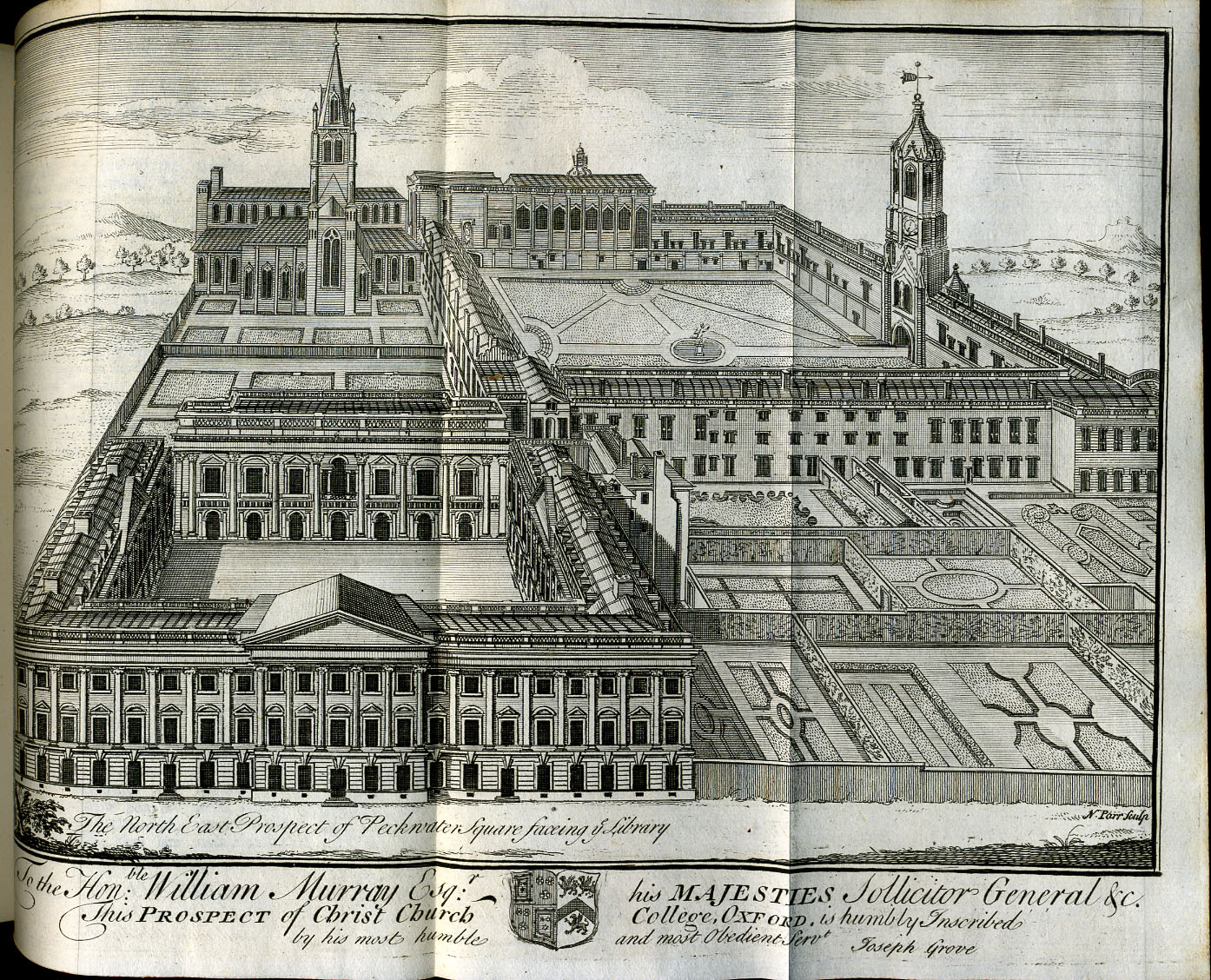
Christ Church (Oxford).
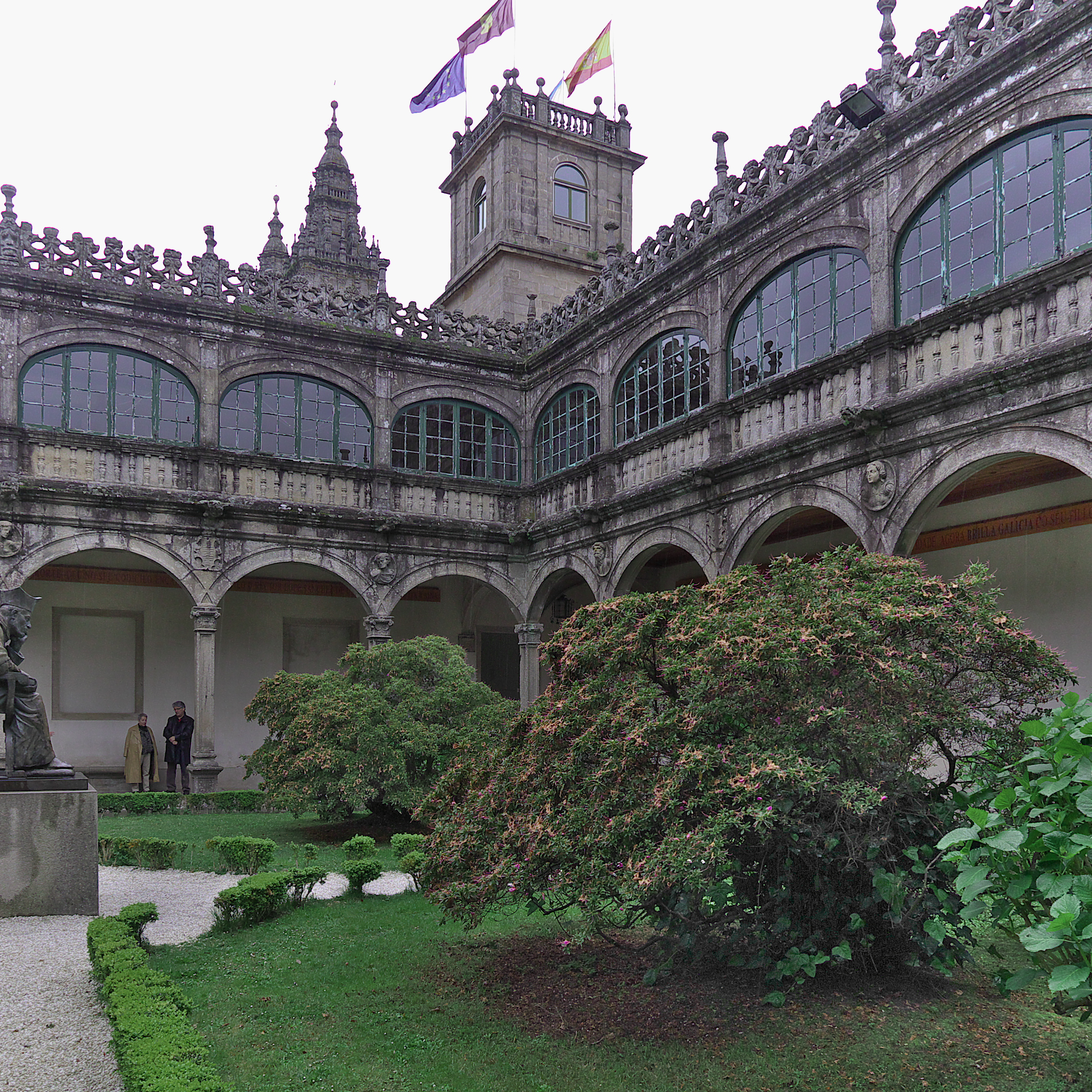
Colegio de Fonseca (Santiago de Compostela).
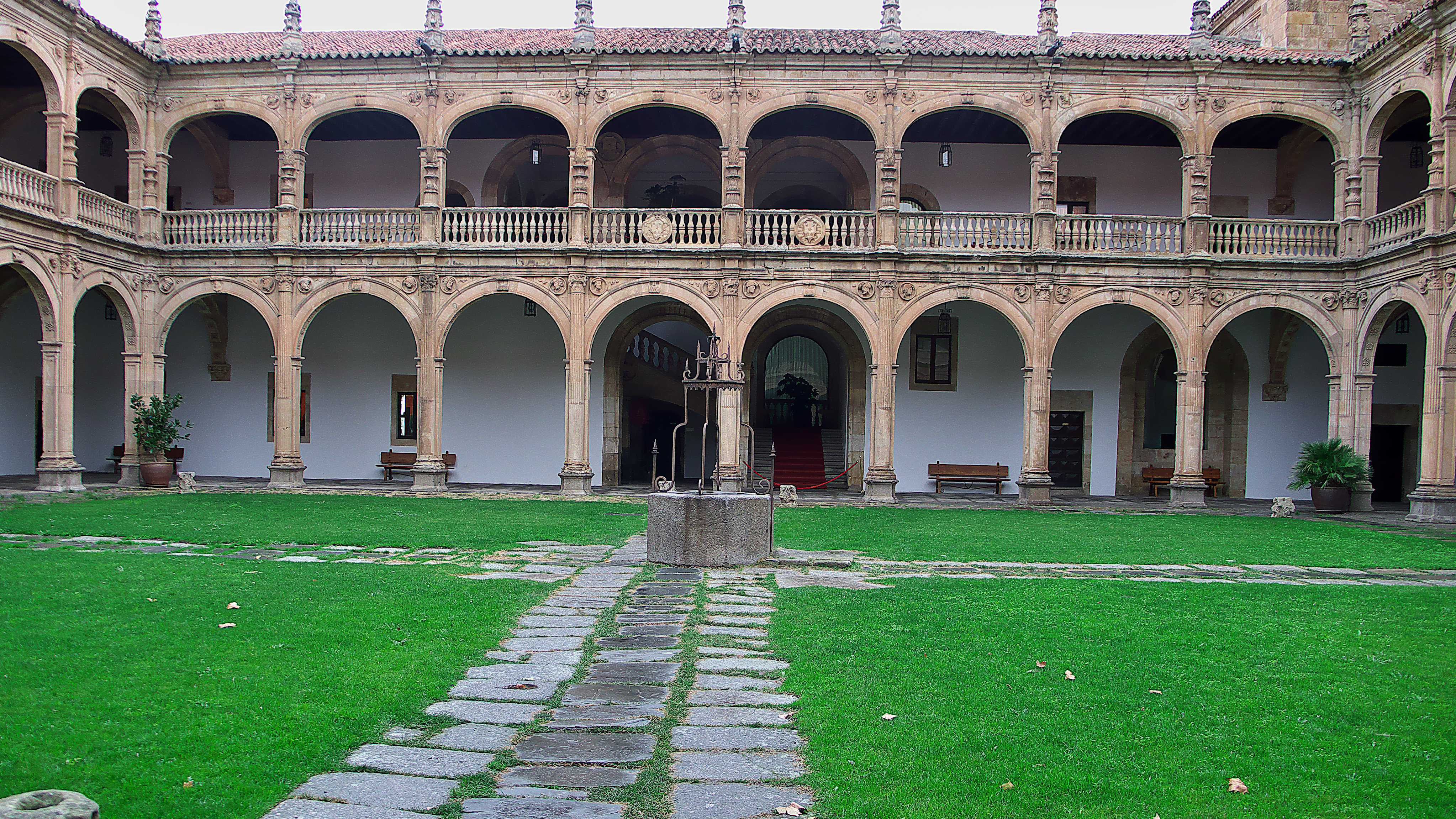
Colegio de Fonseca (Salamanca)
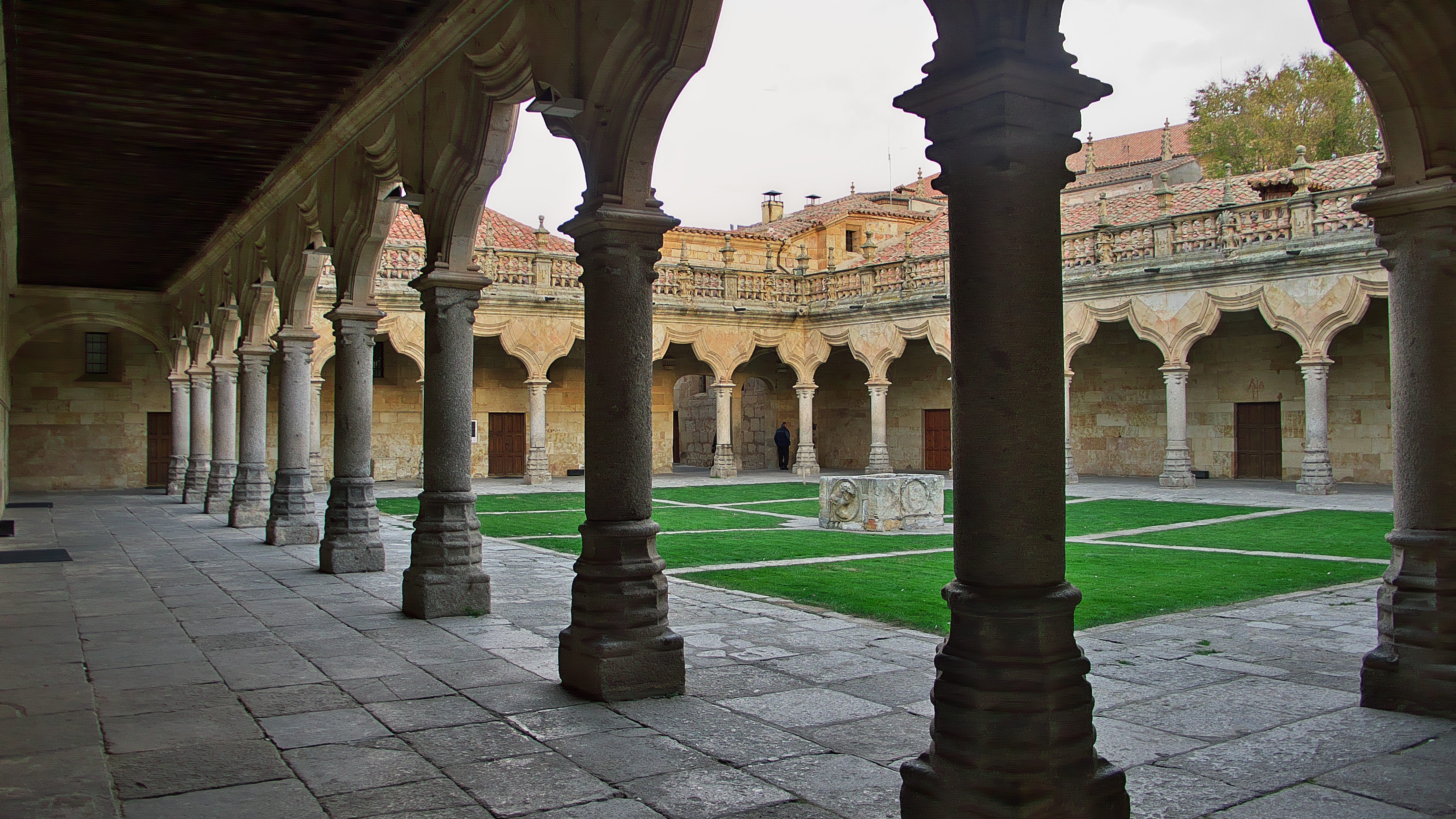
Escuelas Menores (Salamanca).
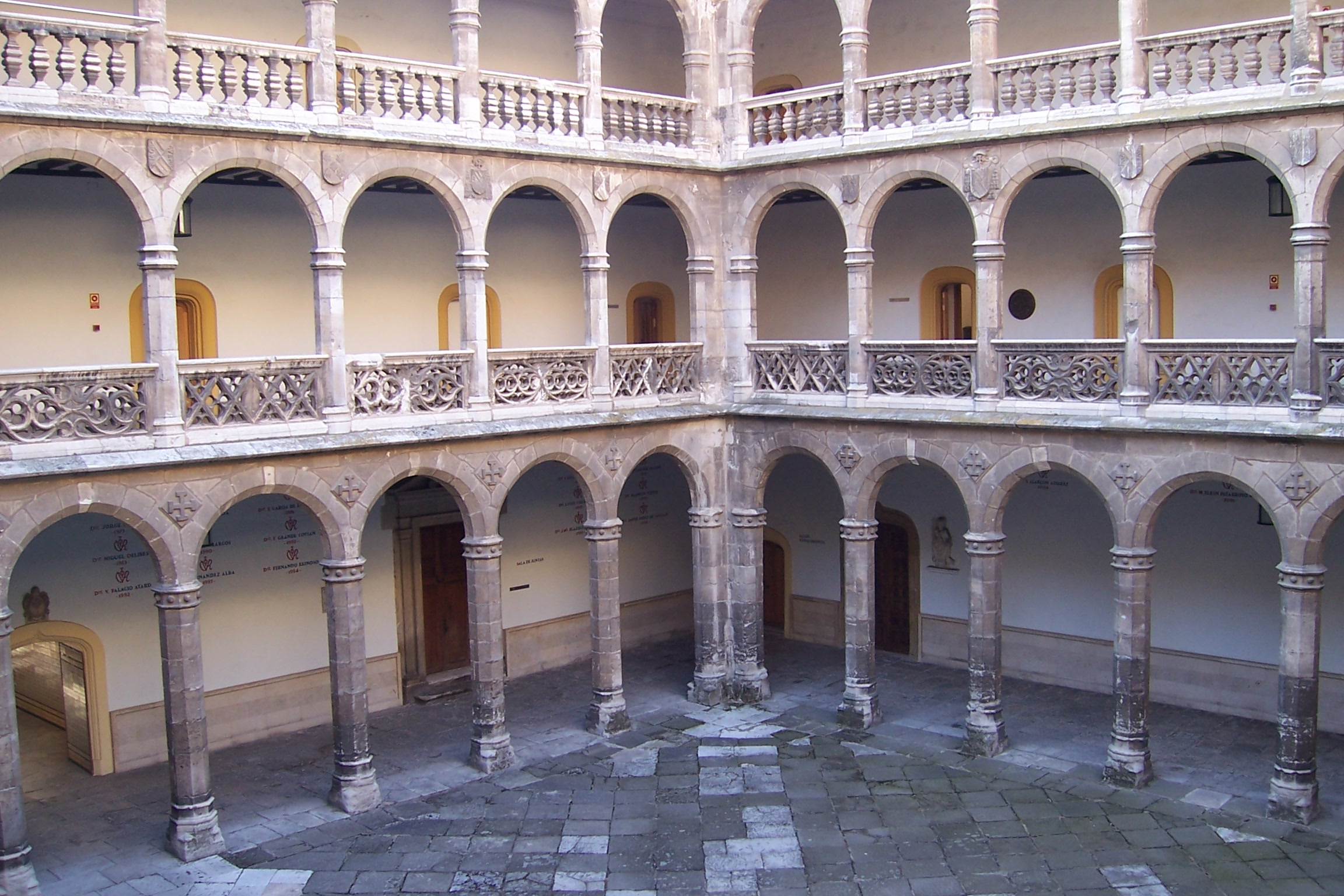
Colegio de Santa Cruz (Valladolid).
Colegio de San Gregorio (Valladolid)
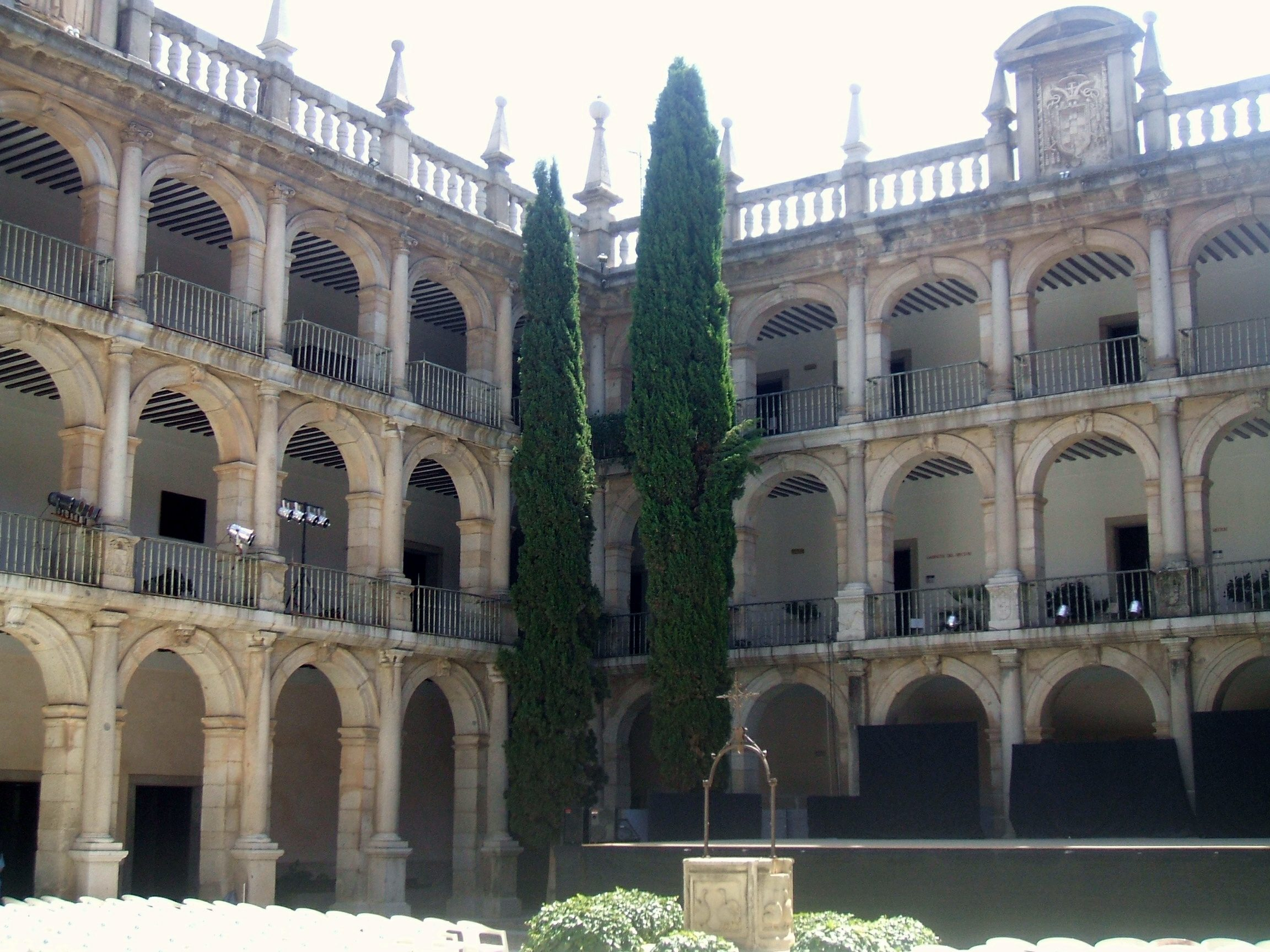
Colegio de San Ildefonso (Alcalá). Hay también un "patio trilingüe" un "patio de filósofos o continos"...
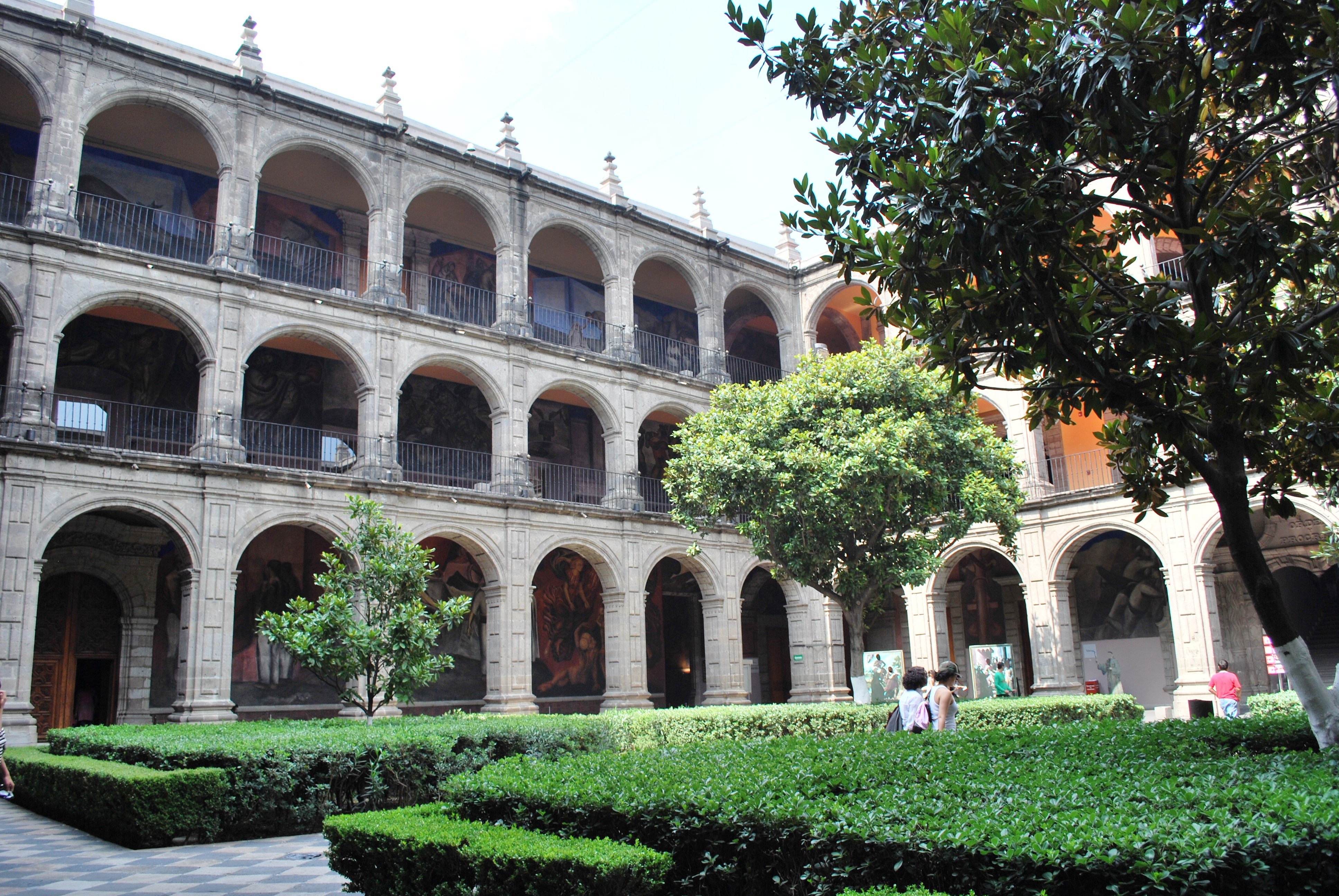
Colegio de San Ildefonso (México).
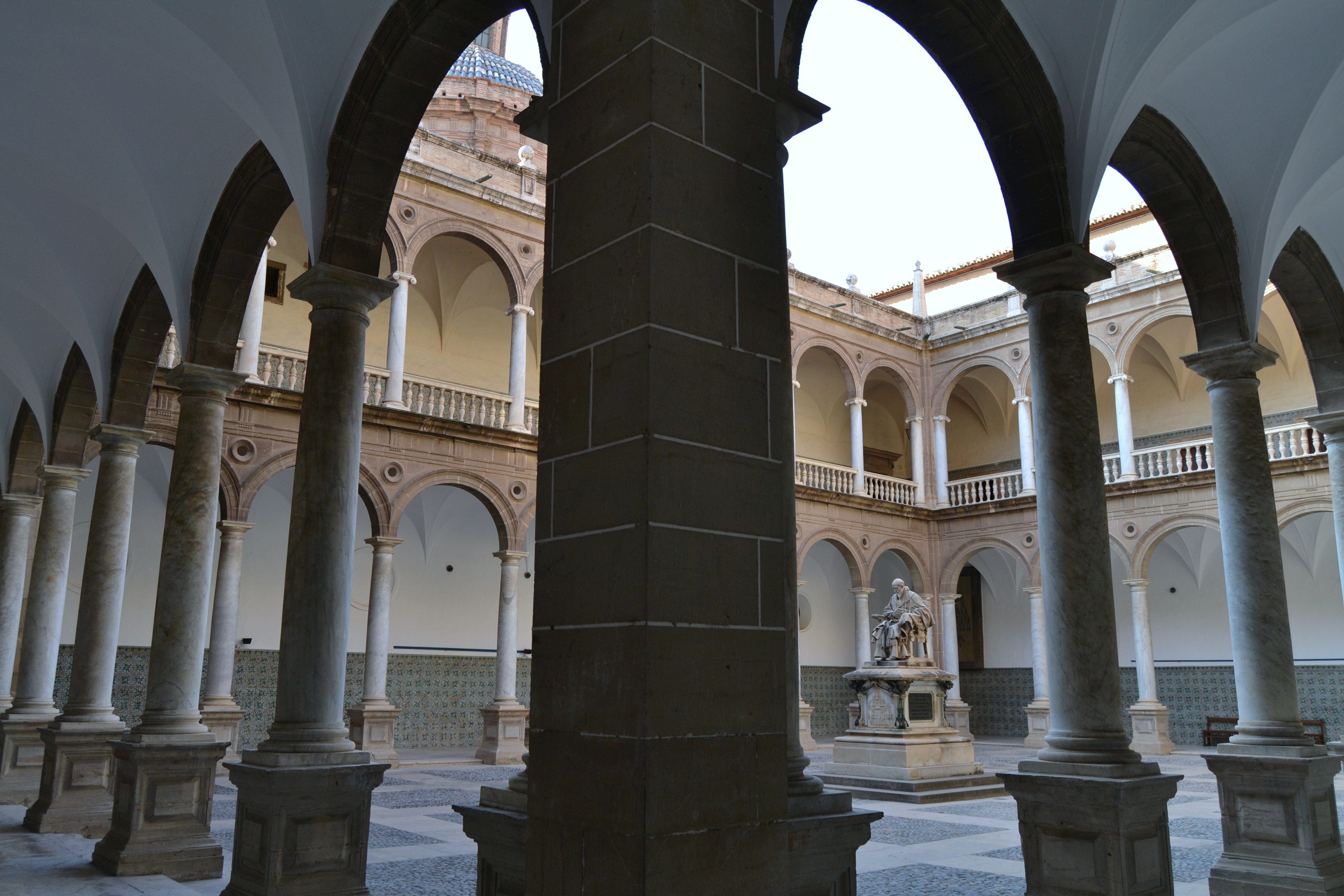
Colegio del Patriarca (Valencia).
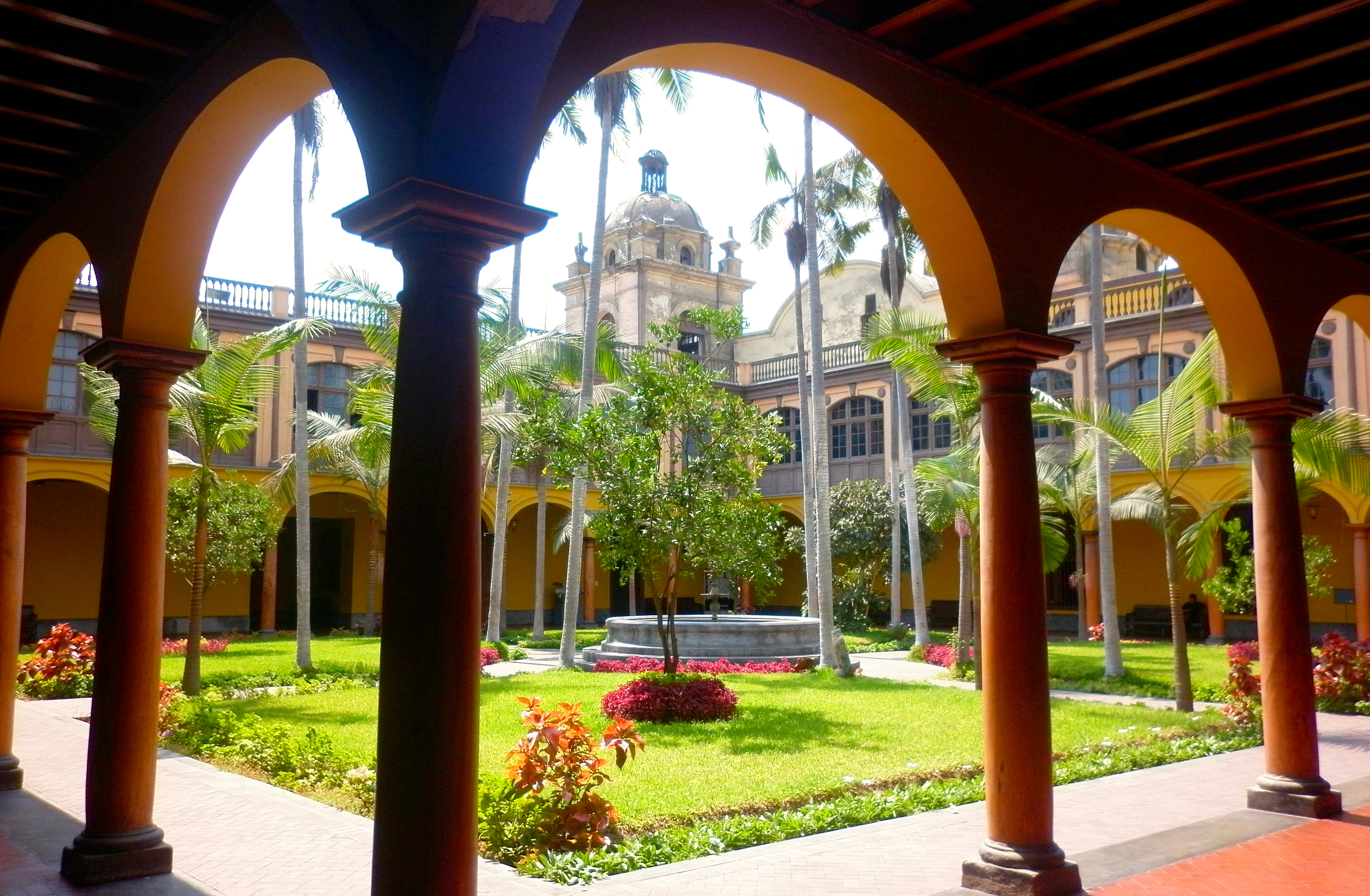
Patio de letras en San Marcos (Lima). Hay también "patios" "de ciencias", "de derecho", "de jazmines", "de chicos"...
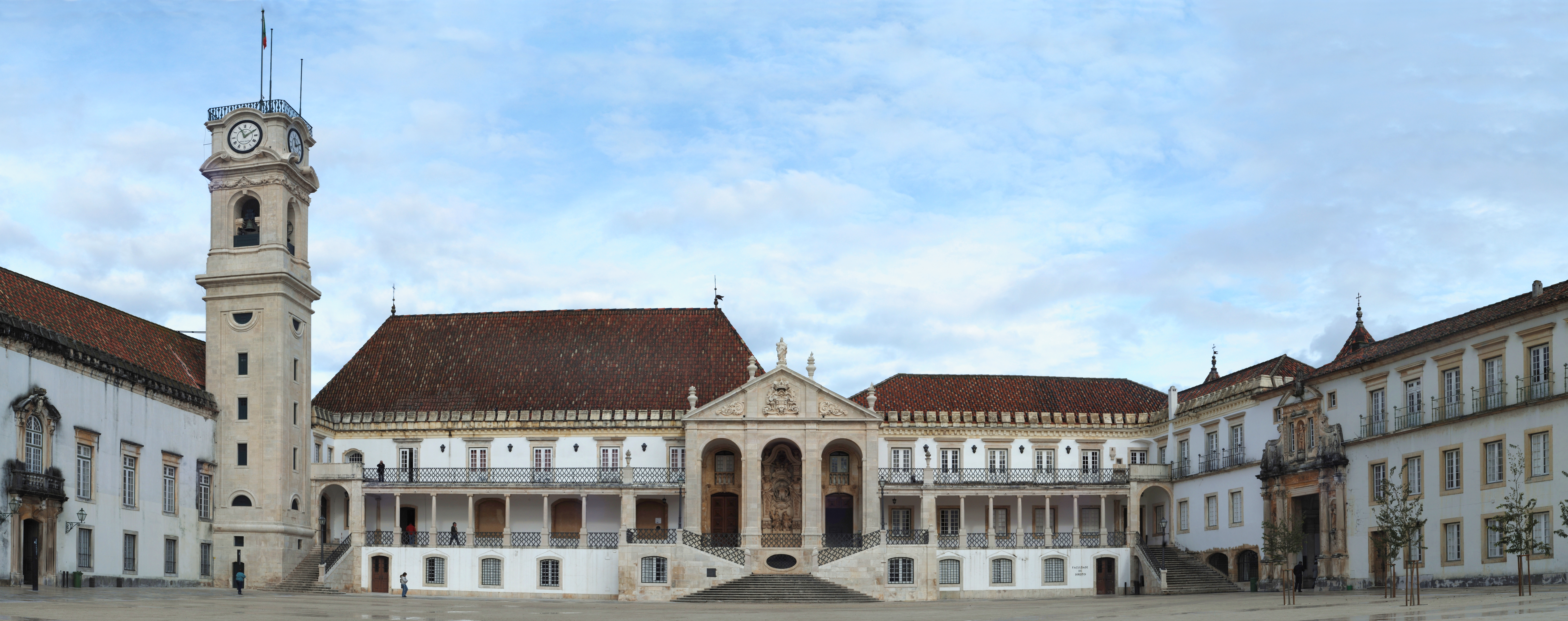
Paço das Escolas de la Universidad de Coímbra.

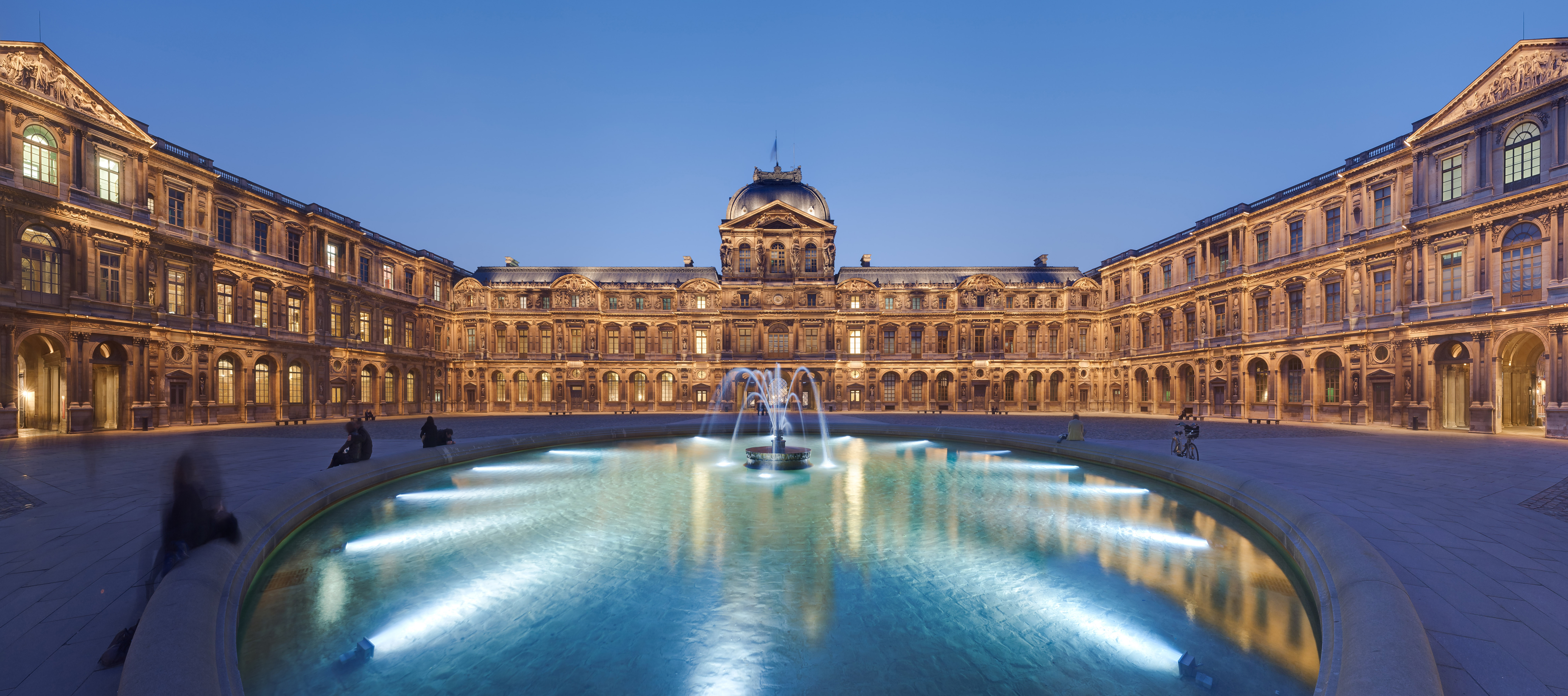
La Cour Carrée ("patio cuadrado") del Louvre.

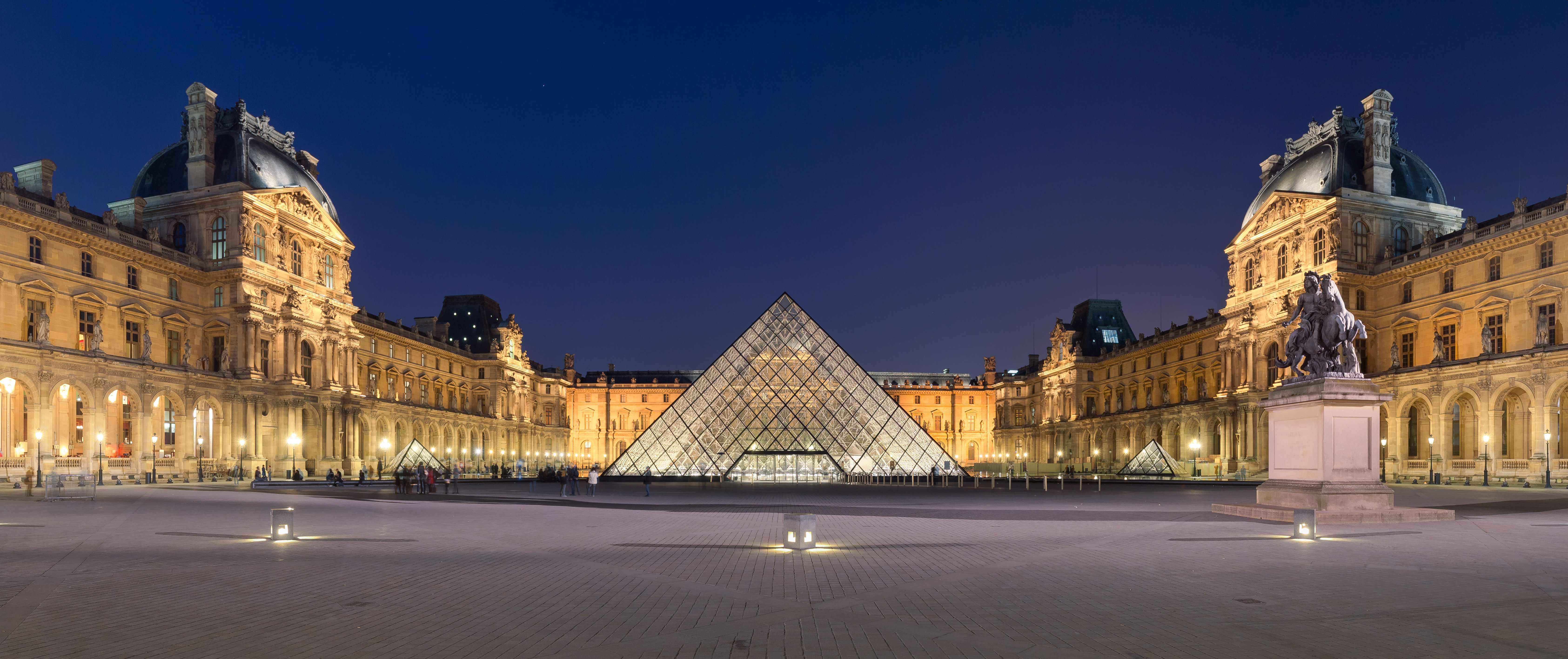
La Cour Napoleón del Louvre, con la "pirámide de Miterrand". En el Louvre hay más cours, como la Cour Lefuel.

## Lascoursdel Renacimiento y el Clasicismo francés

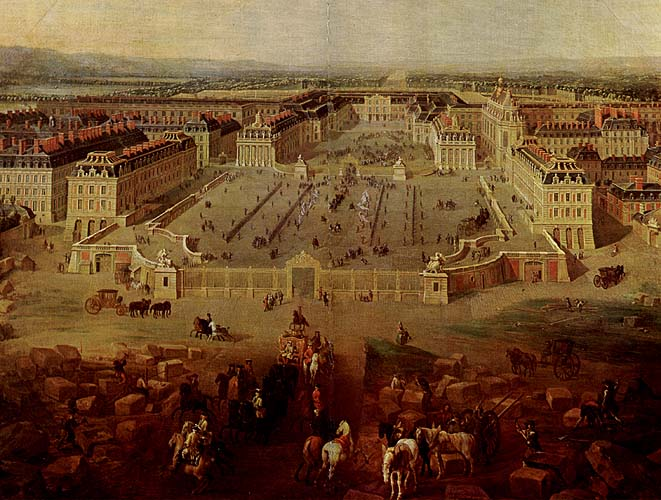
Alineamiento de las tres principales cours exteriores del Palacio de Versalles: Cour d'honneur, Cour royale y Cour de marble. La grille royale ("verja real") separa la d'honneur de la royale. Además están la Cour des Princes, la Cour de la haute Chapelle, la Place d'Armes y numerosas cours interiores.

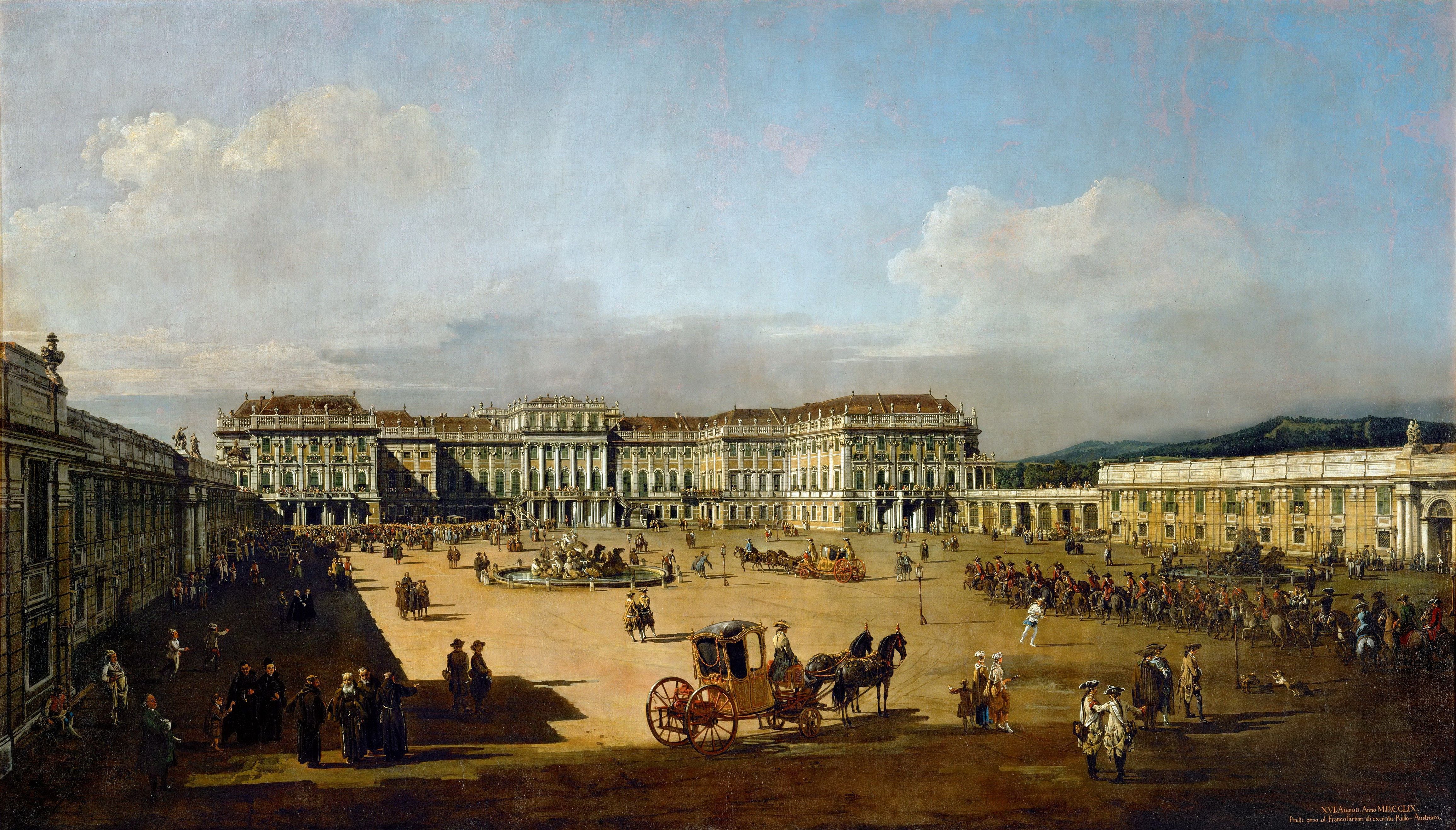
La cour d'honneur del Palacio de Schönbrunn, en una pintura de Canaletto.

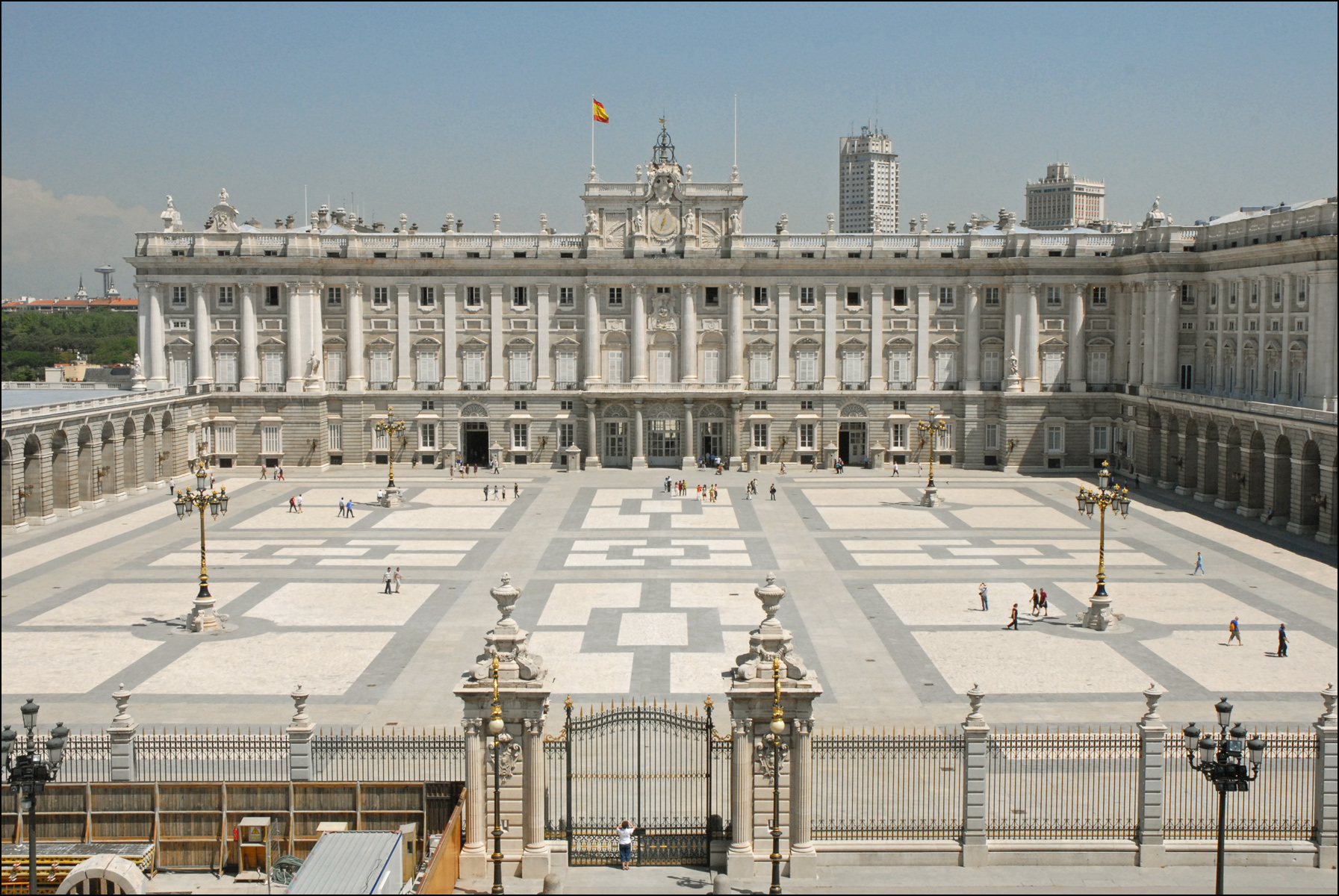
Plaza de la Armería, la cour d'honnoeur del Palacio Real de Madrid.

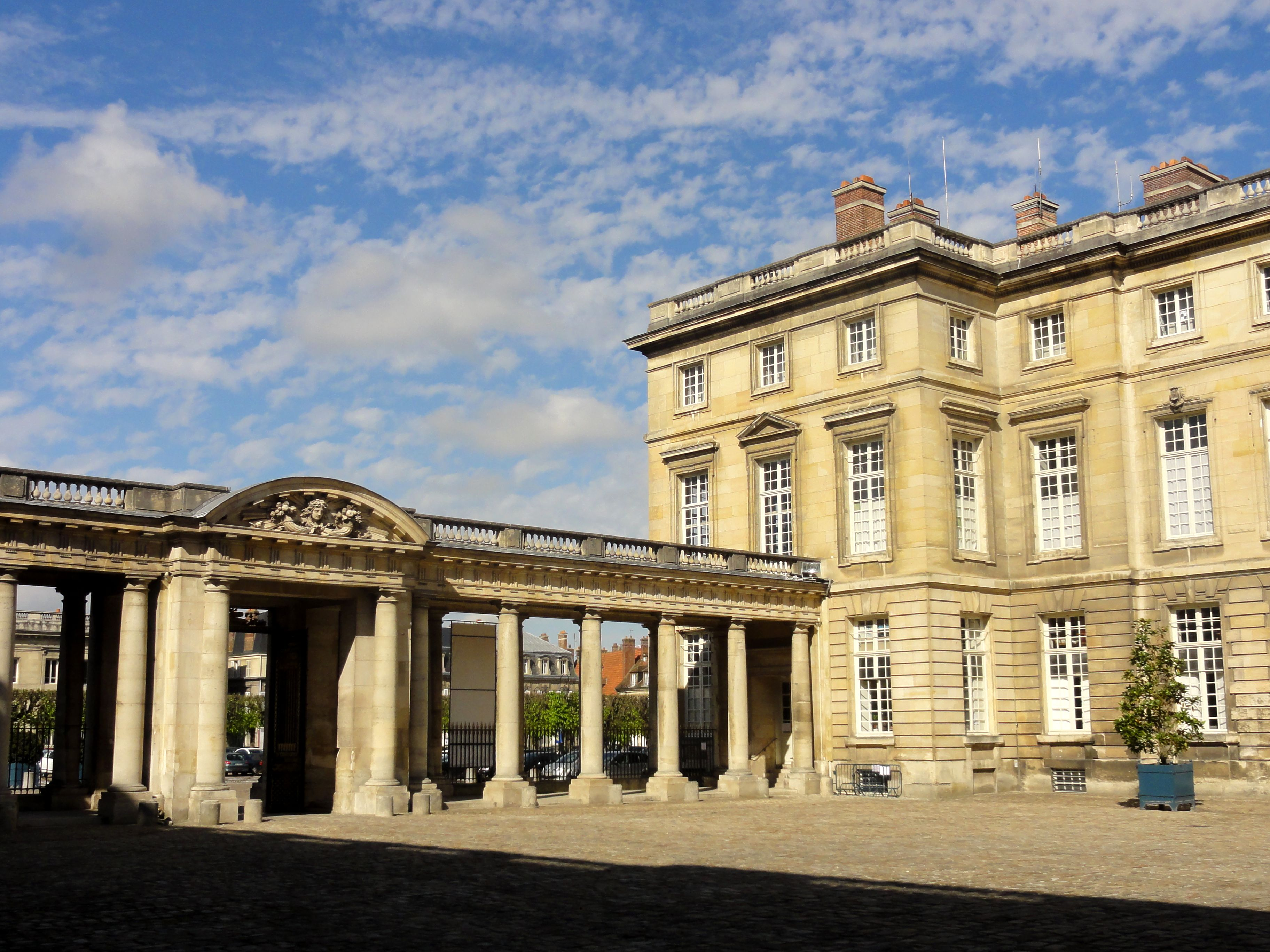
Pórtico de la cour d'honneur del Palacio de Compiègne.

Los patios franceses del Renacimiento se destacaron por su rigor geométrico y formalidad, reflejando el deseo de control y orden característico de la arquitectura y el paisaje de la época. Inspirados en los jardines italianos, los arquitectos franceses llevaron esta tendencia a nuevos niveles, diseñando patios donde la naturaleza era cuidadosamente moldeada y organizada para servir a los ideales estéticos y simbólicos de la nobleza. Según el duque de Saint-Simon, en sus "Mémoires", esta visión francesa era vista como una forma de "tiranía" sobre la naturaleza, o una voluntad de "forzarla" para que se sometiera a la simetría y la perfección humana. Los jardines y patios se convirtieron en espacios donde árboles, arbustos y fuentes se alineaban de manera impecable, siguiendo un estricto esquema visual que reflejaba el poder del hombre sobre su entorno. Estos patios, parte integral de palacios y castillos, no solo mostraban el dominio sobre la naturaleza, sino también sobre el propio diseño arquitectónico, fusionando lo natural con lo construido en un acto de control absoluto. 

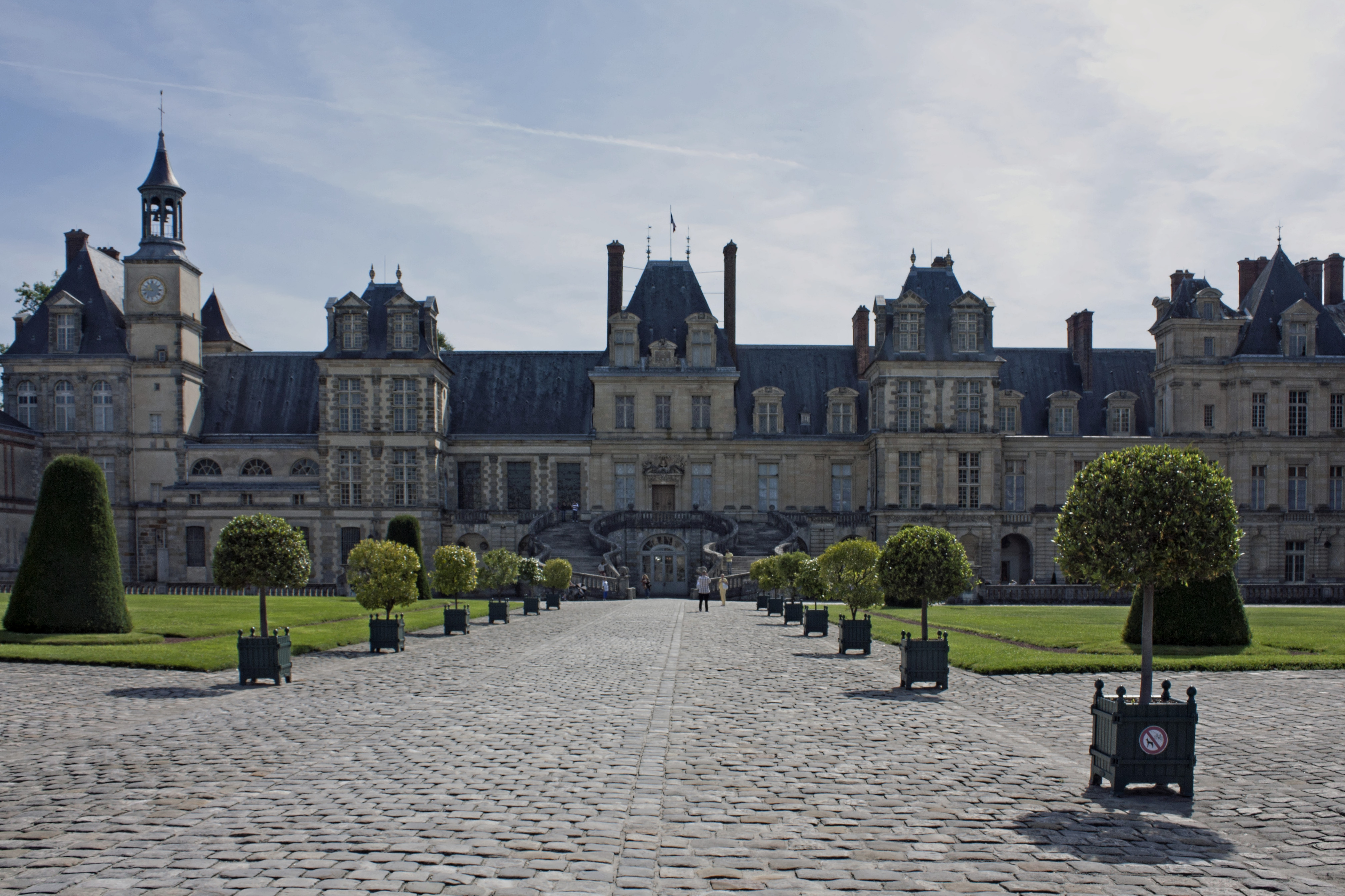
Palacio de Fontainebleau: cour d'honneur.
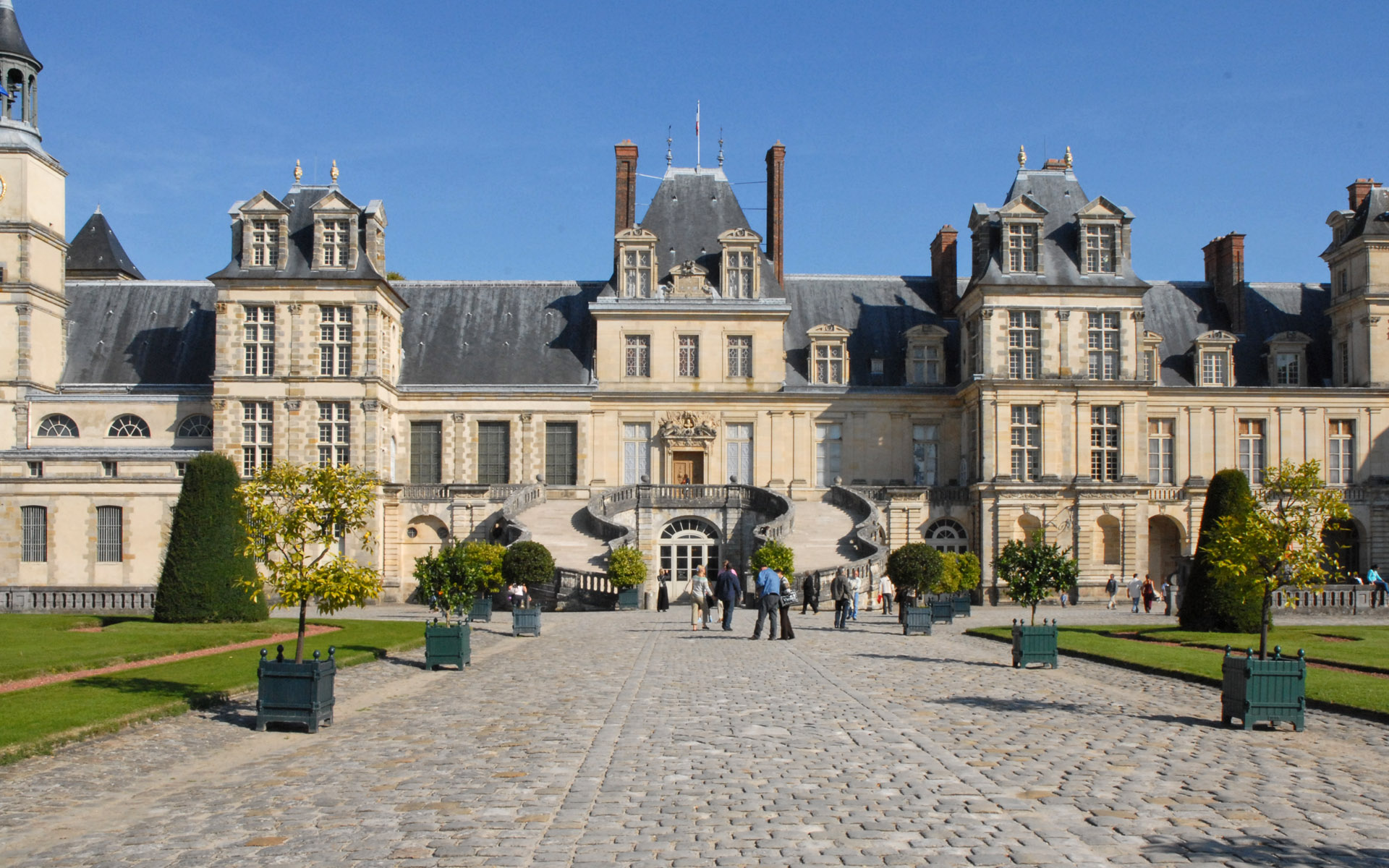
Ídem, cour du cheval blanc.
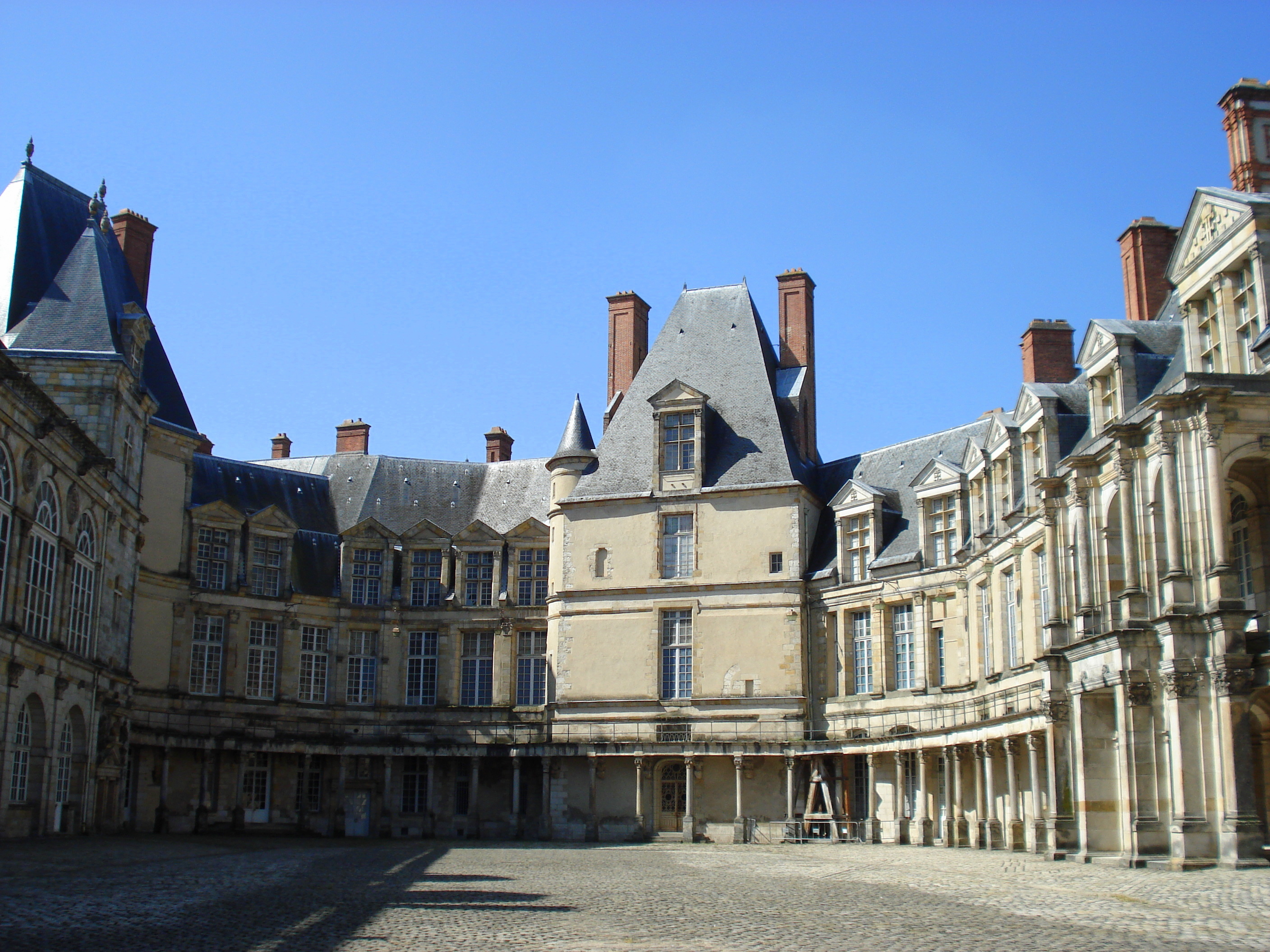
Ídem, cour ovale.

## Cour d'honneur
Cour d'honneur es la denominación de la cour que se dispone a la entrada de un palais, château u hôtel particulier; que en la arquitectura del Clasicismo francés se forma por el corps de logis o fondo del edificio principal, flanqueado de un ala que avanza a cada lado. De forma cuadrangular, está cerrada por tres lados, y abierta por el cuarto, aunque lo habitual es cerrarla con una reja o pórtico. El modelo de la cour d'honneur de Versalles (que dispone de varias otras places y cours) fue imitado en los palacios reales de toda Europa, como en la Plaza de la Armería del Palacio Real de Madrid. Una estructura similar ya tenía el Palazzo Pitti de Florencia.

## Etimología

### Uso decourcomo "corte"
La palabra francesa cour (traducible como "patio") tiene una homónima traducible por la española "corte". 
- Cour de France ("corte de Francia")[10]
- Haute Cour de Jerusalén (Alta Corte de Jerusalén, el consejo feudal del reino de Jerusalén)
- Ballet de Cour
- Musette de cour[11] o cornamusa francesa

A pesar de su proximidad, no debe confundirse la palabra inglesa courtyard con la palabra inglesa court ("tribunal"); tampoco debe confundirse la palabra francesa cour con la palabra francesa court ("corto", o "campo de juego") ni con la palabra francesa coeur ("corazón"). No obstante, se conservan algunos topónimos franceses terminados en court (Abancourt, Abaucourt, Honnecourt) cuya etimología proviene del bajo latín cortis (con el significado de la palabra castellana "corte").
La etimología de la palabra inglesa court y de la palabra francesa cour proviene del antiguo francés cort ("residencia regia" o "principesca"), que a su vez deriva de la palabra latina cortem, acusativo de cors. Esta palabra latina sería previamente cohors ("terreno cercado"), y por extensión y asociación con curia (distintas instituciones políticas de la Antigüedad Tardía y la Alta Edad Media, como la curia regis o la curia romana), pasó a designar también a los que se reúnen en ese terreno como "cohorte" del rey. Sus otros significados (como tribunal, como campo de juego y, en forma verbal, "rendir homenaje") son más tardíos.

### Uso decoury de "corte" como "corral"
Es significativo que, en castellano, "corte" no sólo signifique "corte real", sino corral o establo donde se recoge de noche el ganado, y que de ella derive la palabra "cortijo". La etimología de "corral" no está clara (el DRAE da, como posibilidad, pero en grado de especulación, que puede provenir "del latín vulgar currale, circo de carreras, y este del latín currus, carro"), mientras que expresiones francesas para ese concepto son base-cour (literalmente "corte baja" o "patio bajo") o cour de ferme (literalmente "corte de granja" o "patio de granja"). El mismo DRAE da "cortil" como sinónimo de "corral", y hace derivar su etimología de "corte". Tanto Cortiles como Corrales son topónimos y apellidos españoles. En lengua catalana, para el mismo campo semántico, existen las palabras, cort, cortal, cortalá y cortalada. En Italia se dan construcciones rurales similar al cortijo andaluz denominadas cascina a corte, corte colonica, case di corte o corte lombarda (con las distintas dependencias construidas en torno a un aia o cortile).

### Uso deyard
La palabra inglesa yard, además de la unidad de medida ("yarda"), significa "terreno alrededor de una casa". Proviene etimológicamente, a través del antiguo inglés geard (de donde deriva también garden -"jardín"-), del protogermánico garda, que a su vez comparte una raíz indoeuropea con la palabra latina hortus.

## Backyardso patios privados o "traseros"
La palabra inglesa backyard (literalmente "patio trasero") tiene como principal diferencia con courtyard la magnitud e importancia tanto del "patio" como del edificio con el que se relaciona. La expresión, aplicada a la política exterior de los Estados Unidos en América Latina, es sinónimo de "imperialismo" o "neocolonización" (véase imperio de la libertad).
Los patios privados tienen una gran tradición en todas las culturas, e incluso simbolizan el concepto de intimidad. En la cultura china el concepto se asimila al de secreto amoroso.

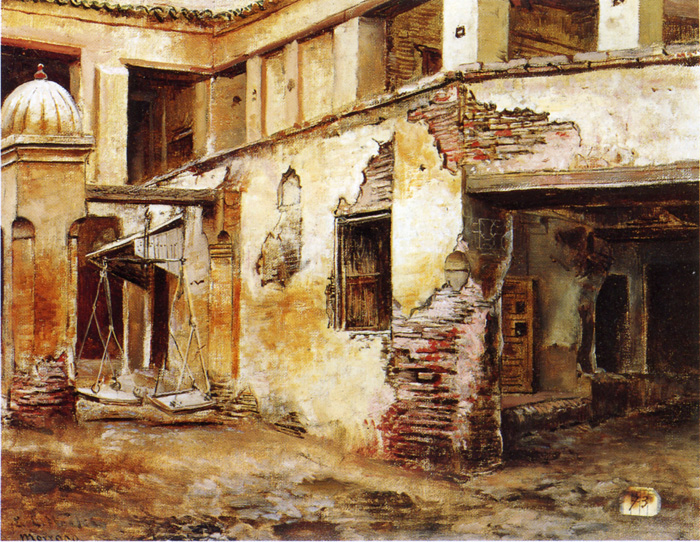
Courtyard in Morroco, de Edwin Lord Weeks (pintura orientalista sobre un "patio" en Marruecos).
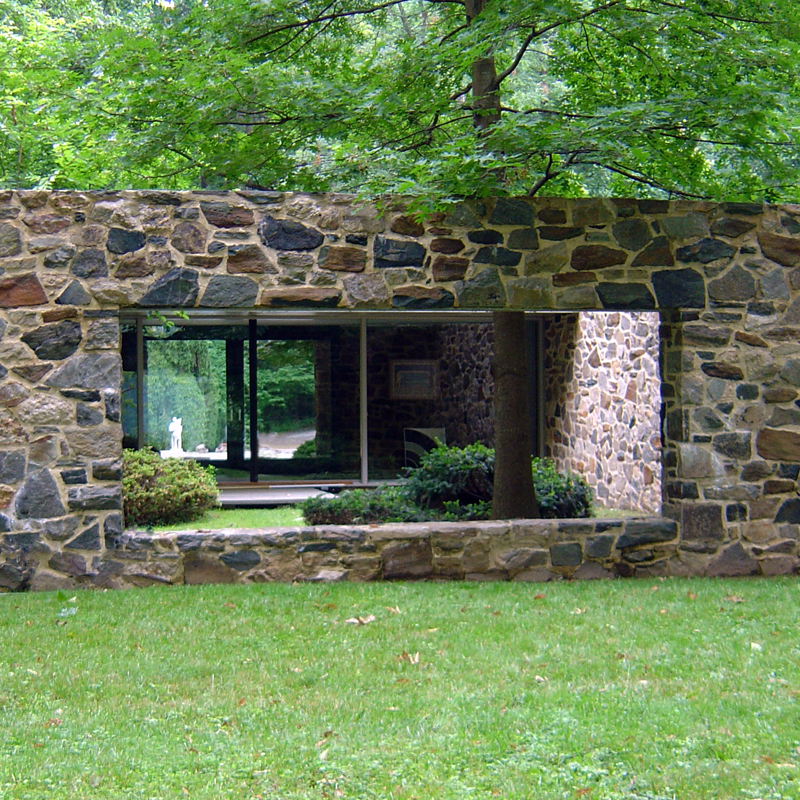
Hooper House, de Marcel Breuer.
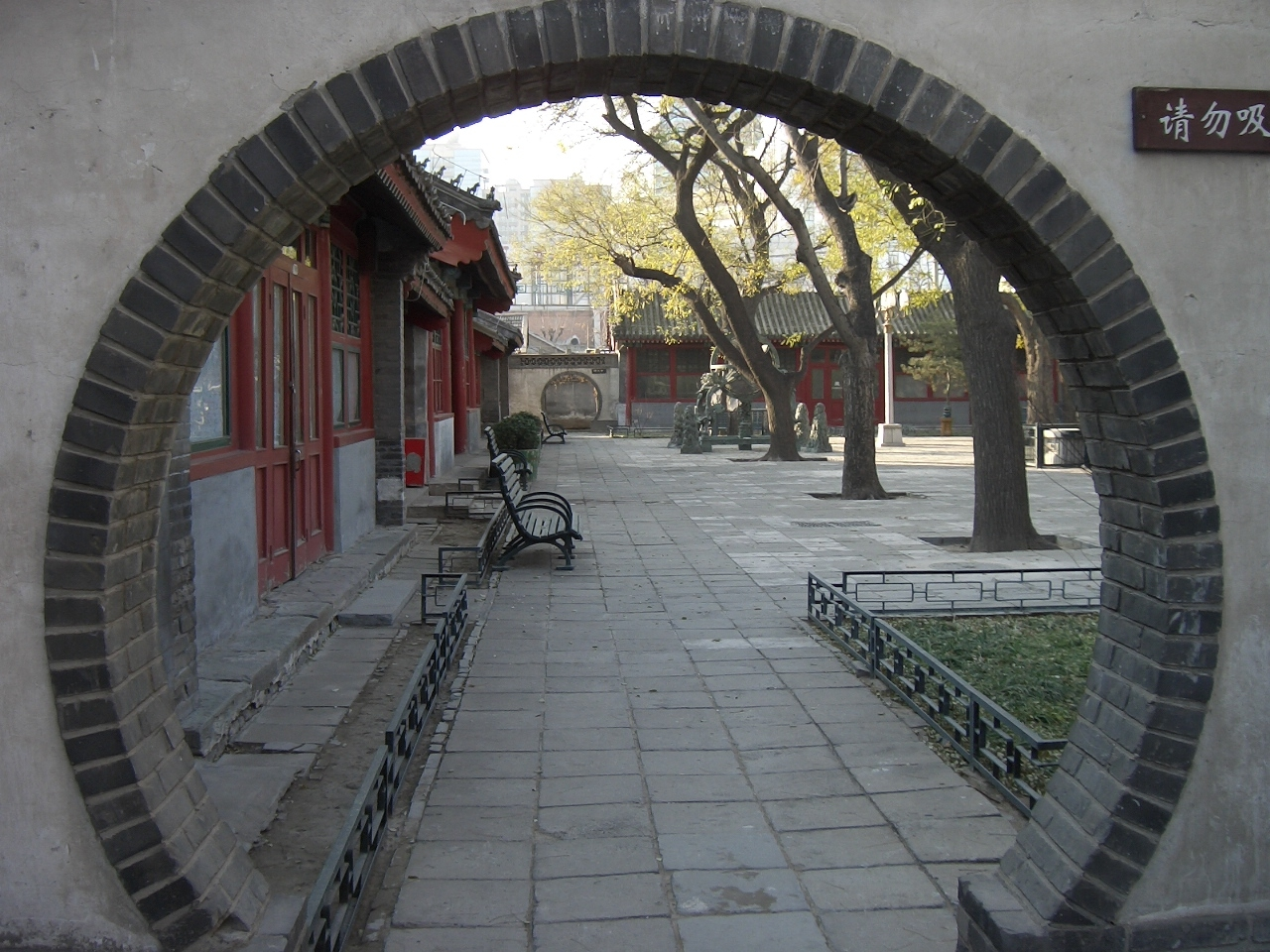
Courtyard chino, Pekín.